# Geschichte Nordrhein-Westfalens

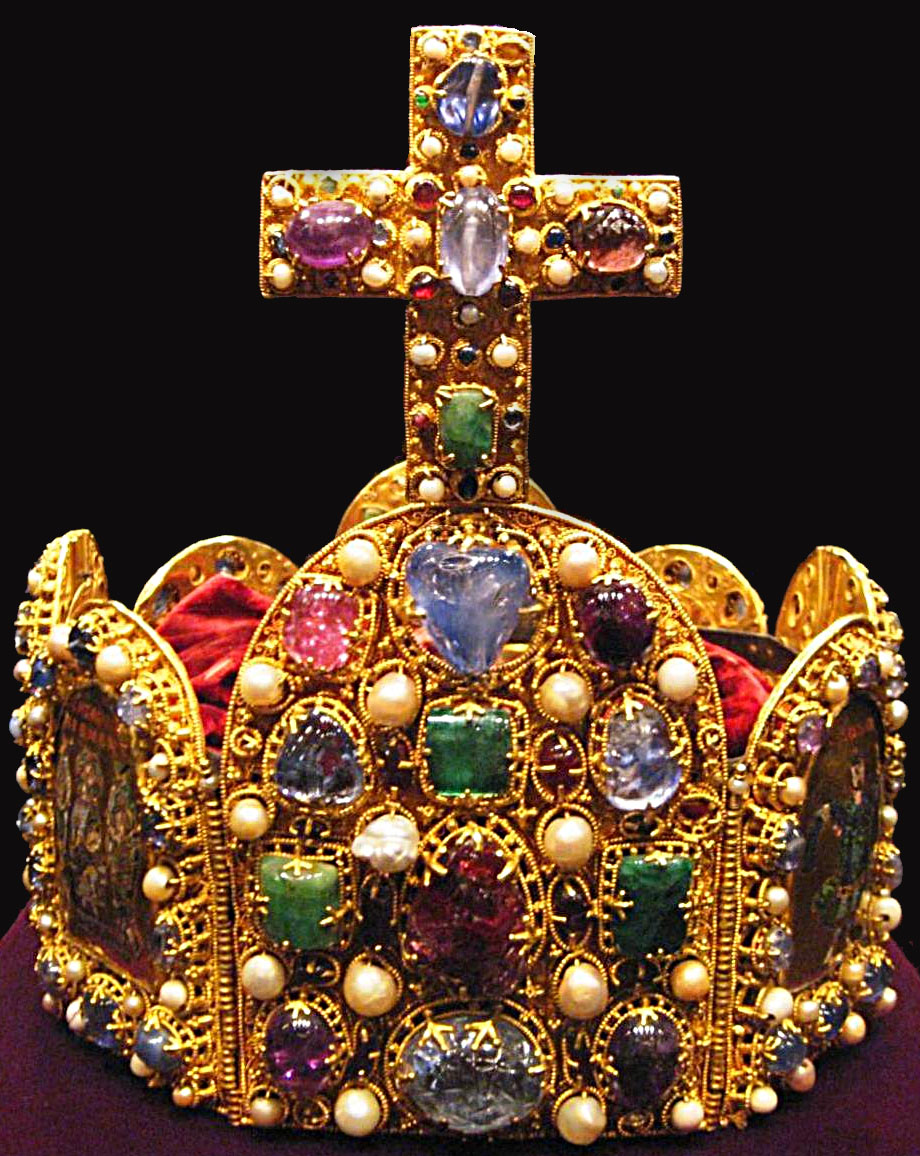
Die bei Krönungen in Aachen verwendete Reichskrone des Heiligen Römischen Reichs stammt wahrscheinlich aus einer niederrheinischen Goldschmiedewerkstatt des 10. Jahrhunderts und deutet auf einen hohen frühmittelalterlichen Entwicklungsstand von Kunstgewerbe und Metallverarbeitung im nordrhein-westfälischen Geschichtsraum hin.

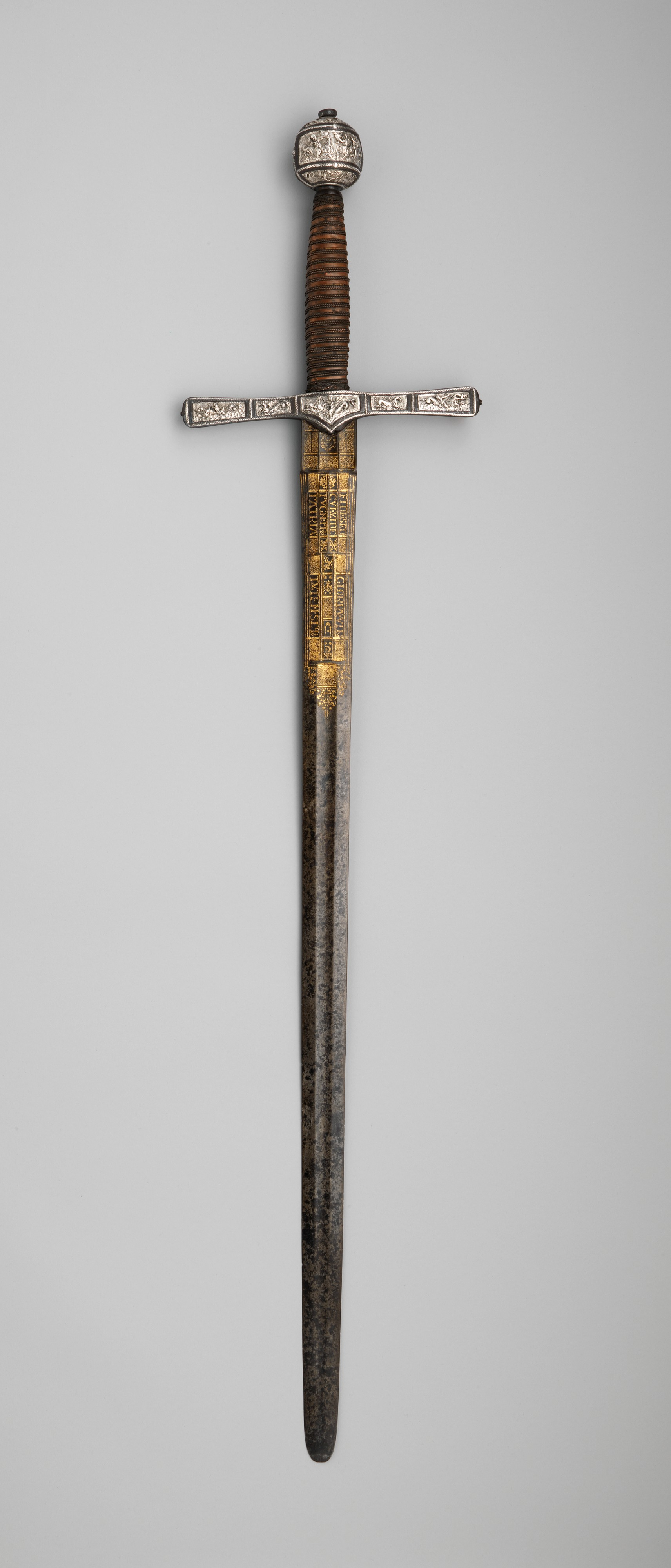
Cross Hilt Sword, 1600–1625, Metropolitan Museum of Art – Die industrielle Entwicklung Nordrhein-Westfalens gründete auf einem vor- und frühindustriellen Gewerbe, dem etwa durch Herstellung und Export von Klingen bereits im 17. Jahrhundert eine weltweite Bedeutung zukam.

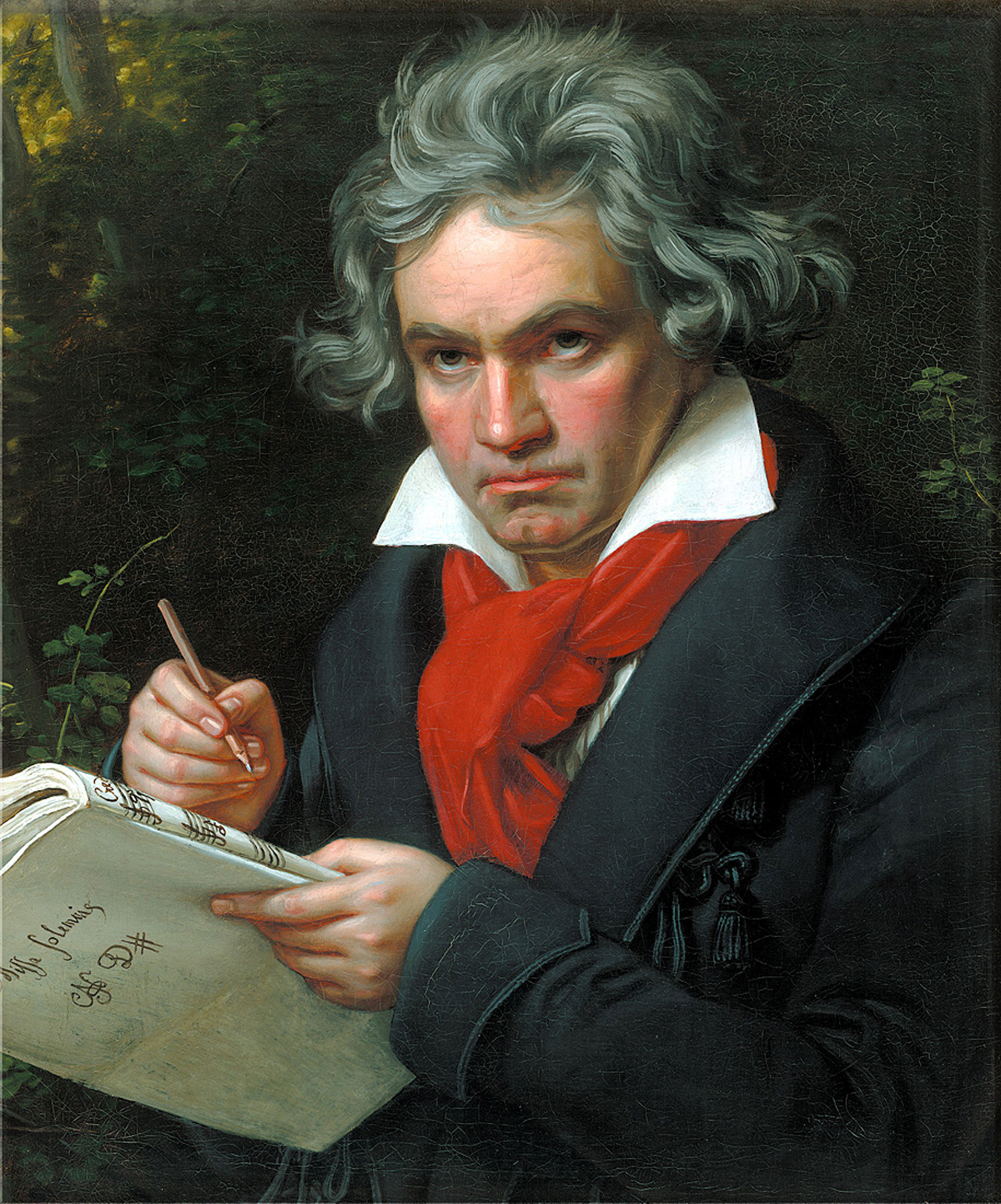
Ludwig van Beethoven (1770–1827), Enkel eines aus Mechelen in den Österreichischen Niederlanden eingewanderten Sängers, wurde in Bonn geboren.

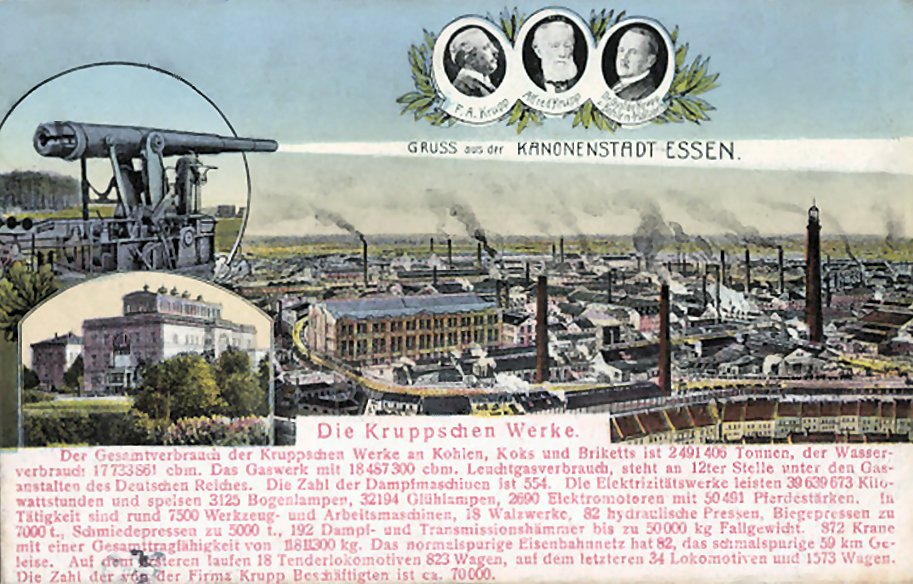
„Gruß aus der Kanonenstadt Essen“ (Postkarte mit Darstellung der „Kruppschen Werke“, 1913) – Das technologische und wirtschaftliche Potenzial an Rhein und Ruhr – „Kohle und Eisen“ – wurde im 19. und 20. Jahrhundert als ein bedeutender Machtfaktor wahrgenommen. Sowohl nach dem Ersten als auch nach dem Zweiten Weltkrieg war es im Zusammenhang mit der Ruhrfrage Gegenstand internationaler politischer Verhandlungen und Aktionen, die darauf gerichtet waren, es für Reparationen zu nutzen und es international zu kontrollieren. Bei der Gründung Nordrhein-Westfalens stand es erneut im Mittelpunkt der politischen Überlegungen.

Die Geschichte Nordrhein-Westfalens umfasst die Entwicklungen auf dem Gebiet des deutschen Bundeslandes Nordrhein-Westfalen von der Urgeschichte bis zur Gegenwart. Die Geschichte im engeren Sinne begann kurz nach dem Zweiten Weltkrieg am 23. August 1946, als durch Militärverordnung Nr. 46 der britischen Besatzungsmacht aus der Provinz Nordrhein, dem Nordteil der preußischen Rheinprovinz, sowie der ebenfalls preußischen Provinz Westfalen das Land Nordrhein-Westfalen gegründet wurde. Mit der Militärverordnung Nr. 77 vom 21. Januar 1947, durch die das Land Lippe Nordrhein-Westfalen eingegliedert wurde, war der heutige territoriale Zuschnitt im Wesentlichen erreicht.
Nordrhein-Westfalen trat so in die Rechtsnachfolge des Freistaats Preußen und des Landes Lippe ein. Im Gegensatz zu einigen anderen neu geschaffenen oder restituierten deutschen Ländern gab es für Nordrhein-Westfalen im Ganzen keinen stark identitätsstiftenden oder gebietsidentischen Vorgängerstaat. Vielmehr entfaltete bis heute ein Gemenge vieler unterschiedlicher historischer Territorien, teils aus vorpreußischer Zeit, seine Wirkungen auf die Kultur und Identität ihrer Bewohner. Vor dem Hintergrund des beginnenden Ost-West-Konflikts strebte Großbritannien als Besatzungsmacht in politischen Überlegungen die Bildung eines westdeutschen Landes an, das die bedeutenden industriellen Ressourcen des Ruhrgebiets in sich vereint, um sie den Bestrebungen der Sowjetunion und Frankreichs zu entziehen, die ein Viermächte-Regime über das Ruhrgebiet oder eine internationale Kontrolle seiner Ressourcen favorisierten. Kulturelle und historische Aspekte wurden beim Zuschnitt des Landes berücksichtigt, blieben aber im Verhältnis zu den geopolitischen Interessen, die mit der Beherrschung des Landes und seiner Ressourcen verfolgt wurden, nachrangig.
Die Industrialisierung und die Gründung des Deutschen Zollvereins hatten im 19. Jahrhundert an Rhein, Ruhr und Wupper auf der Grundlage eines bereits stark ausgeprägten vor- und frühindustriellen Gewerbes ein wirtschaftliches und technologisches Potenzial entstehen lassen, mittels dessen das Königreich Preußen eine Vormachtstellung in Deutschland erlangen und so die deutsche Reichsgründung unter dem Kaisertum der preußischen Hohenzollern als sogenannte kleindeutsche Lösung der deutschen Frage durchsetzen konnte. Die an Rhein, Ruhr und Wupper prosperierenden Industrien bildeten das bedeutendste Wirtschaftspotenzial des Deutschen Reichs. Sie übten ihrerseits großen Einfluss auf seine Politik aus und gerieten im 20. Jahrhundert in den Fokus internationaler Politik, etwa während der Ruhrbesetzung durch Belgien und Frankreich in den Jahren 1923 bis 1925. Nach dem Zweiten Weltkrieg führte die Ruhrfrage in Gestalt eines Ruhrstatuts zu einem internationalen Regime über das Industriegebiet an Rhein und Ruhr. Mit dem Schuman-Plan entwickelte Frankreich seine Deutschland- und Ruhrpolitik fort, indem es Deutschland anbot, die Montanindustrien beider Länder, gerade auch die des Ruhrgebiets, in einem gemeinsamen Markt und unter gemeinsamer Aufsicht zusammenzulegen. Dies ermöglichte nicht nur die Beseitigung des Ruhrstatuts, sondern führte über die Gründung der Europäischen Gemeinschaft für Kohle und Stahl zu einem fortlaufenden Prozess der europäischen Integration und der Bildung einer europäischen Identität sowie zur Entstehung des heutigen Staatenverbundes der Europäischen Union.
Die Erinnerungskulturen und Geschichtspolitiken in Nordrhein-Westfalen knüpfen an die Geschichten und die Mythen der einzelnen Räume und Vorgängerterritorien auf dem heutigen Gebiet Nordrhein-Westfalens an. Insofern gibt es ein uneinheitliches Geschichtsbewusstsein, das sich aus einer in den einzelnen Regionen des Landes oft unterschiedlich verlaufenen Historie speist. Gleichwohl weist dieses heterogene geschichtliche und räumliche Bewusstsein in seinen Strängen durchaus Parallelen und Gemeinsamkeiten auf. Wichtige historische Stätten sind in Nordrhein-Westfalen zum Beispiel die Pfalzkapelle zu Aachen und das Rathaus zu Münster. Das Land an Rhein und Ruhr hat eine Vielzahl bedeutender Menschen hervorgebracht, zum Beispiel den Komponisten Ludwig van Beethoven.
Mit der Jubiläumsausstellung „Unser Land. 75 Jahre Nordrhein-Westfalen“ wurde 2021 das Haus der Geschichte Nordrhein-Westfalen im Mannesmann-Haus an der Rheinuferpromenade im Düsseldorfer Regierungsviertel eröffnet.

## Vorgeschichte

### Urgeschichte

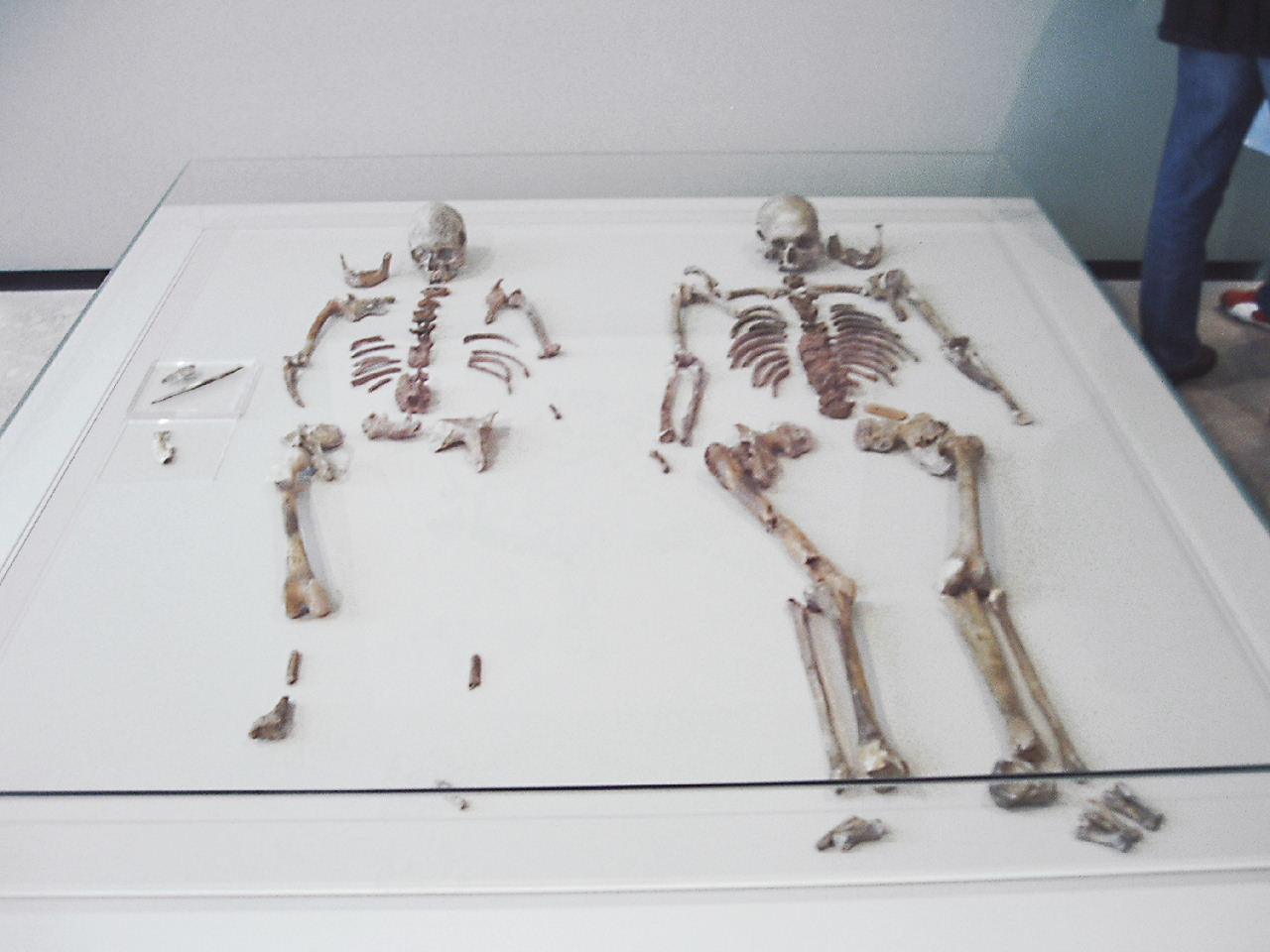
Funde aus dem Oberkasseler Grab

Die Funde in der Balver Höhle und weiterer Höhlen im Sauerland deuten darauf hin, dass Verwandte oder Vorgänger des modernen Menschen bereits in der Urgeschichte in den Raum des heutigen Landes drangen. Auch die berühmten Funde aus dem Neandertal bei Düsseldorf bestätigen, dass bereits der Neandertaler, ein Verwandter des modernen Menschen, im Raum des heutigen Nordrhein-Westfalens lebte. Das Doppelgrab von Oberkassel sowie die Funde der Blätterhöhle beim heutigen Hagen geben Hinweise darauf, dass der moderne Mensch mindestens bereits seit 14.000 Jahren ins Rheinland, seit 12.000 Jahren auch in das heutige Westfalen wanderte. Diese Fundstellen wie auch die am Hohlen Stein bei Soest zeigen, dass auch danach im Gebiet des heutigen Nordrhein-Westfalens Menschen mit verschiedenen Kulturen lebten.

#### Neolithikum
Nordrhein-Westfalen ist ein Gebiet, in dem – anders als im östlichen Deutschland – kein kontinuierlicher Übergang von der Linearbandkeramik zur Stichbandkeramik zu beobachten ist. Die Region orientiert sich nach Südwesten, wo mit der Kulturfolge Hinkelstein-Großgartach-Rössen ein Neubeginn erfolgte. Den Neubeginn zeigen der Wandel bei der Form und Verzierung der Keramik, die Wahl der verwendeten Feuersteine, der Hausbau und eine geänderte Siedlungsstruktur. Die Ergebnisse der Pollenanalyse deuten darauf hin, dass im Rheinland etwa zwischen 4900 und 4800 v. Chr. mit einer geringeren Bevölkerungsdichte und einer extrem späten Fazies der Bandkeramik zu rechnen ist, die gleichzeitig mit dem frühen Mittelneolithikum in Südwestdeutschland existierte. Aus dem darauf folgenden frühen und mittleren Großgartach fehlen überhaupt Belege.
Voraussetzungen zum besseren Verständnis dieser neuen Wirtschafts- und Sozialstruktur wurden vor allem durch die großflächigen Ausgrabungen im Rheinischen Braunkohlerevier und im Stadtgebiet von Dortmund in der Siedlungskammer des Oespeler Bachs geschaffen. Durch die dynamische Entwicklung in Südwestdeutschland mit Siedlungskonzentration und einer neuen Identität wurde das bisherige Kommunikationsnetzwerk von Grund auf verändert. Fassbar wird das Netzwerk durch die Weitergabe von Gesteinsmaterialien.

### Frühgeschichte

#### Römische Kaiserzeit

Das römische Köln,
Schaubild im Römisch-Germanischen Museum

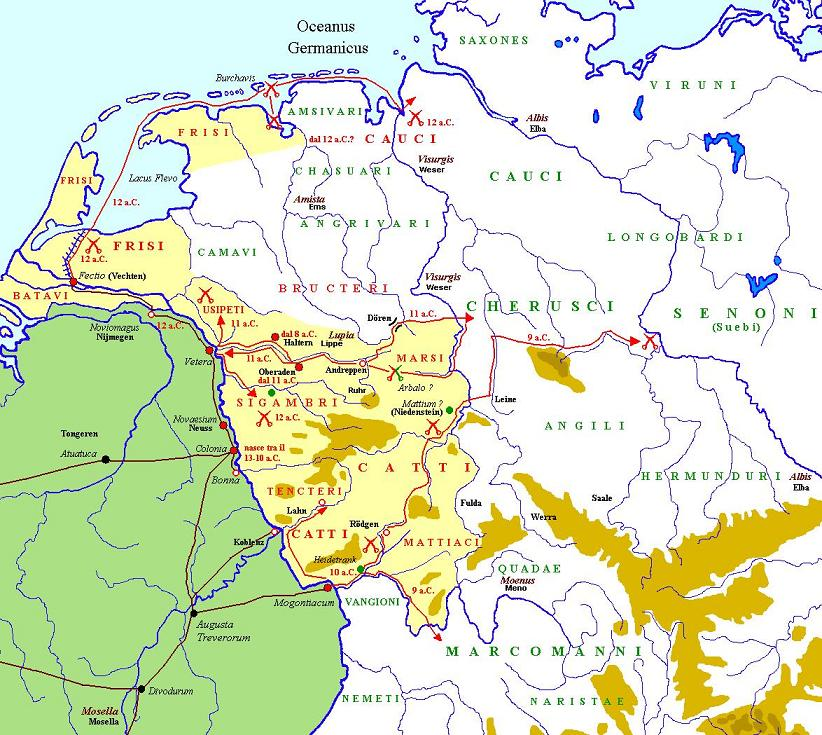
Darstellung der Grenzen des Römischen Reichs am Rhein und der Militäroperationen unter Drusus im heutigen Bereich der Niederlande, Nordrhein-Westfalens, Rheinland-Pfalz und Hessens

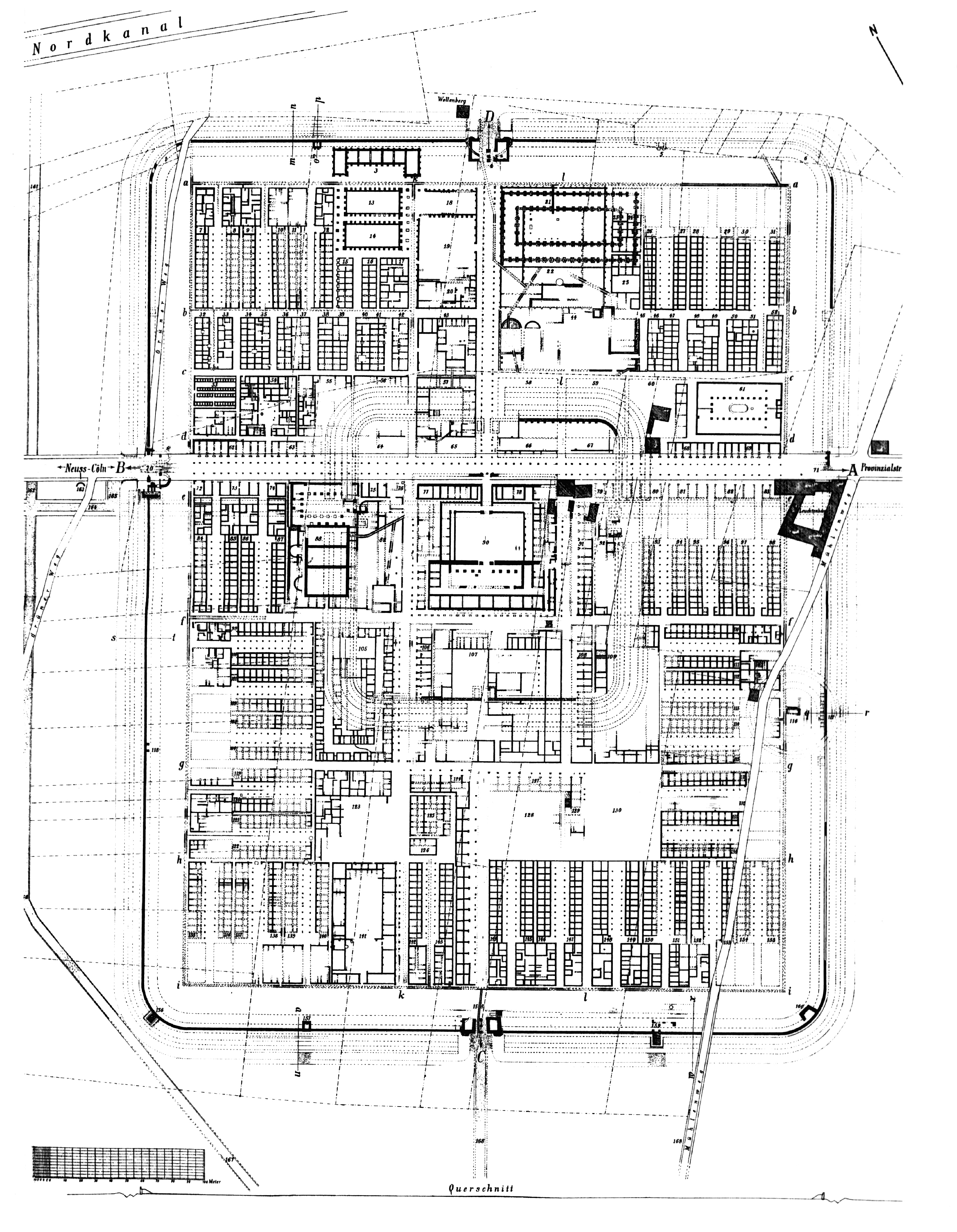
Grundriss des Römerlagers Novaesium in Neuss nach Grabungsbefunden der Jahre 1887–1900

Die Berichte antiker, meist römischer Geschichtsschreiber erlauben erstmals um Christi Geburt eine Darstellung der Region des heutigen Nordrhein-Westfalens abseits der archäologischen Erkenntnisse. Die Geschichtswissenschaft beschreibt diese Epoche als Römische Kaiserzeit, wenngleich die größeren Teile des heutigen Landes nie fester Teil des römischen Imperiums wurden. Die damals zwischen Maas und Weser lebende Bevölkerung, die noch im Gegensatz zur antiken Welt von der keltischen La-Tène-Kultur oder der germanischen Kultur geprägt war, rückte seit den Gallischen Kriegen verstärkt in das Blickfeld des Reiches. Durch die Eroberung Galliens im Gallischen Krieg (58 bis 51/50 v. Chr.) durch Gaius Iulius Caesar bis zur Nordsee und östlich bis zum Rhein fielen erste Gebiete des heutigen Nordrhein-Westfalens in den Machtbereich Roms. Relativ schnell übernahmen die Bewohner dieser Regionen Teile der römischen Zivilisation (Romanisierung).
Die Bewohner der Gebiete links des Rheines zählten die Römer seit Caesar meist pauschal zu den Galliern, für die rechtsrheinisch siedelnde Bevölkerung prägte Caesar wenig differenziert den Begriff „Germanen“. Eine Differenzierung und die Beziehungen der germanischen (und keltischen) Stämme untereinander und eine genaue Verortung der Stämme im rechtsrheinischen Gebiet des heutigen Nordrhein-Westfalens bleibt während der gesamten römischen Kaiserzeit und darüber hinaus (erst recht davor) auf Grund der insgesamt nur bruchstückhaften und oft ungenauen Quellenlage schwierig. Die moderne Wissenschaft ordnet die Stämme im heutigen rechtsrheinischen Nordrhein-Westfalen meist der Gruppe der Rhein-Weser-Germanen zu.
Von den gesicherten linksrheinischen Gebieten führten Feldzüge römische Truppen bis weit hinein nach Germanien. Der erste römische Heerführer, der größere Heerzüge in die rechtsrheinischen Gebiete unternahm, war Drusus ab 12 vor Christus. Seine Nachfolger errichteten im heutigen Nordrhein-Westfalen verschiedene teils für mehrere Jahre belegte Heerlager, etwa das Römerlager Haltern, und drangen entlang der Lippe bis in das heutige Ostwestfalen und weiter vor. Langfristiges Ziel der Römer war die Errichtung einer Provinz Germania magna im Rechtsrheinischen. In der Varusschlacht 9 n. Chr. in der Nähe oder sogar im heutigen Ostwestfalen erlitt das expandierende Imperium gegen eine vom Cheruskerfürsten Arminius geführte germanische Stammeskoalition einen empfindlichen Rückschlag. Zwar gab es auch danach bis etwa 16 n. Chr. noch unter Germanicus große Eroberungsfeldzüge nach Germanien, eine massive römische Siedlungs- oder Eroberungspolitik fand aber im heutigen Nordrhein-Westfalen nicht mehr statt, obwohl auch danach Quellen vereinzelt vom Vordringen römischer Truppen in das Gebiet berichten (vgl. auch Harzhornereignis).
In der Folge wurde die römische Provinz Germania inferior (Niedergermanien) um 85 errichtet, die alle linksrheinischen Teile des heutigen Landes umfasste. Ausnahme war lediglich der kleine rechtsrheinische Brückenkopf Divitia (heute Köln-Deutz). Während die rechtsrheinischen Stämme bis zum Ende der römischen Provinz in ihrer dörflich-agrarisch geprägten Stammeskultur verblieben, aber Handel mit dem Imperium betrieben, entwickelten sich teils aus römischen Militärlagern heraus im bereits früh eroberten und als relativ friedlich geltenden Germania inferior für damalige Verhältnisse große Städte wie Colonia Ulpia Traiana (beim heutigen Xanten) oder die Hauptstadt der Provinz, Colonia Claudia Ara Agrippinensium (das heutige Köln), das eine der größten und bedeutendsten Städte nördlich der Alpen war und ab etwa 310 über eine feste Rheinbrücke verfügte. Auch Städte wie das heutige Bonn oder Neuss haben römische Ursprünge.
Agrippina, eine im Jahre 15 in Köln geborene Römerin aus der Dynastie der Julier, war eine Schwester des römischen Kaisers Caligula, eine Gemahlin des römischen Kaisers Claudius und Mutter des Thronfolgers Nero. Sie erreichte es im Jahre 50, dass ihr Gemahl ihre Geburtsstadt zu einer Colonia erhob. Etwa in der gleichen Zeit wurde das Hauptquartier der bereits um 13 v. Chr. gegründeten Classis Germanica, eines der größten Flottenverbände des Römischen Reichs, von Vetera (Xanten) nach Köln in das Flottenkastell Alteburg verlegt.

#### Zeit der Völkerwanderung

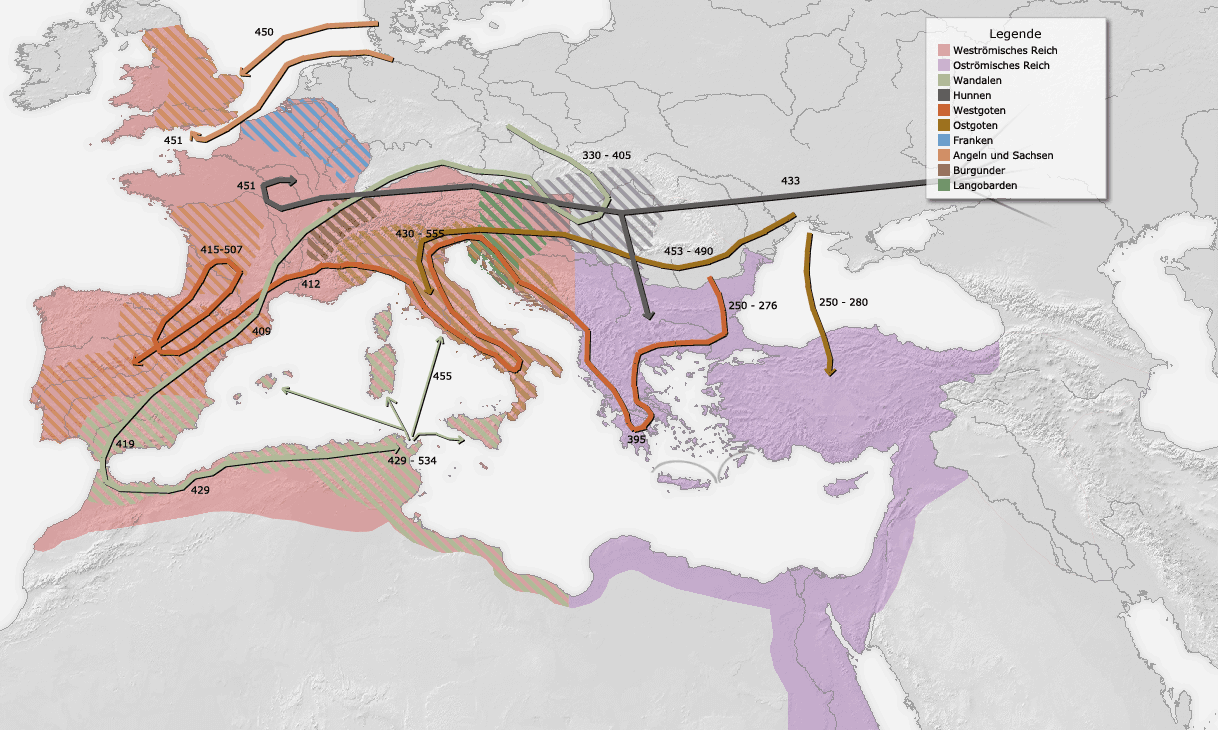
Herausbildung eines fränkischen Stammesgebiets westlich des Rheins vor dem Untergang des Weströmischen Reichs

Um 400 geriet die Germania inferior zunehmend unter den Einfluss germanischer Stämme, die, selbst durch Völker aus dem Osten bedrängt, in einer großen Völkerwanderung nach Westen drängten. Um 400 brach die römische Provinz noch vor dem Fall des Weströmischen Reiches im heutigen Land Nordrhein-Westfalen zusammen. Obgleich kaum gesicherte Detailkenntnisse zu den Wanderungsbewegungen der germanischen Stämme oder deren Entwicklung zu Stammesverbünden nach dem Rückzug der Römer aus Germania magna vorliegen, nimmt man an, dass sich im heutigen Nordrhein-Westfalen vor allem zwei Volksgruppen zu den größten Machtfaktoren entwickelten. Zum einen waren dies die fränkischen Volksstämme, zum anderen die Sachsen. Die Franken, insbesondere die Salfranken, attackierten bereits in der zweiten Hälfte des 4. Jahrhunderts die römischen Gebiete von ihrem rechtsrheinischen Herkunftsgebiet aus und dehnten ihr Siedlungsgebiet, teils von den Römern geduldet, auf das römische Gebiet am Niederrhein und in den Raum zwischen Scheldemündung und Maas (Toxandrien) aus. Unter Childerich I. aus dem Geschlecht der Merowinger konnten sich die Salfranken aus dem anfänglich untergeordneten Status römischer Foederaten zunehmend befreien. Auch in Germanien dehnte sich der fränkische Einflussbereich um 400 merklich aus; entlang des Rheins entstand das Herrschaftsgebiet der Rheinfranken, auch Ripuarier genannt.
Im Jahre 511 wurde dieses ostfränkische Herrschaftsgebiet unter Theuderich I., einem Sohn des merowingischen Kriegsfürsten Chlodwig I., aufgrund salischer Erbteilung als Austrasien greifbar. Chlodwig I. hatte die fränkischen Gebiete unter seinem Königtum zuvor vorübergehend zu einem ersten Frankenreich vereinigt sowie nach einem Sieg über den römischen Heerführer Syagrius (486/487) nach Westen und nach einem Sieg über den westgotischen König Alarich II. (507) nach Süden beträchtlich erweitert. Im gallischen Teil des fränkischen Machtbereiches entwickelte sich mit dem Schwinden der römischen Macht eine franko-gallische Kultur, die allerdings auch starke römische Elemente besaß. Während der Völkerwanderung konnten sich die Franken gegen die Völker aus dem Osten in ihrem rheinischen Kerngebiet behaupten.
Die zweite große Volksgruppe im heutigen Land Nordrhein-Westfalen, die Sachsen, waren ähnlich wie die Gruppe der Franken durch Zusammenschluss mehrerer Stämme entstanden, Details dazu sind nicht bekannt. Der Kern ihres Siedlungsgebietes, das sich während der Völkerwanderungszeit relativ stabil zeigte, lag schwerpunktmäßig im heutigen Norddeutschland. Im heutigen Nordrhein-Westfalen siedelten die sächsischen Westfalen und Engern östlich und nordöstlich der Franken, also ungefähr im heutigen Westfalen-Lippe, während die Franken in etwa den heutigen rheinischen Landesteil beherrschten.

#### Frühmittelalter

Expansion des Frankenreichs mit Austrasien als Kern und Ursprung

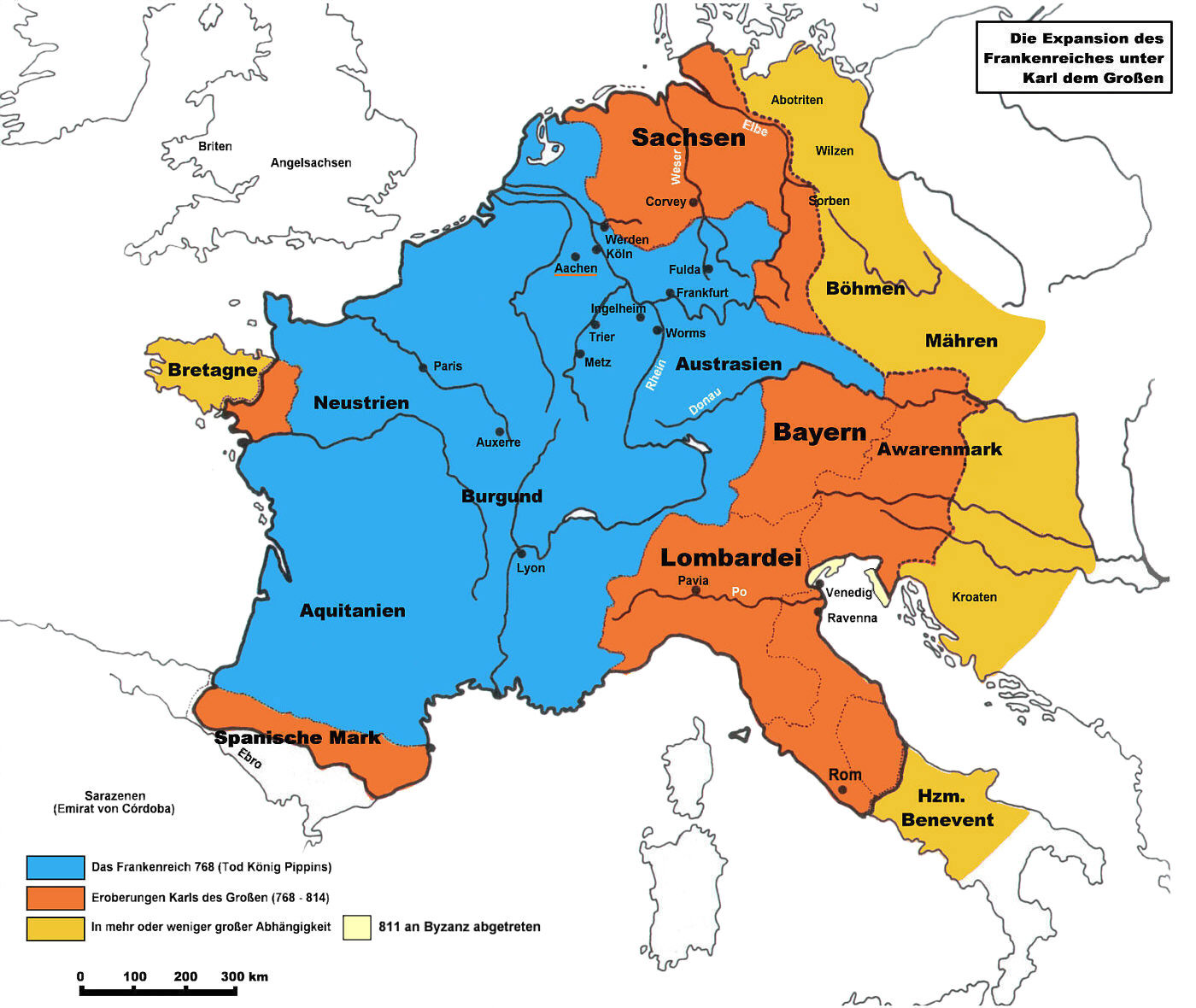
Expansion über das sächsische Stammesgebiet im heutigen Westfalen durch Eroberungen Karls des Großen

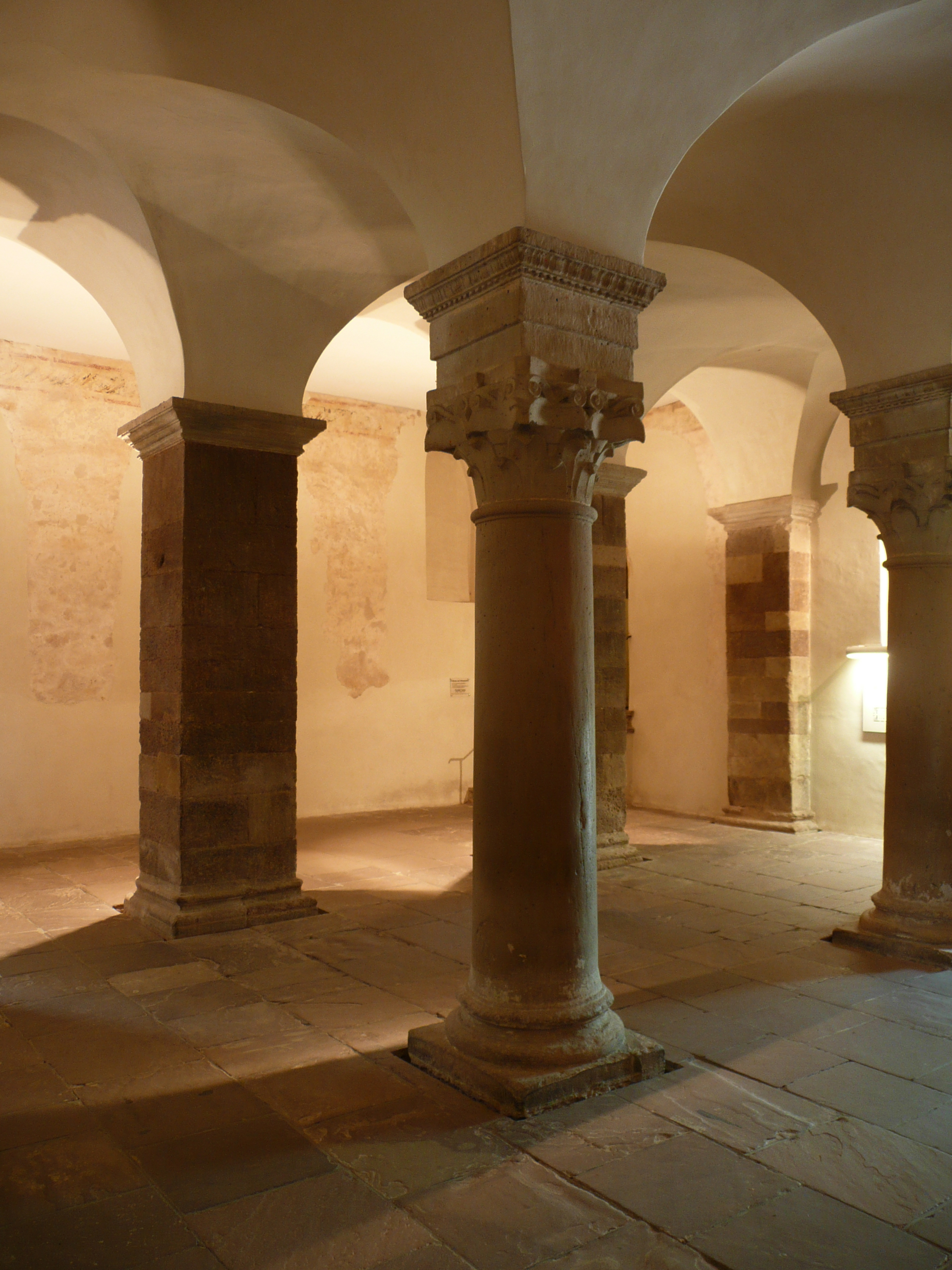
Säulen im Westwerk des Klosters Corvey

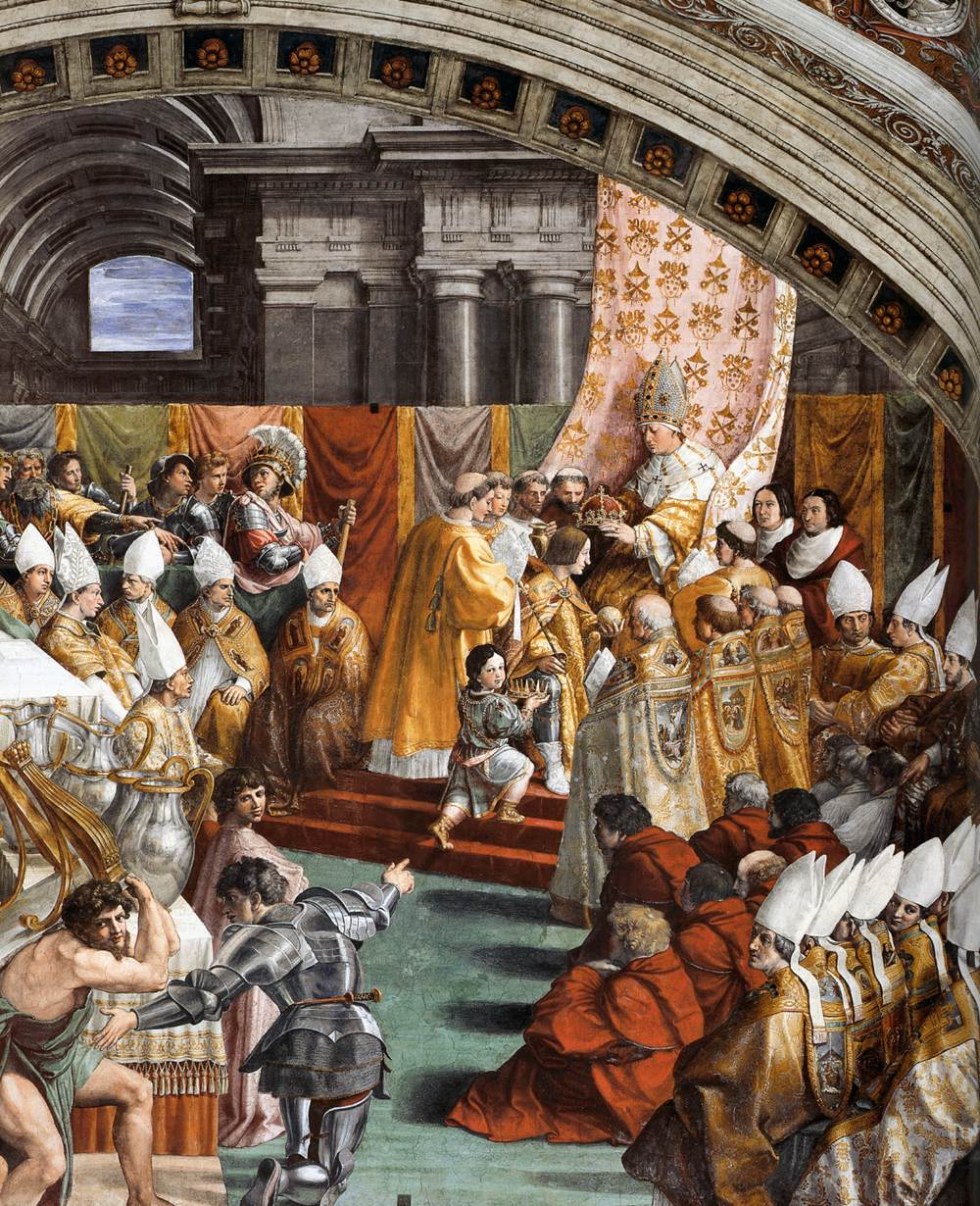
Die Krönung Karls des Großen von Raffael, 1516–1517, Stanzen des Raffael im Apostolischen Palast, Vatikanstadt

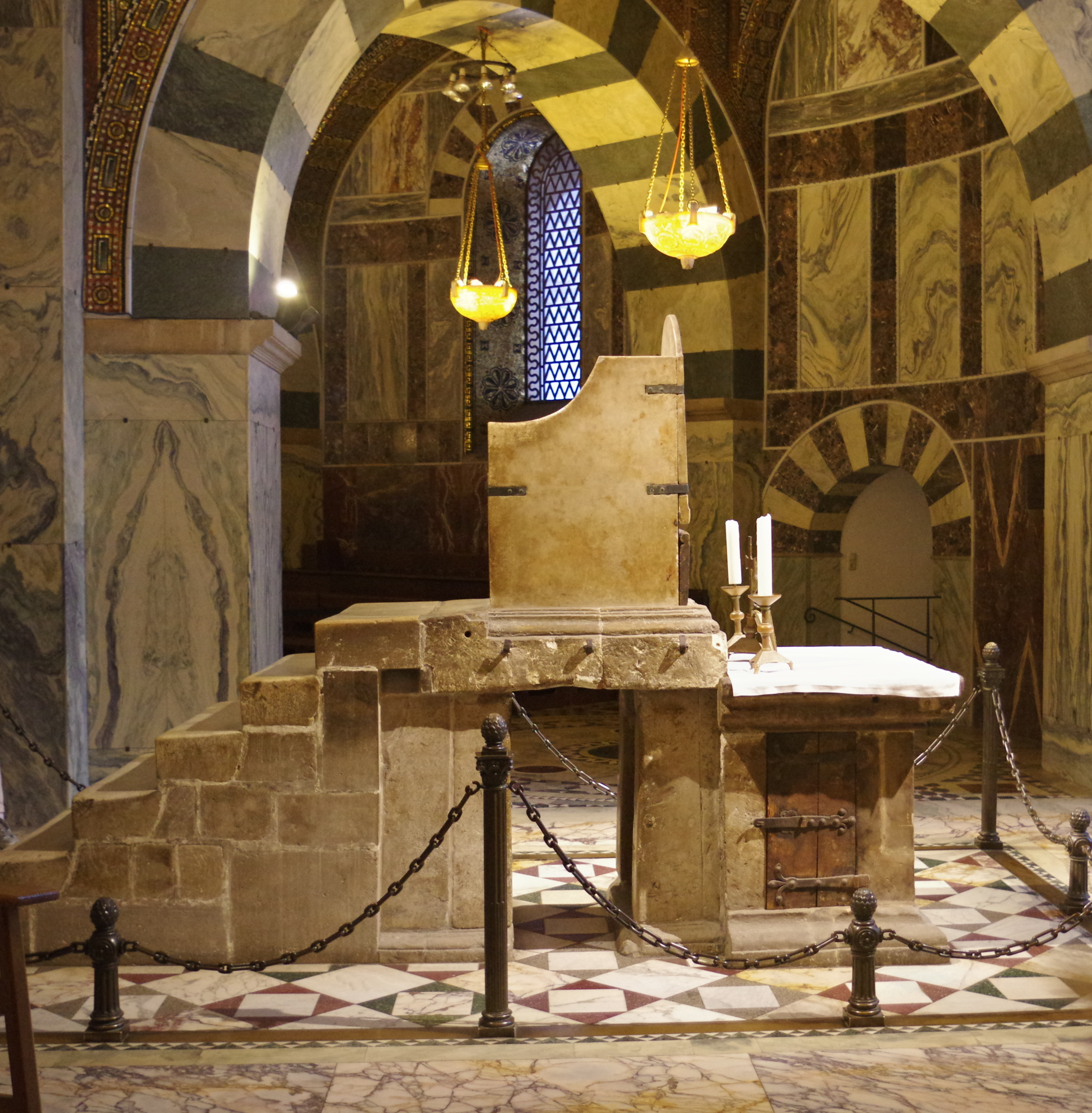
Königsthron im Aachener Dom

Auf einem großen Gebiet des heutigen Nordrhein-Westfalens, insbesondere auf der linke Rheinseite bestand im Frühmittelalter das Herzogtum Ripuarien. Das fränkische Adelsgeschlecht der Merowinger nahm etwa 496 unter Chlodwig I. – nach der Schlacht von Zülpich – im Rahmen einer Assimilation an die spätantike römische Kultur das katholische Christentum an.
Den Merowingern gelang nach dem Zusammenbruch Westroms durch Unterwerfung gallo-römischer und anderer Gebiete in einem Bereich zwischen der westfranzösischen Küste und Thüringen im 5. und 6. Jahrhundert die Bildung fränkischer Königreiche. Zu diesen Gebieten zählte in den Landstrichen an Rhein, Maas und Mosel auch das selbständige ostfränkische Teilkönigreich Austrasien, das den Ausgangspunkt zur Bildung eines fränkischen Großreiches im 8. Jahrhundert bildete. Dieser imperiale Herrschaftsbereich, der als das Frankenreich bezeichnet wird, erstreckte sich nach allmählicher Ausdehnung schließlich im 9. Jahrhundert über große Gebiete West-, Mittel- und Südeuropas. Die fränkischen Könige, zunächst die Merowinger, ab 751 mit Pippin dem Jüngeren die Karolinger, wurden so zur bestimmenden frühmittelalterlichen Großmacht Europas.
In den Sachsenkriegen gelang es den christlichen Franken unter Karl dem Großen bis 804, das erbittert Widerstand leistende, lose sächsische Stammesherzogtum und seinen Anführer, Herzog Widukind, zu unterwerfen und weitgehend zu christianisieren. Während die Römer in ihren Versuchen gescheitert waren, auch das Gebiet östlich des Rheins und somit das gesamte Gebiet des heutigen Nordrhein-Westfalens in ihren antiken Staat einzubetten, gelang Karl dem Großen die Zusammenfassung aller heutigen Landesteile in einem frühmittelalterlichen Staatswesen. 776 gründete Karl eine Pfalz und eine Karlsburg in Paderborn als temporäre Residenz seines Reisekönigtums. 777 fand dort der erste Reichstag und eine Missionssynode statt. Der Ort gilt insofern als eine Geburtsstätte des späteren Heiligen Römischen Reichs, weil sich hier im Jahre 799 Karl der Große mit Papst Leo III. traf und nach dem Paderborner Epos seine Kaiserkrönung im Jahr 800 verabredet haben soll, schufen sie hiermit doch einen historisch bedeutenden ideologischen und kulturellen Anknüpfungspunkt an das Römische Reich und die Antike (fränkische Reichsidee in der Tradition der Translatio imperii).
Die von den Franken geförderten christlichen Zentren wie Werden, Corvey, Paderborn, Minden, Münster oder Herford trugen die fränkische Zivilisation, die sich mit den antiken Resten der römischen Kultur verbunden hatte, bis weit in das heutige Westfalen und darüber hinaus. Maßgeblichen Anteil an dieser Entwicklung hatten der Missionar Liudger und seine Familie, die Liudgeriden. Das damals bloß bäuerlich geprägte Westfalen verfügte im Gegensatz zu den ehemals römischen Gebieten im Rheinland über eine nur unterentwickelte Infrastruktur und über kaum größere Siedlungen. Paderborn, Münster, Herford oder Soest entwickelten sich erst ab etwa 800.
Das durch natürliche Thermalquellen begünstigte Aachen, heute die westlichste Großstadt Nordrhein-Westfalens und Deutschlands, konnte unter Karl dem Großen durch den Bau einer Königspfalz von einer Siedlung mit römischen Ursprüngen zur wichtigsten Residenzstadt des Frankenreichs und zum Zentrum der Karolingischen Renaissance aufsteigen. Die Pfalzkapelle Aachens, eine Nachahmung des spätantiken Zentralbaus San Vitale in Ravenna, soll im Winter 804/805 durch Papst Leo III. höchstselbst eingeweiht worden sein.
Das Frankenreich zerbrach Mitte des 9. Jahrhunderts infolge innerdynastischer Kämpfe der Karolinger. Der Osten des heutigen Nordrhein-Westfalens wurde durch den Vertrag von Verdun Teil des Ostfrankenreichs, das sich später auch den Nordteil des ebenfalls im Vertrag von Verdun entstandenen Lotharii Regnum aneignete. Dieser als Lotharingien bezeichnete Nordteil – 959 aufgeteilt in das Herzogtum Niederlothringen und das Herzogtum Oberlothringen – umfasste auch das heutige Rheinland, so dass das heutige Nordrhein-Westfalen wieder vollständig in einem Staat – im ostfränkischen Reich – vereint war. Lebendig waren im losen und über seine Führer tief zerstrittenen ostfränkischen Reich immer noch die Stammeskulturen und Einflussbereiche der von den Franken ursprünglich unterworfenen Völker. Raubzüge der Wikinger führten in den letzten Jahrzehnten des 9. Jahrhunderts zur Plünderung fränkischer Zentren im Rheinland.
Mit dem Niedergang der Karolinger, die im Jahr 911 im Ostfrankenreich ausstarben, gelangte das Stammesherzogtum Sachsen, das im Osten des heutigen Nordrhein-Westfalens lag, zu besonderer Bedeutung. Mit Heinrich I. wurde zu Beginn des 10. Jahrhunderts ein sächsischstämmiger Herzog aus dem Geschlecht der Liudolfinger zum ostfränkischen König gewählt. Sein Nachfolger Otto I. formte aus dem Ostfrankenreich das Heilige Römische Reich und wurde anknüpfend an die Tradition Karls des Großen in Aachen zum König gekrönt. Aachen blieb aus dieser Legitimität spendenden Tradition heraus im Weiteren für Jahrhunderte Krönungsort römisch-deutscher Könige.

### Hochmittelalter und Spätmittelalter

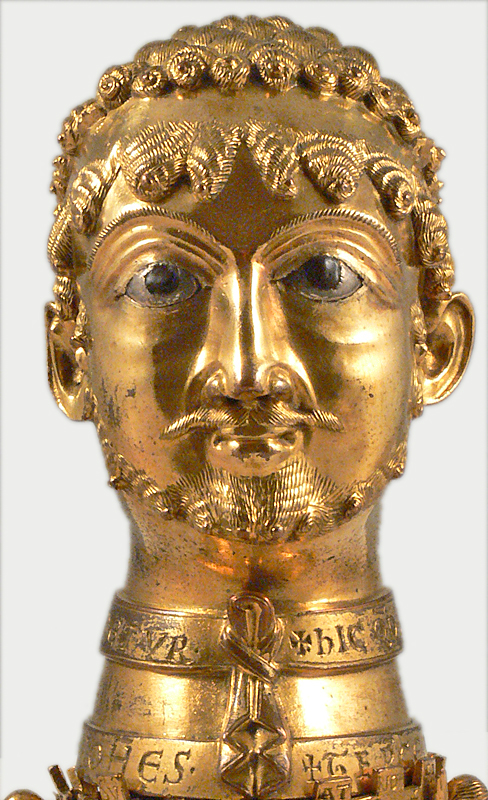
Cappenberger Barbarossakopf, Kopfbüste Friedrich I. – Kaiser Friedrich I., ein bedeutender Förderer der Orte Aachen, Duisburg, Köln und Kaiserswerth, ließ 1165 seinen Vorgänger Karl den Großen heiligsprechen und anschließend als „Reichsheiligen“ stilisieren. 1180 schuf er auf dem Hoftag zu Gelnhausen das Herzogtum Westfalen.

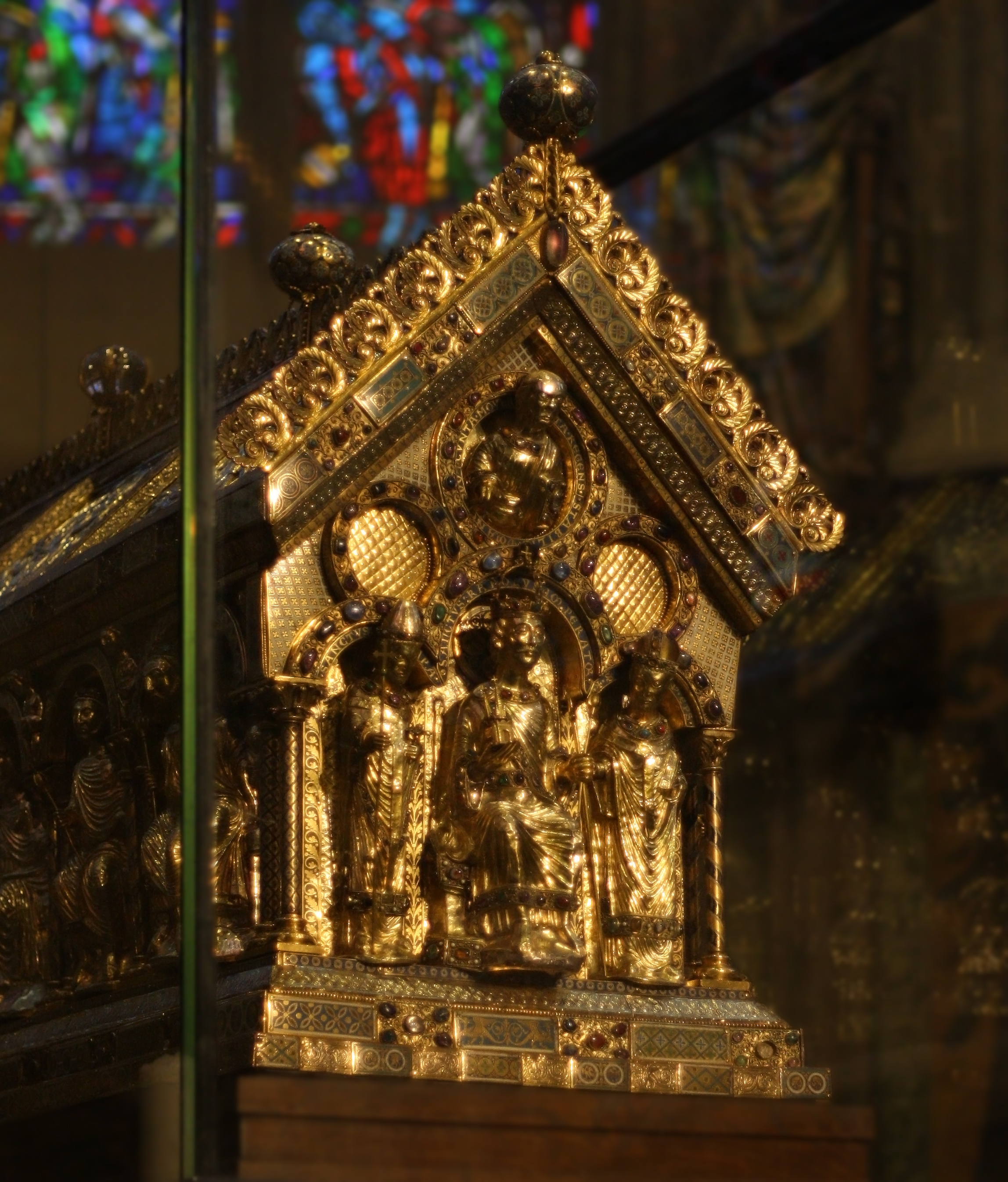
Der Karlsschrein im Aachener Dom wurde als legitimatorischer Bezug auf das römische und fränkische Kaisertum von Kaiser Friedrich II. in Auftrag gegeben und im Jahre 1215 fertiggestellt. Der mittelalterliche Kult um die Person Karls des Großen als Pater Europæ findet in Form der jährlichen Karlspreisverleihung, in deren Zentrum die Ehrung von Personen steht, die sich für den Europagedanken eingesetzt haben, gewissermaßen eine zeitgenössische Fortsetzung.

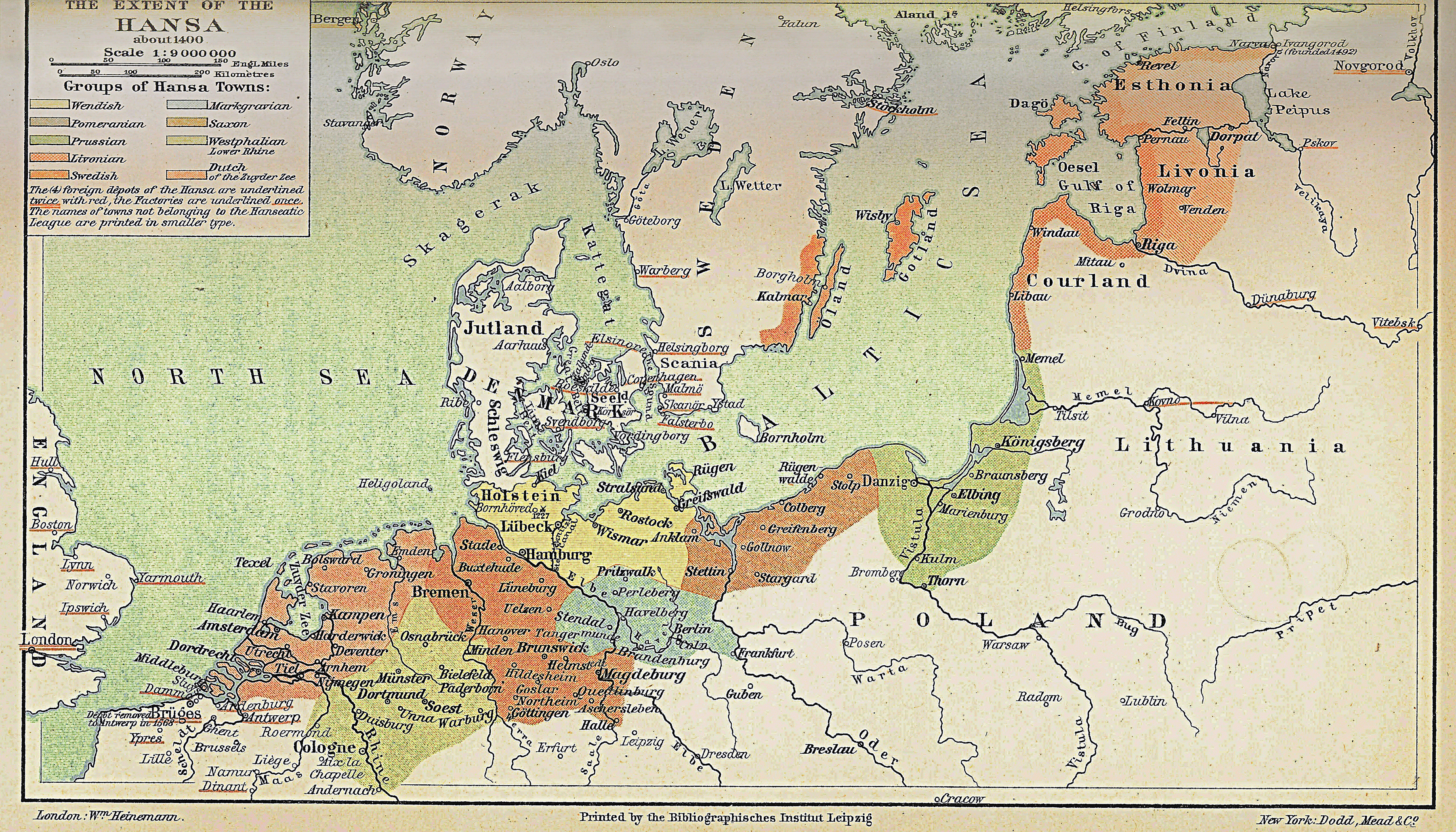
Gebiet des heutigen Nordrhein-Westfalens im System des Hansebundes um 1400, Kartendarstellung aus dem Jahre 1902

Im Hochmittelalter und Spätmittelalter blieb das Heilige Römische Reich ein loser Bund. Das Teilherzogtum der Sachsen, das auch große Teile des heutigen Westfalen-Lippes umfasste, fiel im 12. Jahrhundert an den mächtigen Welfen Heinrich den Löwen. Im Konflikt zwischen Kaiser Friedrich I. Barbarossa und Heinrich dem Löwen wurde 1180 dessen sächsisches Herzogtum allerdings geteilt und die Herzogswürde für Westfalen dem Erzbischof von Köln übertragen. Das so entstandene Herzogtum Westfalen umfasste vor allem heute südwestfälische Gebiete.
In den restlichen ehemals sächsischen Gebieten des heutigen Westfalen-Lippes konnten sich nach der Zerschlagung Heinrichs Herzogtums im Laufe der Zeit mehrere Territorien emanzipieren, die bis zum Ende des Heiligen Römischen Reiches in ihrer Kleinteiligkeit charakteristisch für die Gebiete des heutigen Nordrhein-Westfalens bleiben sollten. Die größeren dieser Gebiete, die in verschiedenen Ausprägungen der Eigenstaatlichkeit und Staatsform bestanden, waren Lippe, Kurköln, Berg, Kleve, Jülich, Westfalen, Paderborn, Ravensberg, Minden, Münster und Mark. Etwa die Hälfte dieser Gebiete waren geistliche Territorien unter Einfluss der Römischen Kirche, der im ottonisch-salischen Reichskirchensystem erhebliche Macht zuwuchs.
Im Westen des heutigen Nordrhein-Westfalens erlangte vor allem das geistliche Territorium Kurköln besondere Bedeutung, das neben dem bereits beschriebenen Einfluss im Herzogtum Westfalen auch erheblichen Einfluss auf Territorien wie Mark, Paderborn und Minden in heute westfälischen Regionen hatte. In Südwestfalen etablierte sich zusätzlich die Grafschaft Mark, teilweise auch das Herzogtum Berg. Im Rheinland dehnten sich neben Kurköln einige weitere Herrschaften aus, darunter die Herzogtümer Jülich, Kleve und Berg, die Kontrolle über Ravensberg, Mark und weitere Gebiete erlangten und sich in der Klever Union 1496 auf eine Vereinigung zu einer Personalunion verständigten, der sich 1538 auf Betreiben der Landstände auch das Herzogtum Geldern und die Grafschaft Zutphen anschlossen. Die rechtlichen und faktischen Beziehungen sowie die Machtverhältnisse zwischen diesen Territorien waren kompliziert verwoben und im Laufe des Hoch- und Spätmittelalters ständigen Veränderungen unterworfen, somit änderte sich auch ihre Bedeutung im Heiligen Römischen Reich. Neben diesen größeren Territorien gab es eine Vielzahl kleinerer Territorien, darunter reichsunmittelbare Städte und reichsunmittelbare Stifte.
Viele Städte im heutigen Nordrhein-Westfalen – nicht nur die am Handelsweg Rhein gelegenen – prosperierten im Mittelalter durch den stark ansteigenden Handel, insbesondere den Fernhandel, der im mittelalterlichen Westfalen erstmals das Niveau erreicht haben dürfte, das im Linksrheinischen schon in der Zeit des Römischen Reichs erreicht worden war. Der Hellweg verband als einer der bedeutendsten Handelswege große Handelsstädte wie Dortmund oder Soest miteinander, die sich im Mittelalter zu Städtebünden zusammenfanden und schließlich vielfach der Hanse beitraten.

### Frühe Neuzeit

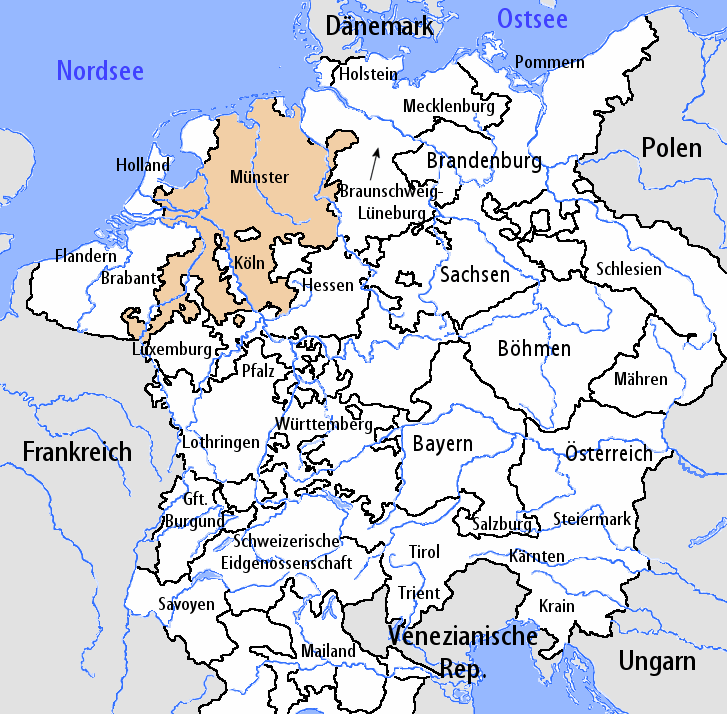
Reichskreise zu Beginn des 16. Jahrhunderts. Der Niederrheinisch-Westfälische Reichskreis ist in Hellbraun dargestellt.

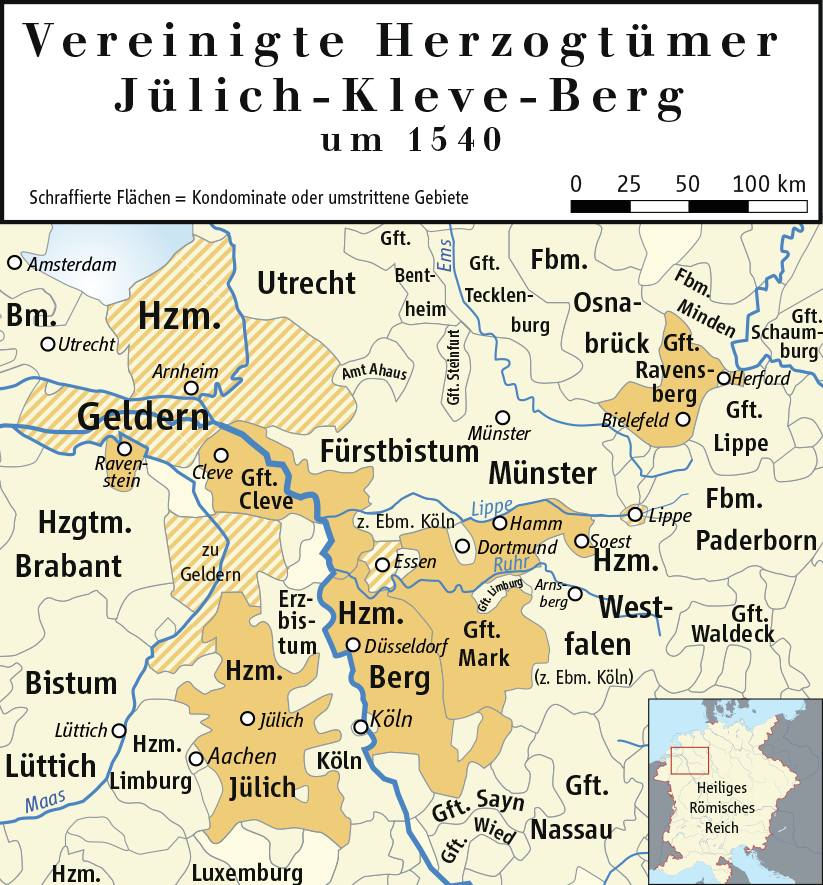
Infolge der Klever Union waren zu Beginn der Neuzeit im Verbund der Vereinigten Herzogtümer Jülich-Kleve-Berg rheinische und westfälische Gebiete unter der Herrschaft des Adelsgeschlechtes Mark zusammengefasst.

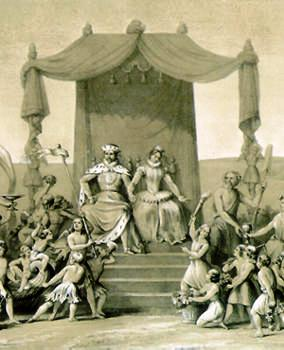
Allegorie des Erwerbs der klevischen Rheinlande durch Preußen im Vertrag von Xanten (1614), Lithografie aus dem 19. Jahrhundert: Gottheiten, die Preußen und die Rheinlande darstellen, huldigen dem brandenburgisch-preußischen Kurfürstenpaar Johann Sigismund und Anna.

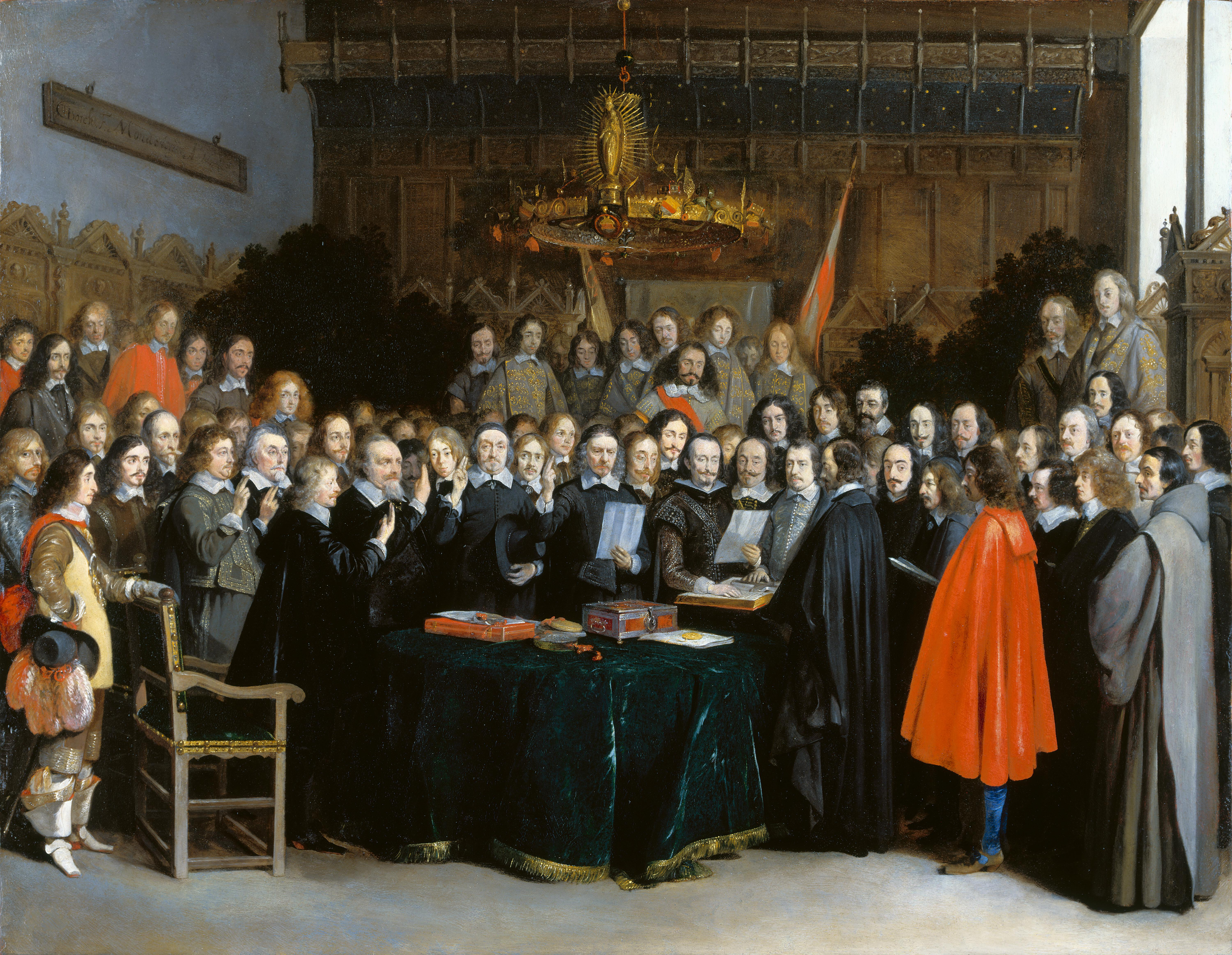
Beschwörung des Friedens von Münster als Teil des Westfälischen Friedens von 1648

Als im Rahmen der Reichsreform Maximilians I. die Reichsstände 1500 zu sechs, 1512 zu zehn Reichskreisen zusammengefasst wurden, war einer davon der Niederrheinisch-Westfälische Reichskreis. Über das Gebiet des heutigen Nordrhein-Westfalens hinaus umfasste er den Westen des heutigen Niedersachsens und das heute weitgehend belgische Gebiet des Hochstifts Lüttich. Zählte die Freie Reichsstadt Köln noch zum Reichskreis, so waren Kölns linksrheinisches Umland (Kurköln), Bonn und auch das Herzogtum Westfalen (Sauerland) Teile des Kurrheinischen Reichskreises.
Die Reichsstände des Gebietes waren zu einem großen Teil geistliche Gebiete und damit fest in der Hand von Adelsfamilien der jeweiligen Territorien, insbesondere die Stifte Münster, Paderborn, aber auch Osnabrück. Im Zuge der Reformation und der Konfessionalisierung auch Nordwestdeutschlands entstand eine Zweiteilung: Als Folge des Jülich-Klevischen Erbfolgestreits wurden bzw. blieben der Niederrhein und Teile Westfalens dauerhaft lutherisch, Lippe wurde reformiert. Die Gegenreformation erreichte eine Verstärkung der römisch-katholischen Reichsstände des Gebietes. Der Frieden von Rijswijk und die darin enthaltene Rijswijker Klausel zielten später darauf, eine Rekatholisierung, die Frankreich in besetzten Gebieten betrieben hatte, zu sichern.
Als Vorläufer der Frühindustrialisierung entwickelte sich im Herzogtum Berg durch Arbeitsteilung zwischen Zünften ein bedeutendes Schwertmacher- und Schneidwarenhandwerk, dem es zwischen dem 16. und 18. Jahrhundert gelang, einen preisgünstigen, weltweiten Export von Klingen aufzubauen.
Der auch in den Territorien zwischen Weser und Rhein von 1618 an wütende Dreißigjährige Krieg war nicht zuletzt auch ein Krieg um die konfessionelle Vorherrschaft. Der in den Jahren 1645 bis 1648 in Münster und Osnabrück unter den Mächten Europas ausgehandelte Westfälische Friede beendete diesen Krieg und führte zu einer Stabilisierung der Territorien im Hinblick auf Glaubensfragen und zur erstmaligen Kodifikation einer föderalistischen Ordnung im Heiligen Römischen Reich. Durch den Westfälischen Frieden wurden die Niederlande, mit denen die Gebiete an Rhein und Ems stets eng verflochten waren, ein souveräner Staat, dessen Staatsgrenzen das heutige Nordrhein-Westfalen westlich und nordwestlich einfassen.
Die anschließende Epoche des Absolutismus förderte bestimmte Tendenzen zur Zentralisierung der weltlichen Herrschaft. Insbesondere unter der Herrschaft von Clemens August von Bayern (1700–1761) wurden große Teile des heutigen Nordrhein-Westfalens „vereinigt“: die Hochstifte Münster und Paderborn (1719) sowie Kurköln mit dem Herzogtum Westfalen (1723). Clemens August zentralisierte von seinem Haupt- und Regierungssitz in Bonn aber die Verwaltung dieser Territorien nur teilweise. Die Personalunionen in den geistlichen Territorien wechselten. Häufig entschieden sich die Domkapitel bewusst gegen Personalunionen ihrer zukünftigen Fürstbischöfe. Dennoch schufen die katholischen Adelsfamilien durch ihr erfolgreiches Bemühen, sich gegenseitig in den Domkapiteln und Klöstern Positionen zu verschaffen, nicht zu unterschätzende „nordrhein-westfälische“ Kontinuitäten und Gebietszusammenhänge. Hervorzuheben ist in diesem Zusammenhang das Haus Wittelsbach, das große geistliche und weltliche Territorien zwischen Maas und Weser über viele Jahrzehnte im Verbund regierte.
Preußen, das bisher kein entscheidender Machtfaktor im heutigen Nordrhein-Westfalen war, erlangte im Ergebnis des Jülich-Klevischen Erbfolgestreits und des hierbei abgeschlossenen Vertrags von Xanten im frühen 17. Jahrhundert rheinische und westfälische Gebiete wie Ravensberg, Kleve und die Mark. Mitte des 17. Jahrhunderts fiel auch Minden an die Brandenburger. Im Frieden von Utrecht gewannen sie den Osten Obergelderns hinzu, während der kleinere Teil dieser Region (Gebiet um Erkelenz) dem Herzogtum Jülich einverleibt wurde. Die brandenburgisch-preußischen Kurfürsten bzw. Könige vereinheitlichten zwar die Verwaltung ihrer niederrheinisch-westfälischen Lande, dennoch genossen diese Territorien in Preußen auf Grund ihrer Situation als Exklave große Autonomie. Der Besitz der Exklaven im Westen begründete ein folgenreiches preußisches Streben nach einer territorialen Verbindung der westlichen Landesteile miteinander sowie mit den Kernländern Brandenburg und Preußen im Osten.
Im Reichsdeputationshauptschluss von 1803 wurden alle geistlichen und die meisten kleineren unter den weltlichen Territorien mediatisiert und größeren weltlichen Ländern zugeschlagen. Brandenburg-Preußen konnte nach Kleve, Ravensberg, Mark und Minden durch seine frankreichfreundliche Politik, die es in dem Friede von Basel 1795 eingeleitet hatte, bei der Säkularisation geistlicher Territorien des untergehenden Heiligen Römischen Reichs mit dem Erbfürstentum Münster und dem Fürstentum Paderborn weitere wichtige Gebiete erwerben, die für seine Verankerung im Westen Deutschlands von großer Tragweite waren. Mit Gebieten des Hochstifts Münster wurden 1803 auch der Herzog von Arenberg, der Herzog von Croÿ, der Herzog von Looz-Corswarem, der Fürst zu Salm-Salm, der Fürst zu Salm-Kyrburg und der Wild- und Rheingraf zu Salm-Grumbach entschädigt, nachdem sie durch die Besetzung und Abtretung des linken Rheinufers als Ergebnis des Ersten Koalitionskrieges ihre früheren Herrschaftsbereiche an Frankreich verloren hatten. Vor der Annexion des linken Rheinufers hatte Frankreich dort kurzzeitig die Gründung einer Tochterrepublik namens Cisrhenanische Republik in Betracht gezogen.

### Unter napoleonischem Einfluss

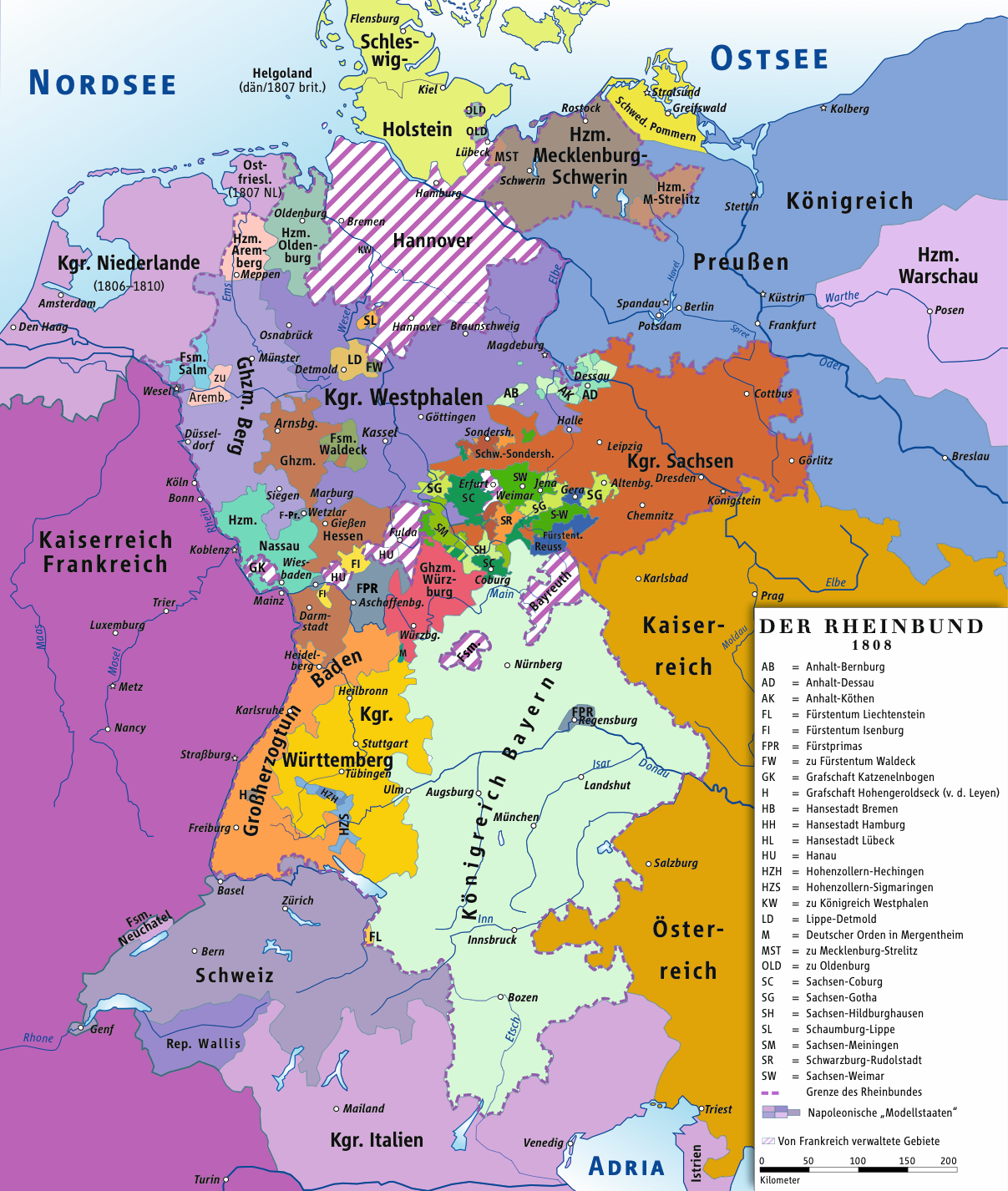
Karte des Rheinbundes im Jahre 1808: Eingliederung des Rheinlandes und Westfalens in das napoleonische Staatensystem während des Ersten Kaiserreichs

Unter Napoleon gerieten weitere Gebiete des heutigen Landes unter französischen Einfluss: Nach dem Ersten und Zweiten Koalitionskrieg, die für das Heilige Römische Reich mit Niederlagen endeten, ging das linke Rheinufer in den Friedensschlüssen von Campo Formio und Lunéville an Frankreich verloren. Bei der von Frankreich im Jahre 1806 angeregten Gründung des Rheinbundes wurden das Herzogtum Berg, die rechtsrheinischen Teile des Herzogtums Kleve mit weiteren rechtsrheinischen und westfälischen Gebieten unter Aufhebung einiger 1803 entstandener Zwergstaaten zum neuen Großherzogtum Berg mit der Hauptstadt Düsseldorf vereinigt. Großherzog wurde Joachim Murat, ein Schwager Napoleons. Die sauerländischen Gebiete um Arnsberg wurden dem Großherzogtum Hessen zugeschlagen. Die Grafschaft Dülmen fiel 1806 an das Herzogtum Arenberg-Meppen, die Herrschaft Gemen an das Fürstentum Salm.
Diesen unter französischer Hegemonie stehenden Rheinbundstaaten gelang bis 1806 die Expansion ihrer Machtbereiche und durch den Untergang des Heiligen Römischen Reichs der Aufstieg zu völkerrechtlich souveränen Staaten. Berg umfasste ab 1806 einen großen Teil des Westteils des späteren Nordrhein-Westfalens, allerdings ohne das an Frankreich gefallene linke Rheinufer. Es entwickelte sich – im Hinblick auf verschiedene rechts-, wirtschafts- und gesellschaftspolitische Gesichtspunkte – zu einem der fortschrittlichsten und modernsten deutschen Staaten.
Große Teile der ostwestfälischen Gebiete Preußens wurden Teil des 1807 geschaffenen Königreichs Westphalen. Dieser Staat unter König Jérôme Bonaparte, einem Bruder Napoleons, umfasste neben dem heutigen Ostwestfalen aber hauptsächlich Gebiete außerhalb der namensgebenden Landschaft und erstreckte sich auch auf hannoversche bzw. hessische Gefilde. Auch im Königreich Westphalen wurde eine effiziente Verwaltung nach französischem Vorbild eingeführt.
1811 wurden die nördlichen Landesteile (von der Lippe über Haltern, Telgte bis Borgholzhausen) durch Frankreich annektiert und den neu geschaffenen Departements Ober-Ems und Lippe eingegliedert.
1813 wurden das Großherzogtum Berg und die anderen Gebiete von Koalitionstruppen besetzt, 1815 durch den Wiener Kongress einer Neuordnung unterzogen und die meisten Territorien dem Königreich Preußen einverleibt. Düsseldorf verlor seine führende Rolle als Haupt- und Residenzstadt, allerdings blieb es als Sitz des rheinischen Provinziallandtags ein politisches Zentrum. Neben den wiedererlangten preußischen Territorien vergrößerte sich Preußens Besitz im heutigen Land Nordrhein-Westfalen also beträchtlich. Mit Ausnahme des mehr oder weniger von Preußen abhängigen Lippe, das während der napoleonischen Zeit seine Unabhängigkeit durch seinen Eintritt in den Rheinbund und auch nach Ende der napoleonischen Ordnung trotz seiner Mitgliedschaft im Rheinbund wahren konnte, war das Gebiet des späteren Nordrhein-Westfalens nach Ende der französischen Herrschaft vollkommen preußisch. Der Historiker Thomas Nipperdey bewertete die Erweiterung des preußischen Herrschaftsgebiets im Westen und die damit einhergehende Verschiebung der preußischen Machtsphäre als „eine der fundamentalen Tatsachen der deutschen Geschichte, eine der Grundlagen der deutschen Reichsgründung 1866/1871“.

### Als Teil Preußens

Ausdehnung des Königreichs Preußen nach dem Wiener Kongress von 1815: Erste Konturen des späteren Landes Nordrhein-Westfalen werden im Westteil Preußens sichtbar.

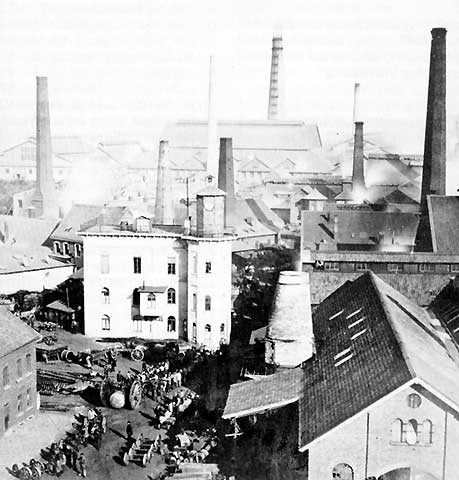
Industrialisierung an der Ruhr durch die Montanindustrie: hier Foto der Krupp-Werke in Essen aus dem Jahre 1864

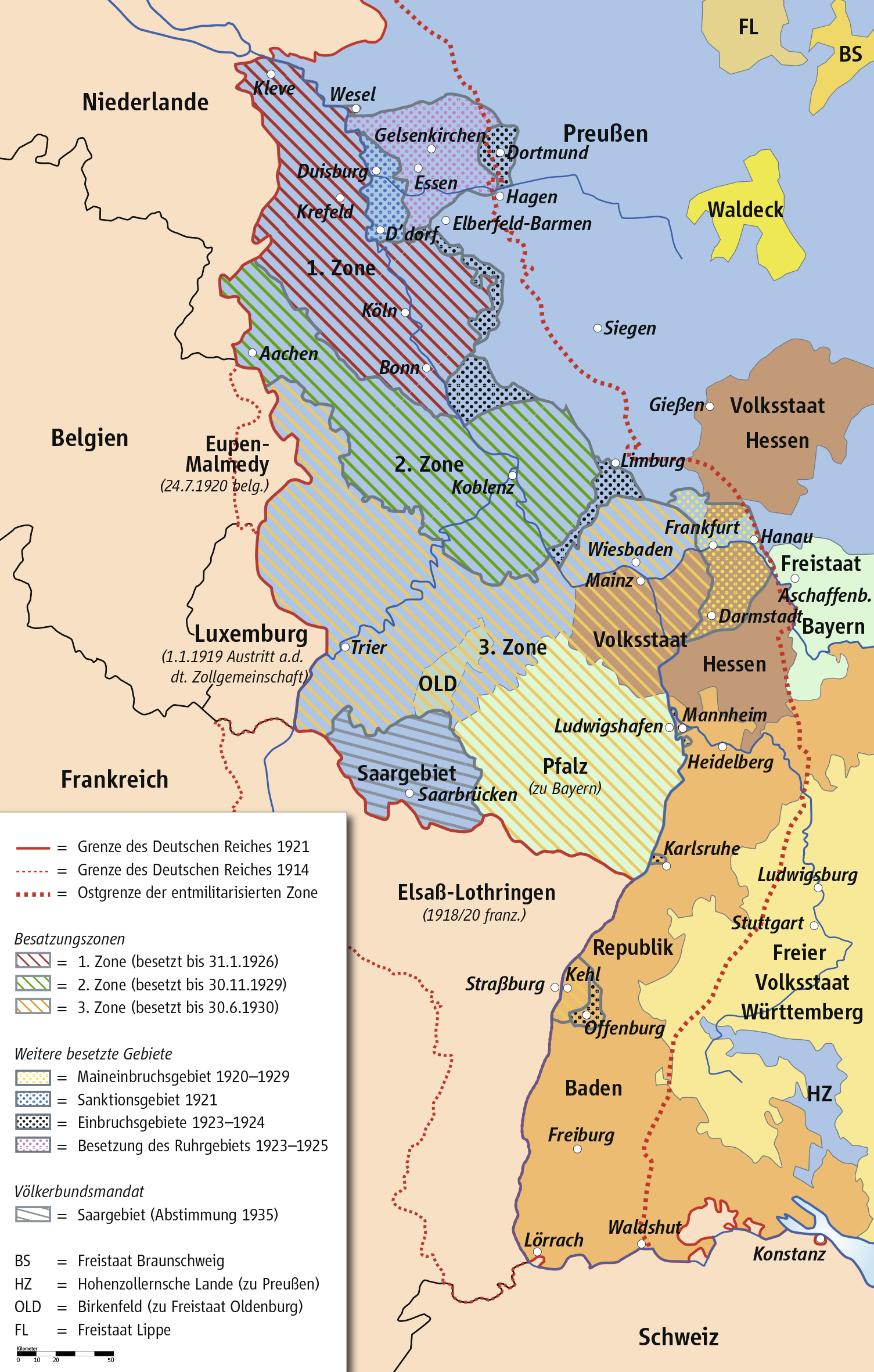
Alliierte Rheinland- und Ruhrbesetzung nach dem Ersten Weltkrieg

Seit 1815 waren große Teile des späteren Nordrhein-Westfalens unter dem Dach des Königreichs Preußen vereint. Das Gebiet des heutigen Landes lag dabei in einer westlichen Randlage. Preußen gliederte seine westdeutschen Gebiete neu und bildete 1815 die Provinz Westfalen mit der Hauptstadt Münster, die Provinz Jülich-Kleve-Berg mit der Hauptstadt Köln und die Provinz Großherzogtum Niederrhein mit der Hauptstadt Koblenz. Letztere wurden 1822 zur Rheinprovinz mit der Hauptstadt Koblenz vereinigt. Die Rolle eines politischen Zentrums dieser Provinz wuchs allerdings Düsseldorf durch die Einrichtung des Provinziallandtags der Rheinprovinz (1826) und eines Provinzialverbands (1887) zu. Wenngleich das Königreich Preußen die eigene Identität der Rheinländer und der Westfalen in gewissem Maße auch zuließ und förderte, so konnte dies die Bewohner allerdings nicht darüber hinwegtäuschen, dass es sich bei ihren Provinzen staatsrechtlich lediglich um unselbständige Regierungs- und Verwaltungsbezirke in einem großen, heterogenen Einheits- und Vielvölkerstaat handelte, welcher im fernen Berlin zentral regiert wurde.
Von 1815 bis zum Deutschen Krieg von 1866 war dieser souveräne Staat großenteils eingebunden in einen großdeutschen Staatenbund, den Deutschen Bund. Nachdem Preußen aufgrund des Sieges im Deutschen Krieg in den Annexionen von 1866 die territoriale Lücke zwischen dem am Rhein gelegenen neupreußisches Staatsgebiet und den altpreußischen Gebieten geschlossen hatte, bildete sich 1867 unter preußischer Vorherrschaft und nach preußischen Vorstellungen aus einem Militärbündnis souveräner norddeutscher Staaten der gleichnamige Norddeutsche Bund als Bundesstaat, der nach dem Deutsch-Französischen Krieg durch Beitritt süddeutscher Staaten im Jahre 1871 zum Nationalstaat erweitert wurde, dem Deutschen Reich. Das Königreich Preußen war darin als nur noch teilsouveräner Gliedstaat integriert.
Nach dem Sturz seiner Hohenzollern-Monarchie im Jahre 1918 nahm Preußen die Staatsform eines republikanischen Freistaats an. Während dieser Umbruchphase nach dem Ersten Weltkrieg, die unsichere politische Verhältnisse hervorbrachte, rief der Beirat des rheinischen Teils der Zentrumspartei aus Furcht vor einem marxistisch geprägten Staat ab dem 4. Dezember 1918 zeitweise dazu auf, eine souveräne „Rheinisch-Westfälische Republik“ zu gründen. Die 1919 in Kraft gesetzte Weimarer Verfassung klärte die politische Ordnung im Deutschen Reich, schwächte aber die Möglichkeiten der Einflussnahme des Freistaats Preußen auf die Politik des Deutschen Reichs.
In den Jahren zwischen 1919 und 1932 gab es unter der Bezeichnung Reichsreform verschiedene Versuche, das politische System zu verändern, das Verhältnis zwischen Deutschem Reich und Ländern neu zu regeln oder das Reichsgebiet neu zu gliedern. In diesem Zusammenhang unterbreitete der Verkehrsingenieur und Eisenbahner Hans Baumann aus verkehrs- und wirtschaftsgeographischer Sicht die Idee, aus der Provinz Westfalen, dem Nordteil der Rheinprovinz sowie lippischen und waldeckischen Territorien einen „Wirtschaftsbezirk Rheinland-Westfalen“ zu formieren.
Im Zusammenhang mit der Niederschlagung des Kapp-Putsches kam es 1920 zum Ruhraufstand. 1923 flammten noch einmal in verschiedenen Städten am Rhein, unter ihnen auch preußische Städte, separatistische Tendenzen zur Gründung einer Rheinischen Republik auf. Auch sprach eine Gruppe um den Industriellen Otto Wolff mit dem französischen Zivilgouverneur Joseph Denvignes über die Gründung eines rheinisch-westfälischen Staats innerhalb des Deutschen Reichs. Beim sogenannten Preußenschlag übernahm die Reichsregierung unter Franz von Papen 1932 staatsstreichartig die Regierungsgewalt über Preußen.
Innerhalb des Königreichs Preußen galten die früh industrialisierten Gebiete im Westen als „Vorreiter der Moderne“. Auf der Grundlage von Kohlevorkommen und Montanindustrie sowie begünstigt die Liberalisierung der Rheinschifffahrt, die Anlage von Eisenbahnen und durch den 1833 gegründeten Deutschen Zollverein, der ab 1834 Deutschland in einen großen Binnenmarkt verwandelte, entwickelte sich insbesondere das Ruhrgebiet im Verlauf des 19. und des frühen 20. Jahrhunderts zu einem mächtigen Zentrum der Industrie. Der vormals ländlich und durch einzelne Handelsstädte geprägte Raum verschmolz zu einem der größten Ballungszentren der Welt. Um bestimmte öffentliche Aufgaben auf einer Planungsebene oberhalb der zahlreichen Kommunen des Ruhrgebiets besser steuern zu können, wurde erst 1920 der Siedlungsverband Ruhrkohlenbezirk gegründet. Eisenbahnunternehmen, Bergbau- und Industriebetriebe hatten bis dahin aber schon – oft mit dem Werkswohnungsbau im Gefolge, in disperser Struktur und weitgehend ohne eine koordinierende öffentliche Raumplanung – immer größere Areale des Raums an Ruhr und Emscher erworben, erschlossen und besiedelt. In der Gründerzeit avancierten die Krupp-Werke in Essen unter Alfred Krupp zum größten Industrieunternehmen Europas. Auch dank der dort hergestellten Technologie – Eisenbahnen und Kanonen – konnte Preußen im Deutschen Bund die Vormacht erringen und sich an die Spitze des Deutschen Reichs stellen.
Als Folge des Ersten Weltkrieges, dessen Kampfhandlungen das heutige nordrhein-westfälische Gebiet nicht direkt betrafen, besetzten die Alliierten Siegermächte auf der Grundlage des Versailler Vertrags bis 1930 Teile des Rheinlandes (Alliierte Rheinlandbesetzung) sowie zwischen 1923 und 1925 auch das gesamte Ruhrgebiet (Ruhrbesetzung), dessen strategische Bedeutung für die deutsche Wirtschaft, insbesondere für die Rüstungsindustrie, sehr hoch war. Im Anschluss daran blieb die Region bis 1936 demilitarisiert.

### Nationalsozialistische Diktatur und Zweiter Weltkrieg

Stimmenanteile der NSDAP bei der Reichstagswahl März 1933

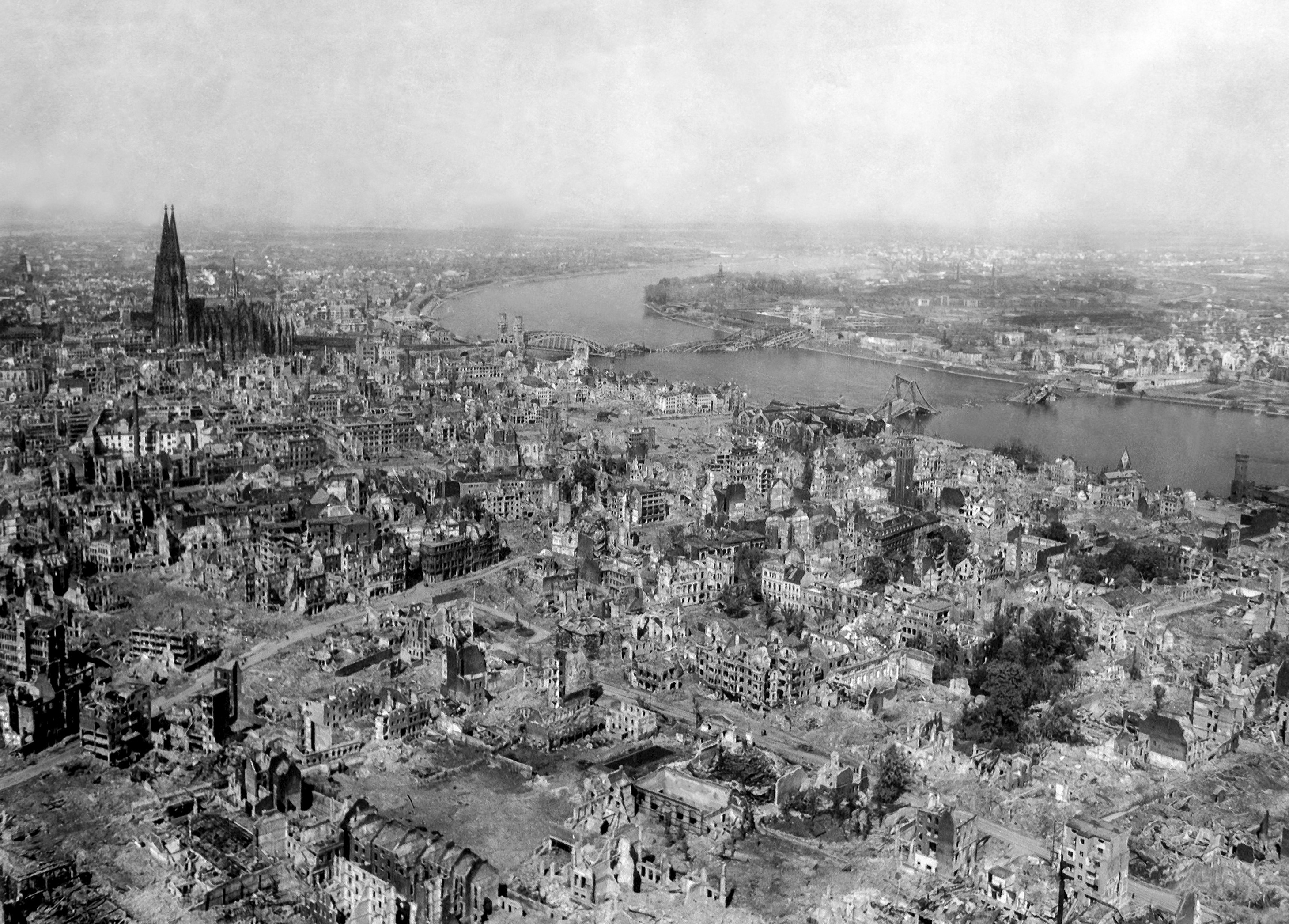
Die größte Stadt des Landes – Köln – liegt 1945 in Trümmern.

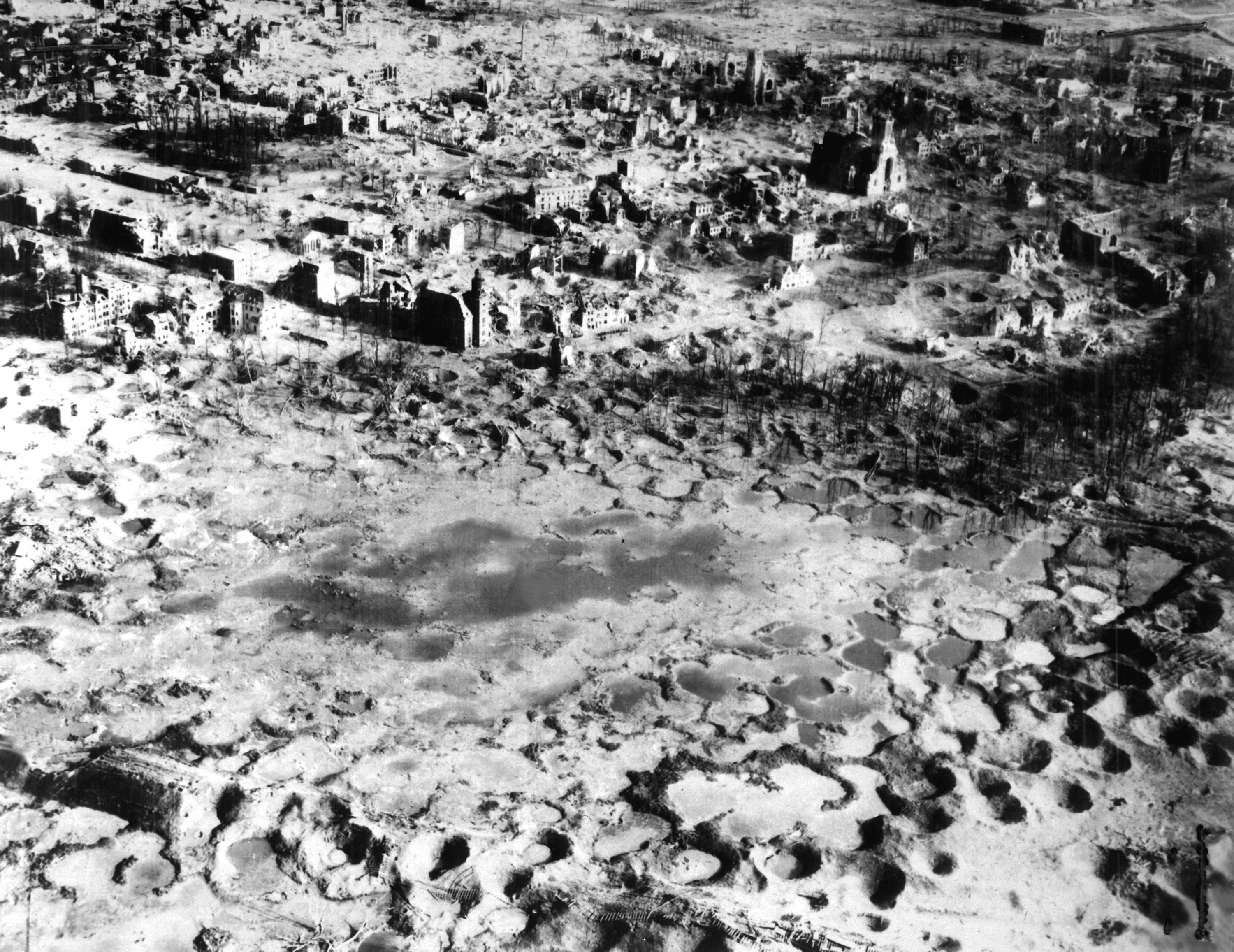
Ruinen und Sprengbombenkrater im Stadtkern von Wesel Anfang 1945

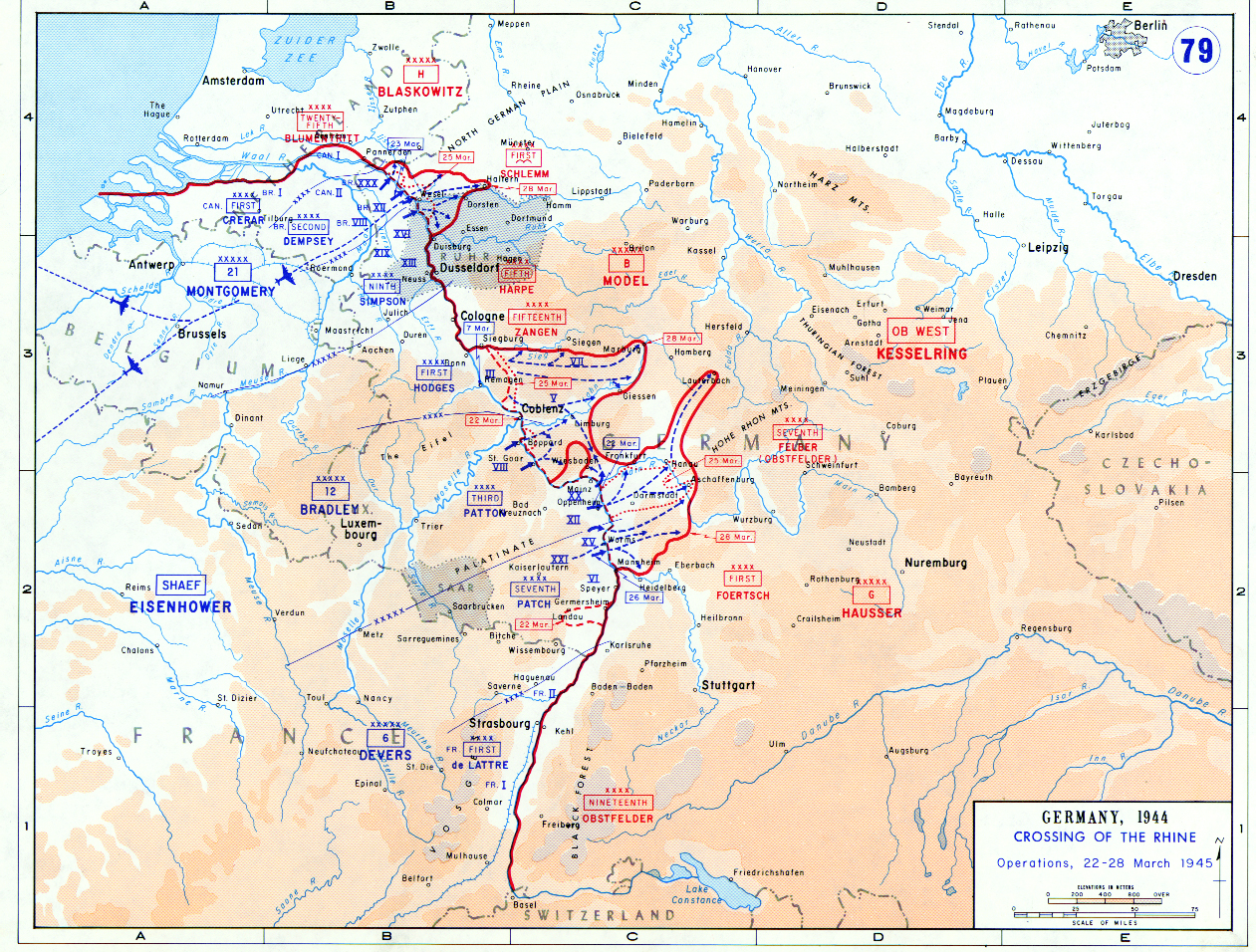
Karte der Operationen der Alliierten zur Überschreitung des Nieder- und Mittelrheins zwischen dem 22. und 28. März 1945 und zur Vorbereitung einer zangenartigen Umschließung des Ruhrgebiets durch die Militäroperation Ruhr Pocket (deutsch „Ruhrkessel“)

Bei der Reichstagswahl vom 5. März 1933 konnte sich Adolf Hitler, seit Januar 1933 Reichskanzler, die Regierungsverantwortung im Deutschen Reich durch eine parlamentarische Mehrheit seiner NSDAP zusammen mit den Stimmen der deutschnationalen Kampffront Schwarz-Weiß-Rot sichern. Das Gebiet des heutigen Nordrhein-Westfalens zeichnete sich bei den letzten Reichstagswahlen durch unterdurchschnittliche NSDAP-Stimmenanteile aus. Große propagandistische Bedeutung für die NSDAP und die Reichstagswahl 1933 hatte aber die Landtagswahl in Lippe vom 15. Januar 1933, die der NSDAP dort enorme Stimmenzuwächse bescherte.
Gemäß seiner totalitären nationalsozialistischen Staatsidee stufte Hitler kurz darauf die Länder, somit auch die Freistaaten Preußen und Lippe, durch Gesetze zur „Gleichschaltung“, die bereits Ende März und Anfang April 1933 beschlossen wurden, zu politisch bedeutungslosen Hüllen innerhalb des nunmehr diktatorisch gelenkten Deutschen Reiches herab. Gegen die Entmilitarisierung des Rheinlandes, die im Versailler Vertrag für die Zeit ab 1935 vorgesehen war, verstieß er, indem er deutsche Streitkräfte 1936 ins Rheinland einmarschieren ließ (Rheinlandbesetzung).
Juden, politische Gegner, ethnische Minderheiten, Homosexuelle und andere Gruppen wurden unterdrückt und verfolgt. Aufgrund der nationalsozialistischen Rassenideologie wurden insbesondere jüdische Bewohner, die nicht rechtzeitig geflohen waren, auch in Westfalen, im Rheinland und in Lippe fast vollzählig deportiert und ermordet.
Für die Aufrüstung des Deutschen Reiches hatten die industriellen Zentren an Rhein und Ruhr erhebliche Bedeutung. Daher flogen die Alliierten im Verlauf des Zweiten Weltkrieges schwere Luftangriffe auf das Ruhrgebiet und die anderen Zentren des Landes. Ein besonders groß angelegter Luftangriff fand im Mai 1942 unter dem Decknamen Operation Millennium auf Köln statt. Den von Westen her vorrückenden Alliierten gelang ab 1944 die Einnahme nordrheinischer Städte, zuerst Aachen in der Schlacht um Aachen. Versuche der Wehrmacht, im Rheinland und in Westfalen die Alliierten zurückzuwerfen, misslangen. Besonders verlustreich für beide Seiten war die Schlacht im Hürtgenwald. Durch die Operation Plunder gelang den Alliierten die Überschreitung des Niederrheins. Der „Ruhrkessel“ endete 1945 mit der Einnahme des Ruhrgebiets durch alliierte Verbände. Flächenbombardements nach der Area Bombing Directive und der Bodenkrieg, der ab Ende 1944 bis April/Mai 1945 im heutigen Landesgebiet stattfand, führten zu einer hohen Zahl von Opfern unter der Zivilbevölkerung und zu einer fast völligen Zerstörung der industriellen und städtischen Kerne im Rheinland und in Westfalen. Beide preußischen Provinzen sowie Lippe wurden gemäß den Vereinbarungen der Alliierten auf der Konferenz von Jalta von den Briten besetzt.

### Unmittelbare Nachkriegszeit und Gründung Nordrhein-Westfalens (1945/1946)

#### Politische Vorüberlegungen

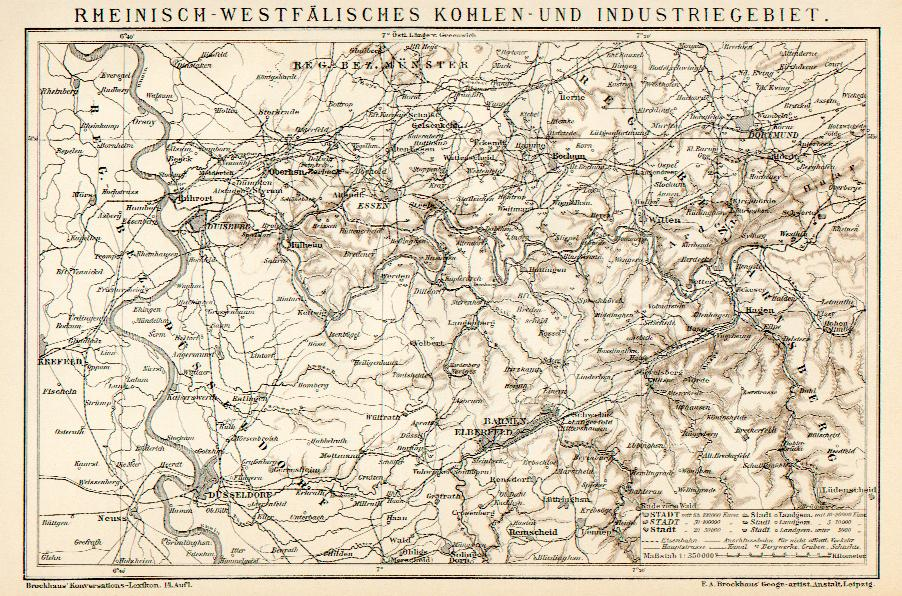
Karte des „Rheinisch-Westfälischen Kohlen- und Industriegebiets“ aus dem Jahre 1896: Die Industrialisierung an Rhein und Ruhr hatte neue sozioökonomische Grundlagen auf der geopolitischen Landkarte Europas geschaffen. In Gestalt der Ruhrfrage spielten sie bei der Gründung des Landes Nordrhein-Westfalen eine entscheidende Rolle.

Besatzungszonen in Deutschland ab Juni 1947 – Im Hinblick auf eine verstärkte Zusammenarbeit wurden die britische und die amerikanische Besatzungszone am 1. Januar 1947 zum Gebiet der sogenannten Bizone vereinigt.

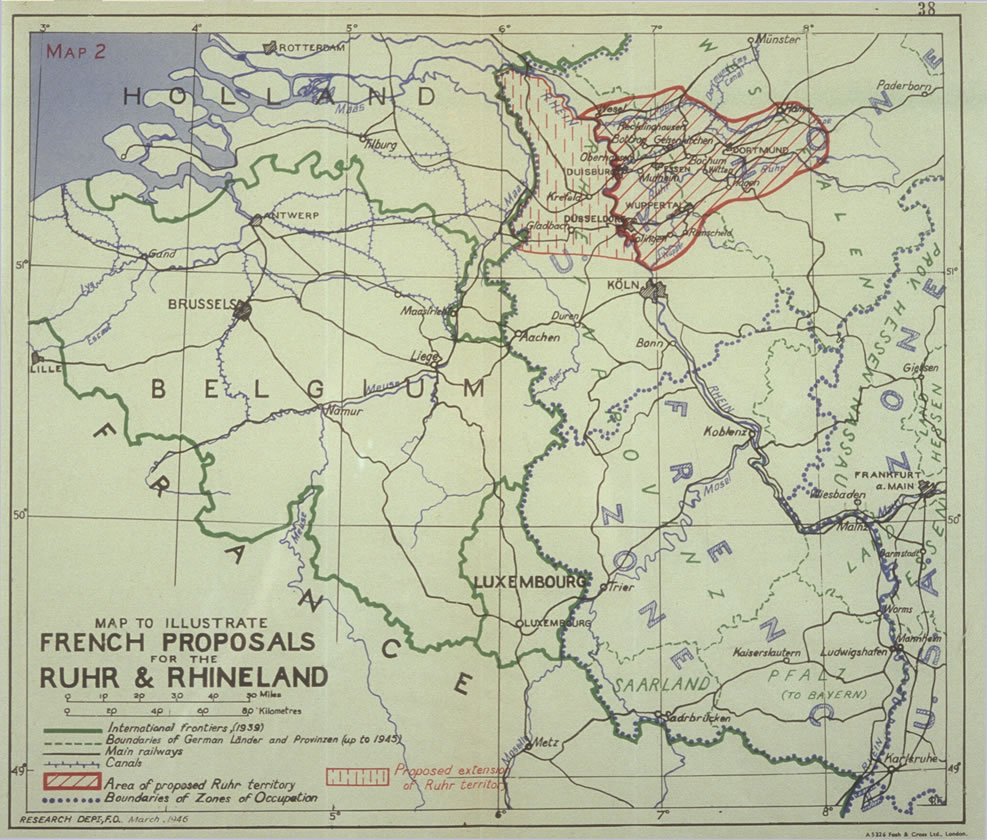
Nach einem nicht verwirklichten französischen Entwurf vom 11. März 1946 sollten das Ruhrgebiet und der angrenzende Niederrhein unter ein spezielles Besatzungsregime der Alliierten gestellt werden.

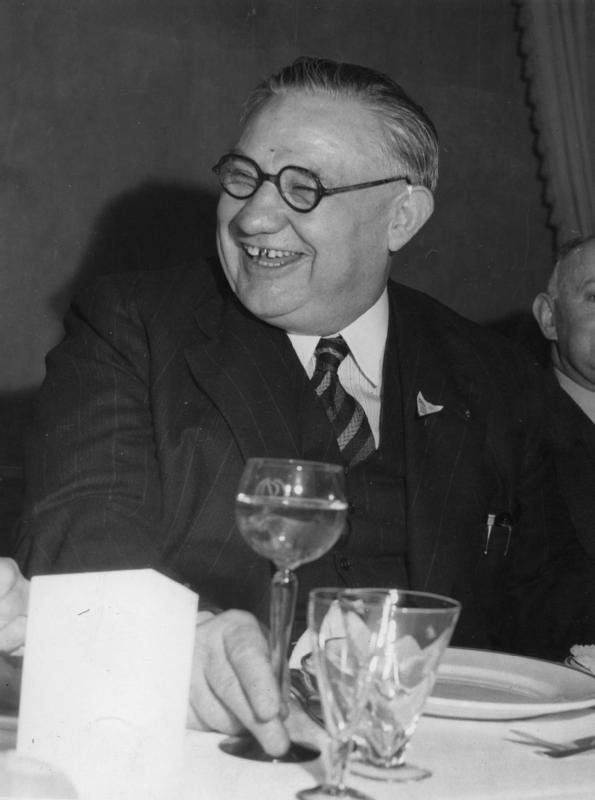
Der britische Außenminister Ernest Bevin setzte den Zusammenschluss des nördlichen Rheinlands mit Westfalen zum neu zu gründenden Land Nordrhein-Westfalen durch, gegen Bedenken seines Kabinettskollegen John Burns Hynd, der in dem Zusammenschluss die Gefahr eines „neuen Preußens“ sah.

Nach dem Zweiten Weltkrieg war das Gebiet des heutigen Landes Teil der britischen Besatzungszone mit Hauptquartier im westfälischen Bad Oeynhausen.
Wegen seiner enormen Bedeutung für den Wiederaufbau und angesichts seiner rüstungstechnischen Bedeutung, die sich auf ganz Nachkriegsdeutschland und darüber hinaus erstreckte, konzentrierten sich die Siegermächte bei der Neugliederung Westdeutschlands vor allem auf das weitere Schicksal des Ruhrgebiets und der umliegenden Industriereviere. Dieser Topos der internationalen Politik wurde die Ruhrfrage genannt und war ein wesentlicher Teil der erneut gestellten Deutschen Frage.
Anfänglich waren die Alliierten über die Zukunft des Ruhrgebietes uneins:
- Frankreich befürwortete für dieses Gebiet einen eigenständigen, politisch schwachen Staat oder ein internationalisiertes Gebiet nach dem Vorbild des Saarlandes. Den Rhein verstand Frankreich als „französische Sicherheitsgrenze“; insoweit lebte die französische Vorstellung einer Annexion des linken Rheinufers zunächst wieder auf.[16] In einer Rundfunkrede am 5. Februar 1945 trug Charles de Gaulle das Konzept eines „Ruhrbeckens“ vor, das von einem eventuellen zukünftigen deutschen Staat – oder von deutschen Staaten – losgelöst ist.[17]
- Die Sowjetunion favorisierte auf der Londoner Außenministerkonferenz 1945 in einem Konzept der „Zerstückelung“ Deutschlands in mehrere Zonen, in denen die jeweiligen Besatzungsregimes nach eigenen Vorstellungen verfahren sollten, die Internationalisierung des Ruhrgebietes und einen Viermächte-Status, vergleichbar mit dem bis 1990 geltenden Besatzungsrecht für Berlin. Besonders die sowjetische Seite sprach sich für eine umfassende Demontage aus und befürwortete ein wesentlich schärfer ausgestaltetes Ruhrstatut.
- Die USA verhielten sich in dieser Frage offiziell neutral, unterstützten aber stillschweigend die Briten, die letztlich als Besatzungsmacht das Schicksal der Gebiete zwischen Weser und Rhein bestimmten.

Belegt ist, dass Großbritannien den USA und der Sowjetunion bereits 1943 auf der Konferenz von Teheran die Idee der Teilung Deutschlands in einen norddeutschen Staat sowie eine „Donauföderation“ vorgetragen hatte. Diese Idee erweiterten die Briten später um das Element eines westdeutschen Staates am Nieder- und Mittelrhein. In einem Memorandum von 27. November 1944 legte das Foreign Office der britischen Regierung dar, dass die in Deutschland zu entwickelnde staatliche Ordnung die Bevölkerung und ihre föderalistische Tradition berücksichtigen müsse, wobei ein nach Größe und Bevölkerung ausgewogenes System von Gliedstaaten anzustreben sei. Sowohl Preußen als auch die Kleinstaaten könnten nicht bestehen bleiben. Die preußischen Provinzen könnten zu Teilstaaten verbunden werden, hierbei „könnte Rheinland-Westfalen ein solcher Fall sein.“
Ende 1945 gelangte zudem ein britischer Economic and Industrial Planning Staff, der die Aufgabe hatte, die Regierung Großbritanniens zu beraten, zu der Erkenntnis, dass die intensiv verwobene rheinisch-westfälische Kohlen-, Eisen- und Stahlindustrie kaum sinnvoll zu entflechten sei. Daher beschloss die britische Regierung, einen neuen westdeutschen, unter ihrer unmittelbaren besatzungsrechtlichen Kontrolle stehenden Staat auf diesem industriellen Cluster zu errichten und damit gleichzeitig das für den Wiederaufbau Europas wichtige Gebiet an Rhein und Ruhr den Bestrebungen Frankreichs und der Sowjetunion durch Schaffung vollendeter Tatsachen zu entziehen. Besonders die Ausweitung des sowjetischen Einflusses gen Westen sollte damit bereits in der Frühphase des sich anbahnenden Ost-West-Konfliktes eingedämmt werden. Außerdem befürwortete die britische Regierung eine Eingliederung des Ruhrgebiets in einen zukünftigen deutschen Staat, um eine Wiederholung der schweren Wirtschaftskrise und damit der Instabilität, die die Weimarer Republik nach dem Ersten Weltkrieg gekennzeichnet hatte, zu vermeiden. Allerdings sollten sowohl die Wirtschaftsmacht als auch das potenziell mit dem Kommunismus sympathisierende Proletariat des Industriereviers kompensiert werden. Deshalb entwickelten die Briten die Idee des Zusammenschlusses mit dem ländlich und katholisch geprägten Westfalen. Zudem sollte die Einbeziehung leistungsfähiger Agrarlandschaften die logistisch schwierige Aufgabe der Versorgung des dicht besiedelten Ruhrgebiets erleichtern, dessen desolate Versorgungslage nach Kriegsende offensichtlich war. Das Ruhrstatut sollte eine Kontrolle der Industrie sicherstellen.
Die französischen Pläne wies der britische Außenminister Ernest Bevin in einem Memorandum vom 13. Juni 1946 zurück, weil sie dem „verheerenden Ruhr-Experiments von 1923“ („desastrous Ruhr experiment of 1923“) ähnelten, und charakterisierte die französischen Politiker als unfähig, die Ruhrfrage in einer ausgeglichenen und objektiven Art zu betrachten („unable to view this question in a balanced and objective manner“).
Die Provinz Nordrhein, die im April 1946 von der britischen Besatzungsmacht noch den Auftrag erhalten hatte, ein Konzept für die Gründung eines eigenen Landes Nordrhein vorzulegen, dies aber im Mai 1946 zunächst mit der Forderung der Wiederherstellung der territorialen Einheit des Rheinlandes in den Grenzen der Rheinprovinz beantwortet hatte, war unter ihrem Oberpräsidenten Robert Lehr nach britischer Zurückweisung der Forderung zu dem Ergebnis gekommen, dass ein Zusammenschluss von Nordrhein und Westfalen zu Nordrhein-Westfalen sodann die politisch-ökonomisch vorzugswürdige Lösung sei. Die Provinz Westfalen unter ihrem Oberpräsidenten Rudolf Amelunxen favorisierte seit Mai 1946 die Idee, ein Land aus den Provinzen Nordrhein und Westfalen, dem Land Lippe und dem Gebiet des Regierungsbezirks Osnabrück zu bilden.
Am 21. Juni 1946 verständigte sich das Overseas Reconstruction Committee, ein Ausschuss von britischen Ministern, Militärs und Beamten unter dem Vorsitz des britischen Premierministers Clement Attlee, im Haus 10 Downing Street in London-Westminster im Geheimen auf die Gründung des Landes Nordrhein-Westfalen. Das von Ernest Bevin geführte Außenministerium, das durch den Staatsminister Philip Noel-Baker vertreten war, hatte dem Ausschuss den Vorschlag unterbreitet, „im Vorgriff einer Viermächteeinscheidung bezüglich der internationalen Kontrolle der Ruhrindustrie … in Westdeutschland ein neues Land zu errichten, das das Ruhrgebiet einschließe“, … „durch Zusammenschluß der bestehenden Provinzen Westfalen und Nordrhein“. Das Ergebnis dieser Sitzung war nicht nur das Produkt einer mehrmonatigen Auseinandersetzung unter den Alliierten, sondern auch der Abschluss einer Kontroverse innerhalb der britischen Regierung. Während der britische Deutschlandminister John Burns Hynd in einem Zusammenschluss Nordrheins und Westfalens die Gefahr eines „neuen Preußens“ erblickte, hielten der Außenminister Ernest Bevin, der Leiter seiner Deutschlandabteilung John Monro Troutbeck, der britische Oberbefehlshaber Sir Sholto Douglas, sein Stellvertreter Sir Brian Robertson, der Regional Commissioner William Asbury und die meisten Mitglieder der Militärregierung den – zunächst noch geheimen – Plan zur Gründung des Landes Nordrhein-Westfalen für die beste Lösung.
Da die Gründung des Landes auch die Stärkung einer aus deutschen Verwaltungsleuten bestehenden Verwaltungskompetenz und mithin eine entsprechende Zurücknahme alliierter Entscheidungsgewalt bedeutete, vermochte die Staatsgründung, die Hynd am 21. August 1946 als eine „policy of Germanisation“ darstellte, dazu beizutragen, die Deutschen von einem „guten Willen“ der britischen Besatzungsmacht zu überzeugen. Vor dem Hintergrund alliierter Interessengegensätze und des aufkommenden Ost-West-Konfliktes war sie aber nicht nur ein Schritt auf dem bereits früh eingeschlagenen Weg zur Wiederherstellung deutscher Souveränität, sondern auch ein geeignetes Mittel, der sowjetischen Deutschlandpolitik und der Gefahr einer kommunistischen Unterwanderung des Ruhrgebiets entgegenzuwirken. Als im April 1946 unter sowjetischem Einfluss in der Ostzone Deutschlands die Zwangsvereinigung von SPD und KPD zur SED vollzogen worden war, konnten die Briten deutlicher denn je erkennen, dass die Sowjetunion in ihrem Einflussbereich ein kommunistisches Herrschafts- und Gesellschaftssystem etablierte.

#### Gründung des Landes Nordrhein-Westfalen

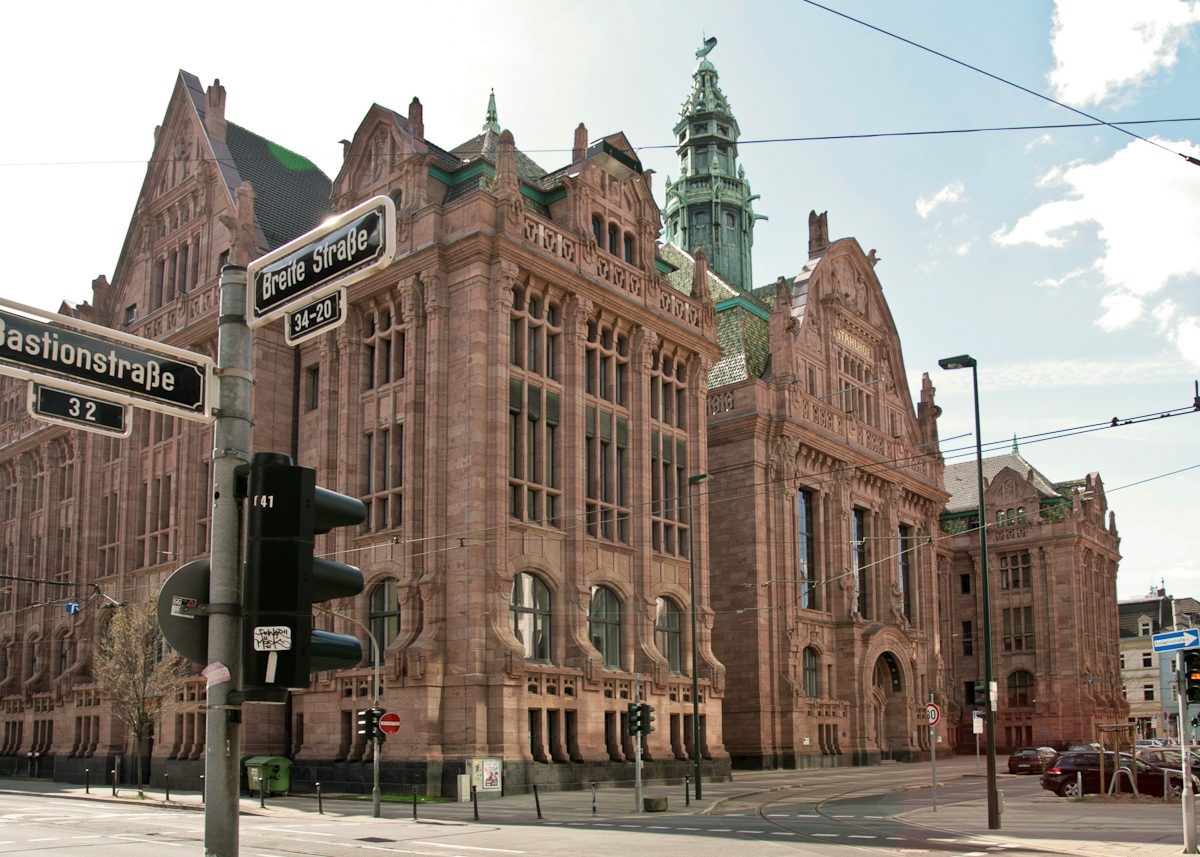
Der Stahlhof in Düsseldorf: Hier wurde durch Militärverordnung Nr. 46 der britischen Militärregierung am 23. August 1946 das Land Nordrhein-Westfalen gegründet.

Nachdem am 21. Juni 1946 intern der Entschluss zur Gründung des Landes Nordrhein-Westfalen gefallen war, wurde am 17. Juli 1946 auf einer Pressekonferenz beim Alliierten Kontrollrat in Berlin die Zusammenlegung des nördlichen Rheinlands mit Westfalen vom britischen Militärgouverneur Sholto Douglas bekanntgegeben. Am 20. Juli 1946 wurde dem Düsseldorfer Oberstadtdirektor Walter Kolb mitgeteilt, dass seine Stadt zur Landeshauptstadt bestimmt worden ist.
Seine staatsrechtlichen Grundlagen als Land erhielt Nordrhein-Westfalen mit der Verordnung Nr. 46 der britischen Militärregierung vom 23. August 1946 zur „Auflösung der Provinzen des ehemaligen Landes Preußen in der Britischen Zone und ihre Neubildung als selbständige Länder“. Auf Grundlage dieser besatzungsrechtlichen Verordnung wurde aus der Provinz Nordrhein, dem nördlichen Teil der preußischen Rheinprovinz, und aus der Provinz Westfalen das neue Land Nordrhein-Westfalen gebildet, das in der Verordnung Nr. 46 im Übrigen noch die durch einen Schrägstrich geteilte Bezeichnung „Land Nordrhein/Westfalen“ trug.

#### Historische, kulturelle, wirtschaftsgeographische und politische Anknüpfungspunkte
Offensichtlich standen bei den Überlegungen zur Gründung Nordrhein-Westfalens nicht Gedanken einer Zusammenführung kulturell homogener Gebiete im Vordergrund, sondern vielmehr der Wunsch der Besatzungsmacht Großbritannien, das Ruhrgebiet und seine bedeutenden industriellen Ressourcen als Ganzes in ein einziges und aus sich heraus lebensfähiges Land einzubetten. Auch über die Namensgebung gab es Diskussionen. So schlug z. B. die Industrie- und Handelskammer zu Düsseldorf in einem dringenden Schreiben vom 1. August 1946 an den damaligen Oberpräsidenten Robert Lehr vor, dem neuen Land den Namen „Niederrhein-Westfalen“ zu geben.
Nordrhein-Westfalen ging kein stark identitätsstiftender Vorgängerstaat voraus. Preußen hatte diese Rolle nicht übernehmen können, weil es als Staat den soziokulturell heterogenen Norden Mitteleuropas überwölbt hatte ohne in allen Gebieten die volle Zuneigung seiner Bewohner zu finden, gerade nicht in den katholischen Landstrichen, in denen die Erinnerung an den Kulturkampf noch lange lebendig blieb, und weil das politische Zentrum immer im fernen Berlin angesiedelt gewesen war. Abgesehen von wenigen protestantisch geprägten Gebieten in Westfalen, etwa Minden-Ravensberg, in denen das „Preußentum“ über die Jahrhunderte durchaus als Teil der Identität angenommen wurde, war und ist in den anderen Gebieten des größten Nachfolgestaats Preußens die Einstellung zur „preußischen Zeit“ eher durch Distanz geprägt, insbesondere im Rheinland. Eine eigene Identität pflegte der Vorgängerstaat Lippe, dessen Eingliederung 1947 aufgrund der britischen Militärverordnung Nr. 77 erfolgte. Wie auch Westfalen stand dieses Gebiet Niedersachsen kulturräumlich näher als dem Rheinland. Der Staat Lippe war viel zu klein und zu peripher gelegen, um das neue Land und dessen Identität insgesamt prägen zu können. Die Grenzen des Raumbewusstseins zwischen dem Rheinland und Westfalen verwischten sich im Ruhrgebiet, dessen eigene Identität sich erst nach 1918 herausbildet hatte, gefördert durch die Ereignisse im Zusammenhang mit der Ruhrbesetzung in den Jahren 1923 bis 1925.
Neben Trennendem bestand aber auch Verbindendes. Zeitweilig hatte es im heutigen Staatsgebiet Nordrhein-Westfalens größere Verwaltungsgebiete oder größere Staatengebilde gegeben, die rheinische und westfälische Gebiete des heutigen Landes miteinander verbanden. Beispiele sind Kurköln, das Großherzogtum Berg, der Niederrheinisch-Westfälische Reichskreis oder der Siedlungsverband Ruhrkohlenbezirk. Eine für ganz Nordrhein-Westfalen identitätsstiftende Bedeutung erlangten die historischen Bezüge darauf aber nicht ansatzweise, denn kennzeichnend für das heutige Staatsgebiet war jahrhundertelang vielmehr eine unübersichtliche Gemengelage der vielzähligen unterschiedlichen historischen Territorien und ihre Wirkungen auf die Kultur und Identität ihrer Bewohner. So schrieb im 19. Jahrhundert der Schriftsteller Carl Leberecht Immermann über das Land westlich der Westfälischen Pforte (Porta Westfalica):

„Erinnerungen der verschiedensten Art beherrschen die Geister der Menschen. Hier lag eine freie Reichsstadt, dicht daneben waltete der Krummstab des Bischofs, unfern gebot ein kleiner Dynast. Nun dauert aber das Gedächtnis einer politischen Vergangenheit länger als unsre Staatskünstler sich träumen lassen. Weiterhin, in den rheinischen Kreisen, war bekanntlich die Landkarte noch bunter zu den Zeiten des Reichs, welches doch noch kein Menschenalter tot ist.“

Gleichwohl gab es bereits vor der Landesgründung Organisationen, die das Rheinland und Westfalen abseits der politischen Verwaltung miteinander verbanden. Sie waren vor allem auf dem Gebiet der Wirtschaft entstanden und trugen so – auch durch Verwendung des Begriffs rheinisch-westfälisch – der Verflechtung des rheinisch-westfälischen Raumes Rechnung, an die ja auch die Briten bei der Landesgründung anknüpften. Außer wirtschaftlichen gab es durchaus weitere Organisationen, deren Hauptinteressen auf anderen, insbesondere kulturellen Gebieten lagen. Ein Beispiel ist die Königlich Rheinisch-Westphälische Polytechnische Schule zu Aachen, die 1870 als eine preußische Hochschule die Landesteile Rheinland und Westfalen als ihren Einzugsbereich zusammenfasste. Schon 1829 hatte der Kunstverein für die Rheinlande und Westphalen begonnen, das mäzenatisch gesinnte rheinische und westfälische Bürgertum als Förderer der Kunstakademie Düsseldorf und der Düsseldorfer Malerschule zu vereinen. Ab den 1870er Jahren begann die an Rhein und Ruhr entstandene Industrie, zunehmend rheinisch-westfälische Zusammenschlüsse zu bilden, etwa den Verein zur Wahrung der gemeinsamen wirtschaftlichen Interessen in Rheinland und Westfalen, den Central-Gewerbe-Verein für Rheinland, Westfalen und benachbarte Bezirke, das Rheinisch-Westfälische Kohlen-Syndikat oder das Rheinisch-Westfälische Elektrizitätswerk. Die spätere Landeshauptstadt Düsseldorf war bereits seit 1875 Sitz der Rheinisch-Westfälischen Börse und hatte schon vor der Landesgründung als „Schreibtisch des Ruhrgebiets“ eine entsprechende zentralörtliche Bedeutung entwickelt.
Eine seit jeher besondere Identität, einen „Sondergeist der Rheinländer“, und eine Tendenz zum Partikularismus schrieb der preußische Historiker Heinrich von Treitschke den Bewohnern der Rheinprovinz, von denen sich viele als „Musspreußen“ empfanden, im 19. Jahrhundert zu, indem er bemerkte: „Wenn die Rheinländer beim Schoppen saßen, dann sprachen sie gerne vom rheinisch-westphälischen Vicekönigreich, das nach dem Code Napoleon regiert und mit dem junkerhaften Osten nur locker verbunden werden sollte.“
Die politische Idee einer „Westdeutschen Republik“ kam in der Anfangszeit der Weimarer Republik auf und wurde insbesondere in rheinischen Kreisen der Zentrumspartei und westdeutscher Kommunalpolitiker offen diskutiert. Eingebettet war diese Frage in die breite Debatte der Reichsreform, die Politiker, Wirtschaftsführer und Wissenschaftler seit 1919 beschäftigte.

#### Rezeption
Das Projekt der Zusammenführung westfälischer und rheinischer Gebiete – von den Briten als Operation Marriage bezeichnet – war von Anfang in Deutschland umstritten, da einzelne Politiker das wirtschaftliche und Bevölkerungsübergewicht des neuen Landes fürchteten und die Grenzen des Landes Nordrhein-Westfalen bereits im Vorgriff der Landesgründung und noch lange danach in Frage stellten. Zudem gab es in den Augen vieler Kritiker nur wenige kulturelle und historische Gemeinsamkeiten der beiden Landesteile Nordrhein und Westfalen.
Dadurch, dass die Briten den Fortbestand der nördlichen und östlichen Grenzen der bisherigen Provinz Westfalen (später im Osten die Grenze des Landes Lippe als Landesgrenze) anordneten, blieben Diskussionen unter deutschen Politikern über die künftige Grenze zwischen Nordrhein-Westfalen und Niedersachsen bzw. einem ebenfalls vorgeschlagenen „Land Weser-Ems“ folgenlos. So hatte der Kreistag des Landkreises Vechta bereits im Vorgriff der Landesgründung Niedersachsens am 12. Juni 1946 beschlossen, dass im Falle einer Auflösung des Landes Oldenburg das Oldenburger Münsterland Westfalen zugeschlagen werden solle. Die Meinung, das Oldenburger Münsterland solle ebenso Teil Westfalens werden wie der Regierungsbezirk Osnabrück, war unmittelbar nach Kriegsende auch unter der Bevölkerung Westfalens weit verbreitet. Umgekehrt hatte der spätere niedersächsische Ministerpräsident Hinrich Wilhelm Kopf am 1. April 1946 verlangt, dass weite Gebiete im Norden und Nordosten des heutigen Nordrhein-Westfalens Teil eines zu gründenden Landes Niedersachsens werden sollten, für dessen Gründung er bereits seit 1945 warb. Nach Kopfs Vorstellungen sollten die Stadt Bielefeld, die Kreise Minden, Lübbecke, Tecklenburg, Bielefeld, Herford und Halle (Westf.), also das historische preußische Verwaltungsgebiet Minden-Ravensberg, sowie das Tecklenburger Land dem Land Niedersachsen zugeschlagen werden. Nachdem die Briten im August 1946 das Land Nordrhein-Westfalen gebildet hatten, waren seine Pläne hinfällig. Niedersachsens Gründung erfolgte daraufhin im November 1946 in den bis heute im Wesentlichen bestehenden Grenzen, nämlich aus den Ländern Braunschweig, Hannover, Oldenburg und Schaumburg-Lippe.
Im Hinblick auf die Teilung des Rheinlands, die durch die beabsichtigte Landesgründung weiter verfestigt werden würde, meinte Konrad Adenauer, Vorsitzender der CDU Rheinland, am 24. Juli 1946 vor dem Landesvorstand seiner Partei in Köln:

„Eins müssen wir in diesem Augenblick verlangen, wo feststeht, dass das Land Nordrhein-Westfalen gebildet wird – und ich hoffe, dass Sie dem zustimmen –, dass wir einen entsprechenden Beschluss veröffentlichen, und zwar das Verlangen, dass die Süd-Rheinprovinz wieder zu uns kommt. Die Bezirke Koblenz und Trier sind kulturell, traditionell, wirtschaftlich, menschlich so fest mit uns verbunden, dass wir unter allen Umständen in diesem Augenblick erklären müssen: Wir erblicken in der Bildung des Landes Nordrhein-Westfalen nicht die Entwicklung als abgeschlossen, sondern wir müssen darauf bestehen, dass die Süd-Rheinprovinz wieder hinzukommt.“

Auch spätere Diskussionen in Rheinland-Pfalz zur Ausgliederung der rheinländischen Landesteile und ihren Anschluss an Nordrhein-Westfalen führten nach einem Volksbegehren Mitte der 1950er Jahre zu einem Volksentscheid 1975, letztlich konnte das Land Rheinland-Pfalz aber seine territoriale Integrität wahren.
Bis zur Londoner Deutschlandkonferenz am 26. März 1949 vertraten die Niederlande immer wieder die Forderung, dass ein Gebietsstreifen südöstlich und östlich der deutsch-niederländischen Grenze an sie abgetreten werden sollte. Erst 1949 wurden diese Forderungen weitestgehend ad acta gelegt. Trotzdem behielten die Niederlande und auch Belgien bis in die 1960er Jahre einige westliche Randgebiete Nordrhein-Westfalens, z. B. das Selfkant, unter ihrer Verwaltung.

## Geschichte des Landes seit 1946

### Bis zur Gründung der Bundesrepublik 1946–1949

Tabellarische Übersicht über die Gutachten zur Länderreform, die im Zonenbeirat 1946 zur Abstimmung stand.

Das Land Nordrhein-Westfalen (1947) in der brit. Besatzungszone nach dem Beitritt des Landes Lippe

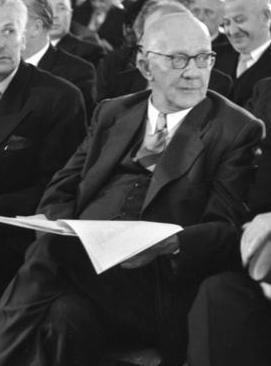
Rudolf Amelunxen, erster Ministerpräsident Nordrhein-Westfalens, hier in der Bundesversammlung 1954

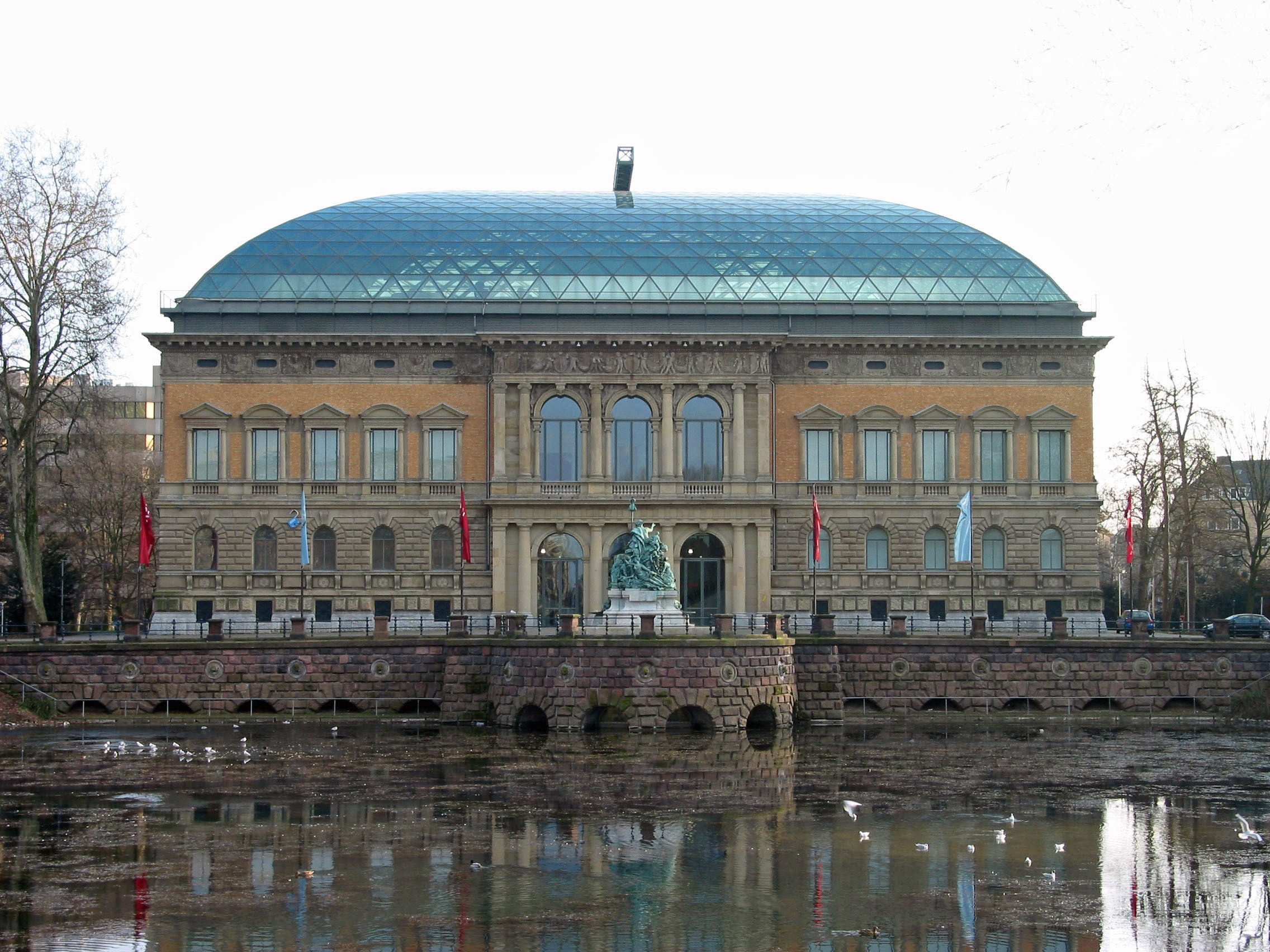
Das Ständehaus in Düsseldorf, heute Ausstellungsgebäude „K 21“ der Kunstsammlung Nordrhein-Westfalen, seit 1876 Sitz des rheinischen Provinziallandtages, von 1949 bis 1988 Landtagsgebäude von Nordrhein-Westfalen

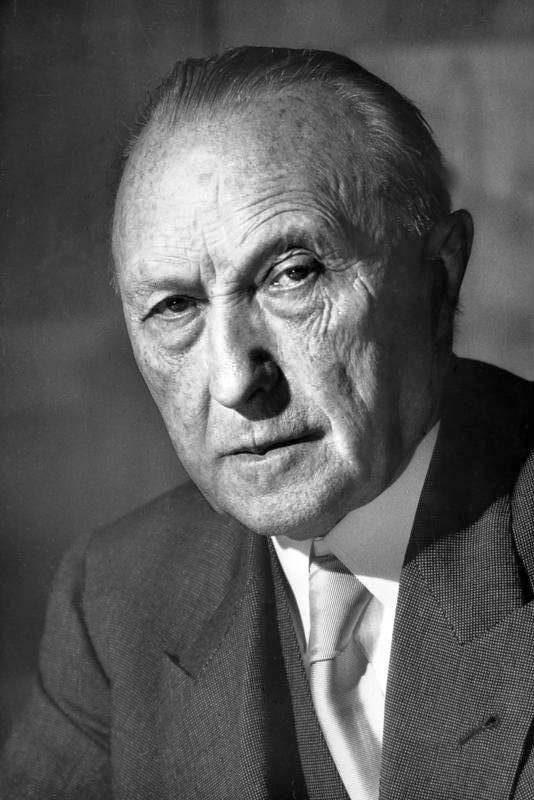
Der gebürtige Kölner Konrad Adenauer, hier auf einem Foto des Jahres 1952, fungierte ab Oktober 1946 als CDU-Fraktionsvorsitzender im Landtag Nordrhein-Westfalen. Adenauer prägte ab 1948 als Präsident des Parlamentarischen Rats die Beratungen zur Entwicklung des Grundgesetzes und ab 1949 als erster Bundeskanzler die Politik der Bundesrepublik. An der Wahl Bonns zur Bundeshauptstadt hatte er neben Hermann Wandersleb, dem Chef der Staatskanzlei Nordrhein-Westfalens, maßgeblichen Anteil.

Am 24. Juli 1946 bot William Asbury, der Regional Commissioner (Zivilgouverneur) für die Provinz Nordrhein, dem Oberpräsidenten der preußischen Provinz Westfalen, Rudolf Amelunxen, an, erster Ministerpräsident des neuen Landes zu werden und in Düsseldorf ein Kabinett zu bilden, nachdem sich die britische Militärregierung in einer Besprechung am 22. Juli 1946 unter Vorsitz von Noel Annan, die im Stahlhof zu Düsseldorf stattfand, auf ihn geeinigt hatte. Die Briten wollten mit der Ernennung des westfälischen Oberpräsidenten zum Ministerpräsidenten der Enttäuschung westfälischer Interessengruppen, die auf die Errichtung eines selbständigen Landes Westfalen mit der Hauptstadt Münster gehofft hatten, die Spitze brechen. Asbury teilte Amelunxen hierzu mit: „Sie und Ihr Kabinett werden unter meiner Anleitung arbeiten.“ Die Ernennung Amelunxens wurde am Abend des 26. Juli 1946 bekanntgegeben. Am 30. Juli 1946 hielt Amelunxen von Köln aus eine Rundfunkansprache „an die Bevölkerung des Rheinlandes und des Westfalenlandes“.
Seit März 1946 hatte Amelunxen der britischen Besatzungsmacht bereits als Mitglied des Zonenbeirats gedient. Ihm teilte die britische Militärregierung schon vor Erlass der Verordnung Nr. 46 am 1. August 1946 ferner mit: „The new land will comprise the existing provinces of Nordrhein and Westfalen. Its capital will be Dusseldorf.“ (deutsch: „Das neue Land umfasst die bestehenden Provinzen Nordrhein und Westfalen. Seine Landeshauptstadt wird Düsseldorf sein.“)
Amelunxen hatte vor 1933 der katholischen Zentrumspartei angehört und kehrte 1947 in diese Partei zurück. Die Briten gaben dem damals Parteilosen den Vorzug gegenüber den rheinischen Christdemokraten Robert Lehr, Karl Arnold und Hermann Pünder.
Die Wahl Düsseldorfs als Landeshauptstadt kam unerwartet, obwohl die Verlegung des Verwaltungssitzes der Provinz Nordrhein von Bonn nach Düsseldorf im Oktober 1945 bereits gezeigt hatte, dass die Briten Düsseldorf bevorzugten. Am 1. Mai 1946 siedelten sie eine wichtige zivile Verwaltungsbehörde, den Regional Commissioner (Zivilgouverneur für Nordrhein), ebenfalls in Düsseldorf an; er nahm seinen Sitz im Stahlhof, wie schon zuvor der britische Militärgouverneur der Provinz, John Ashworth Barraclough. Düsseldorf bot ein großes Potenzial an Büro- und Verwaltungskapazitäten und war als „Schreibtisch des Ruhrgebiets“ der Sitz großer Unternehmen und wichtiger industrieller Interessenvereinigungen, etwa der Nordwestlichen Gruppe des Vereins Deutscher Eisen- und Stahlindustrieller, der Stahlwerksverband AG oder des Industrie-Clubs Düsseldorf. Seit 1875 war Düsseldorf durch den Sitz der Rheinisch-Westfälischen Börse zu einem zentralen Handelsplatz für Finanzgeschäfte aufgestiegen. Diese zentralörtliche Funktion hatte sich durch die Einverleibung der Börsen von Köln und Essen im Jahre 1935 noch verstärkt. Dennoch bot die stark, gleichwohl weniger als Duisburg, Essen und Köln kriegszerstörte Stadt, die seit 1815 ihre früheren Hauptstadtfunktionen verloren hatte, lange Zeit nur provisorische Voraussetzungen für die Ansiedlung der Behörden und politischen Institutionen des neu gegründeten Landes.
Ebenso wie der Ministerpräsident wurde auch die Landesregierung ernannt. Amelunxens erstes Kabinett tagte erstmals am 30. August 1946 und bestand aus Parteilosen sowie aus Mitgliedern des Zentrums, der FDP, der SPD und der KPD. Die CDU unter dem Landtagsabgeordneten Konrad Adenauer zog die Opposition vor, nachdem sie Innen- und Kultusministerium nicht erlangen konnte. Nach einer Kabinettsumbildung Ende 1946 und nach einer für die CDU günstig verlaufenen Kommunalwahl, bei der sie landesweit 46 % der abgegebenen Stimmen erhalten hatte, stellte im zweiten Kabinett Amelunxens erstmals auch die CDU Landesminister. Von August 1946 bis zum 1. April 1953 belegte die Landesregierung das Mannesmann-Haus am Rheinknie als Staatskanzlei und Amtssitz des Ministerpräsidenten.
Die Eröffnungssitzung des ersten Landtags fand am 2. Oktober 1946 in der Düsseldorfer Oper statt, da dies, obwohl kriegsbeschädigt, das einzige Gebäude war, das sich für die Konstituierung eignete. Die 200 Abgeordneten waren ernannt und hatten zuvor im Wesentlichen den beiden Provinzialräten angehört; vertreten waren SPD, KPD, CDU, Zentrum und FDP, dazu waren einige Abgeordnete parteilos.
Die Kompetenzen des Landtages und der Landesregierung waren gegenüber den Rechten der Besatzer noch stark beschränkt. Sitzungen fanden zunächst in Provisorien statt. Erst 1949 war das im Krieg schwer beschädigte Ständehaus soweit in Stand gesetzt, dass der Landtag dort für die nächsten Jahrzehnte seine Heimat fand. Die erste Kommunalwahl – die erste demokratische Wahl seit November 1932 – hatte bereits im Oktober 1946 stattgefunden.
1947 musste das vormalige Land Lippe auf Betreiben der Briten seine Selbstständigkeit aufgeben. Das kleine Land hatte die Wahl zum Anschluss an Niedersachsen oder Nordrhein-Westfalen. Die lippische Regierung unter Landespräsident Heinrich Drake entschied sich nach Verhandlungen für den Anschluss an Nordrhein-Westfalen, da das Land Lippe von der Düsseldorfer Regierung durch die Lippischen Punktationen umfassende politische Zusagen erhielt. Unter anderem wurde sein Landesvermögen größtenteils nicht nordrhein-westfälischer Staatsbesitz, sondern dem eigens gegründeten Landesverband Lippe übertragen. Zusätzlich wurde der Sitz des neuen Regierungsbezirks Minden-Lippe (später Regierungsbezirk Detmold) von Minden in die bisherige lippische Landeshauptstadt Detmold verlegt. Den Lippern wurde außerdem gestattet, ihre Gemeinschaftsschulen beizubehalten, während in Westfalen und im Rheinland die Konfessionsschule („Bekenntnisschule“) bis in die 1960er Jahre die Regelschule war. Am 21. Januar 1947 trat durch die britische Militärverordnung Nr. 77 die Vereinigung in Kraft. Die Briten versprachen den Lippern eine Volksabstimmung innerhalb von fünf Jahren, in der sie über den Beitritt abschließend abstimmen sollten. Die bis 1952 vorgesehene Abstimmung unterblieb jedoch. Am 5. November 1948 wurde mit Verabschiedung des „Gesetzes über die Vereinigung des Landes Lippe mit Nordrhein-Westfalen“ die Eingliederung Lippes durch den Landtag Nordrhein-Westfalen rechtlich abschließend geregelt.
Im April 1947 fand die erste Landtagswahl statt. Die CDU wurde stärkste Partei. Zum zweiten Ministerpräsidenten wählte der Landtag den CDU-Politiker Karl Arnold. Arnold wurde dem linken Flügel der CDU zugerechnet und nahm in der für das Land wirtschaftlich und politischen schweren Zeit neben dem „natürlichen CDU-Partner“ Zentrum auch die SPD, bis 1948 sogar die KPD, in seine erste Regierung auf.
Unter Arnold beteiligte sich Nordrhein-Westfalen im 1948 einberufenen Parlamentarischen Rat an der Ausarbeitung des Grundgesetzes, auf dessen Grundlage die Bundesrepublik Deutschland 1949 gegründet wurde. In dieser Verfassung wurde – als Konsequenz aus den negativen Erfahrungen, zu denen die Gleichschaltung der Länder und der Totalitarismus des nationalsozialistischen Regimes geführt hatten – in der Ewigkeitsklausel der föderale Charakter der neuen Staatsordnung festgeschrieben. Nordrhein-Westfalen war in der neuen Republik, dessen politische Ausrichtung der Kölner Konrad Adenauer als erster Bundeskanzler maßgeblich prägte, das bevölkerungsreichste Land. Auf Initiative des Chefs der nordrhein-westfälischen Staatskanzlei, Hermann Wandersleb, wurde Bonn zum Tagungsort für den Parlamentarischen Rat bestimmt; dort wurde das Grundgesetz von den Ministerpräsidenten der Länder unterzeichnet. 1949 wählte der Bundestag Bonn zur provisorischen Bundeshauptstadt, worauf die Bezeichnung Bonner Republik für die Bundesrepublik Deutschland Bezug nimmt. Die meisten notwendigen Infrastrukturen für die Bundesregierung und das Bundesparlament mussten neu errichtet werden. 
1946 wurde die Kunstakademie Düsseldorf wiedereröffnet und der Vorläufer der späteren Hochschule für Musik Detmold gegründet und ein Jahr später mit der Sporthochschule Köln von Carl Diem die erste neue Hochschule. 1947 fanden die ersten Ruhrfestspiele unter dem Motto „Kunst gegen Kohle“ statt. Die Hamburger Bühnen dankten damit den Recklinghäuser Kumpeln, die ihnen heimlich Kohle für ihre Schauspielhäuser geschenkt hatten. 1949 fand inmitten der Ruinen des kriegszerstörten Kölns der erste Kölner Rosenmontagszug nach dem Krieg statt. Ein Jahr nach Kriegsende gab es bereits 19 Lizenzzeitungen in Nordrhein-Westfalen.
Nach dem Krieg war die Versorgungslage der Bevölkerung jahrelang katastrophal, speziell in den Städten. Wohnungen und Infrastrukturen waren insbesondere in den von Bombenangriffen schwer getroffenen industriellen Zentren des Landes weitgehend zerstört. Die Bevölkerung in den urbanen Gebieten wie dem Ruhrgebiet hatte kaum Möglichkeiten, sich selbst zu versorgen. Neben der in Westfalen, Lippe und Rheinland ansässigen Bevölkerung mussten auch hunderttausende Heimatvertriebene versorgt werden. Lebensmittel wurden rationiert (→ Lebensmittelmarke). Der Schwarzmarkt blühte.

Im extrem kalten Hungerwinter 1946/47 rechtfertigte der populäre Kölner Kardinal Frings in seiner Silvesterpredigt 1946 Mundraub und Kohlenklau aus Not, was fortan „fringsen“ genannt wurde.
Der besonderen wirtschafts- und rüstungspolitischen Bedeutung des Ruhrgebiets trug das am 29. April 1949 beschlossene Ruhrstatut Rechnung. Im Petersberger Abkommen vom 22. November 1949 akzeptierte die junge Bundesrepublik die zur Umsetzung des Ruhrstatuts vorgesehene internationale Behörde, die die Montanindustrie der Region kontrollieren sollte. Die Kontrollbehörde, zu deren Sitz das Atlantikhaus im heutigen Regierungsviertel Düsseldorfs bestimmt wurde (heute Sitz des nordrhein-westfälischen Bauministeriums), war allerdings nur bis zum Inkrafttreten der Europäischen Gemeinschaft für Kohle und Stahl im Jahr 1952 tätig. Produktionsbeschränkungen wurden nach kurzer Zeit gelockert, um den wirtschaftlichen Wiederaufbau zu fördern und um die französische Stahlindustrie mit deutscher Kohle zu versorgen. Untersagt blieb beispielsweise die Erzeugung von Benzin aus Kohle. Das Petersberger Abkommen beendete auch die Demontage wichtiger Industrieanlagen im Ruhrgebiet.

### 1950er Jahre
Bei der Landtagswahl am 18. Juni 1950 wurde die CDU erneut stärkste Kraft im Parlament, letztmals gelang der KPD der Einzug. Die CDU, die bisher eine Koalition mit SPD und Zentrum angeführt hatte, ging nach der Wahl eine Koalition mit der Zentrumspartei ein, aber ohne die SPD, die für die Einführung der konfessionsübergreifenden Gemeinschaftsschulen und die Montanmitbestimmung eintrat. Letzteres fiel zwar vor allem in die Gesetzgebungskompetenz des Bundes, hatte aber für Nordrhein-Westfalens Industrie naturgemäß eine besondere Bedeutung. Karl Arnold galt als katholischer Sozialpolitiker, der den Forderungen nach einer Mitbestimmung der Arbeiter und sogar nach Einführung konfessionsloser Schule relativ unvoreingenommen bis positiv gegenüberstand. Der zum Bundeskanzler gewählte Kölner Konrad Adenauer, der sich zur dominanten Größe in der CDU entwickelt hatte, stellte sich gegen Arnold und wirkte massiv auf die Bildung einer Regierungskoalition ohne Beteiligung der SPD hin.
Gleichzeitig mit der Landtagswahl 1950 wurde über die Annahme der Verfassung für das Land Nordrhein-Westfalen abgestimmt, deren Entwurf vom Landtag kurz zuvor mit 110 Stimmen von CDU und Zentrum gegen 97 von SPD, FDP und KPD beschlossen worden war. Am umstrittensten war die von CDU und Zentrum durchgesetzte Konfessionsschule. Bei der Volksabstimmung stimmten 57 % mit Ja, 35,2 % mit Nein, 7,8 % der abgegebenen Stimmen waren ungültig. In den stark katholischen Gebieten ergab sich überall eine deutliche Mehrheit für die Verfassung, während in den mehrheitlich protestantischen Landesteilen sehr häufig, aber nicht durchgehend die Nein-Stimmen überwogen. Im nördlichen Teil Ostwestfalens wie auch im östlichen Ruhrgebiet überwogen die Nein-Stimmen, die stärkste Ablehnung gab es jedoch im ehemaligen Land Lippe (58,6 % Nein, 31,6 % Ja, 9,8 % ungültig). Eine Volksabstimmung über den Anschluss des Landes Lippe ließ die Landesregierung nicht abhalten. Die Kreise Detmold und Lemgo zogen daher vor das Bundesverfassungsgericht, das Gericht entschied jedoch am 28. Juli 1955 gegen die Kreise.
Arnold wirkte als Ministerpräsident auf die Montanmitbestimmung hin, die 1951 im Montan-Mitbestimmungsgesetz verankert wurde und zum Vorbild für weitere Mitbestimmungsgesetze in der Sozialen Marktwirtschaft der Bundesrepublik wurde. Das Modell der Sozialen Marktwirtschaft wird wegen seines Entstehungsortes – mit leicht ironischem Unterton – auch als Rheinischer Kapitalismus bezeichnet. Er ging von den Düsseldorfer Leitsätzen aus, die die CDU 1949 ihrem wirtschafts- und sozialpolitischen Programm vorangestellt hatte.

Das Staatswappen Nordrhein-Westfalens, eingeführt im Jahre 1948, symbolisiert die drei Landesteile: das nördliche Rheinland, Westfalen und Lippe.

1953 wurden Landesflagge und Landeswappen gesetzlich festgelegt. Das Wappen zeigt die Symbole der drei Landesteile Lippe, Westfalen und Rheinland.
In der Landtagswahl 1954 erhielt die CDU einen deutlichen Zugewinn, während der bisherige Koalitionspartner stark verlor. Die KPD scheiterte an der Fünf-Prozent-Hürde. Karl Arnold gelang es, die FDP in eine Regierung einzubinden. Im Kabinett Arnold III war neben den FDP-Ministern weiterhin der ehemalige Ministerpräsident und erfahrene Landesminister Rudolf Amelunxen vertreten. 1956 zerbrach die CDU/FDP-Koalition, da die FDP aus Protest gegen eine von Bundeskanzler Konrad Adenauer angestrebte Wahlrechtsreform, die sich zu Lasten kleiner Parteien ausgewirkt hätte, die Koalition aufkündigte. Im Landtag wählten FDP und SPD den ehemaligen Bergmann Fritz Steinhoff (SPD) zum neuen Ministerpräsidenten, der eine SPD-FDP-Regierung mit abermaliger Beteiligung Amelunxens vom Zentrum formte.
Im deutsch-belgischen Grenzvertrag wurden 1956 die Grenzen zwischen Nordrhein-Westfalen und Belgien endgültig festgelegt. Dabei wurden u. a. auch von Belgien beanspruchte Gebiete wieder nordrhein-westfälisch.
Die Landtagswahl 1958 beendete die sozialliberale Koalition nach nur rund zwei Jahren. Der 1956 abgewählte Karl Arnold trat 1958 erneut als Spitzenkandidat der CDU an, starb aber kurz vor der Landtagswahl unerwartet im Alter von 57 Jahren. Die CDU gewann die Landtagswahlen dennoch erstmals mit absoluter Mehrheit. Arnolds politischer Erbe wurde Franz Meyers (CDU). Das Zentrum verpasste 1958 erstmals den Einzug in den Landtag.
1952 beschloss der Landtag eine von den Briten bereits 1945 per Beschluss in Grundzügen eingeführte Gemeindeordnung. Die neue Gemeindeordnung war nach den Prinzipien der Norddeutschen Ratsverfassung aufgebaut und wies dem Gemeinderat, das als einziges Organ direkt gewählt wurde, eine überragende Stellung zu. Diese Gemeindeordnung wurde erst 1994 grundlegend reformiert. Die Kommunen im Landesteil Rheinland sowie in Westfalen-Lippe erhielten 1953 zur besseren Erfüllung ihrer kommunalen Aufgaben Landschaftsverbände, die in besonderem Maße den kulturellen Eigenarten der Rheinländer und den Westfalen gerecht werden sollten.
1956 spaltete sich der Nordwestdeutsche Rundfunk in den Norddeutschen Rundfunk (NDR) und den Westdeutschen Rundfunk (WDR). Das Sendegebiet des WDR war das Land Nordrhein-Westfalen, während der NDR für die norddeutschen Länder produzierte. Seit 1955 durften die Bürger des Landes wieder Lotto spielen; 1957 wurde die landeseigene Westdeutsche Lotterie eigenständig. 1952 konnten die kriegszerstörten Westfalenhallen in Dortmund wieder eröffnet werden. 1957 wurde in Köln die neue Oper eröffnet; die kriegszerstörten Reste der alten Oper wurden 1958 abgerissen. 1958 richtete die römisch-katholische Kirche mit dem Bistum Essen ein eigenes Bistum für das bevölkerungsreiche Ruhrgebiet ein.

Das Lufthansa-Logo der 1955 in Köln neu gegründeten Deutschen Lufthansa AG, weltweit eines der bekanntesten Markenzeichen aus Nordrhein-Westfalen

1950 fand die erste photokina in Köln statt. 1959 wurde der Wiederaufbau der kriegszerstörten Hohenzollernbrücke in Köln abgeschlossen. 1955 wurde die Lufthansa mit Hauptsitz in Köln neu gegründet, an der auch das Land Nordrhein-Westfalen direkte Kapitalbeteiligungen hielt.
1950 wurde die Lebensmittel- und Kraftstoffrationierung aufgehoben – erstes Anzeichen des beginnenden Wirtschaftswunders. 1952 wurde die internationale Kontrollbehörde zum Ruhrstatut offiziell aufgelöst, so dass die Montanindustrie wieder ungebremst produzieren und exportieren konnte. An die Stelle des Ruhrstatuts traten die Vereinbarungen über die Europäische Gemeinschaft für Kohle und Stahl, die auch als Montanunion bekannt ist und als eine Wurzel der späteren Europäischen Gemeinschaft und Union gilt. Alliierte Pläne zur Neuordnung der Besitzverhältnisse der deutschen Montanunternehmen und einer Kontrolle der gesamten Stahlindustrie, dem Ruhrstatut als Idee zugrunde liegend, wurden im Zuge der Gründung der Montanunion aufgegeben. Durch das Montan-Mitbestimmungsgesetz war die Gewerkschaftsbewegung ohnehin als Gegenpol zu den Kapitaleignern der Montanunternehmen aufgestiegen. Am Ende des Jahrzehnts geriet die Montanindustrie des Landes in ihre erste große Krise. Die Kohlekrise hatte verschiedene technische, ökonomische und politische Ursachen und führte zum Ausfall von Schichten und zu Entlassungen. Eine der ersten Zechen im Revier, die wegen der Kohlekrise ihren Betrieb 1959/60 stilllegen musste, war die Zeche Prinz Regent in Bochum. Die Kohlekrise, die später auch auf die Stahlindustrie überschlug, läutete den Strukturwandel im Revier ein, der zum großen politischen Thema der kommenden Jahrzehnte aufrückte.
Infolge des 1955 geschlossenen Anwerbeabkommen mit Italien kamen viele Italiener ins Land, um den Arbeitskräftemangel in der nordrhein-westfälischen Industrie abzufedern. Bis heute stellen die Italiener die zweitgrößte Ausländergruppe im Land.

### 1960er Jahre

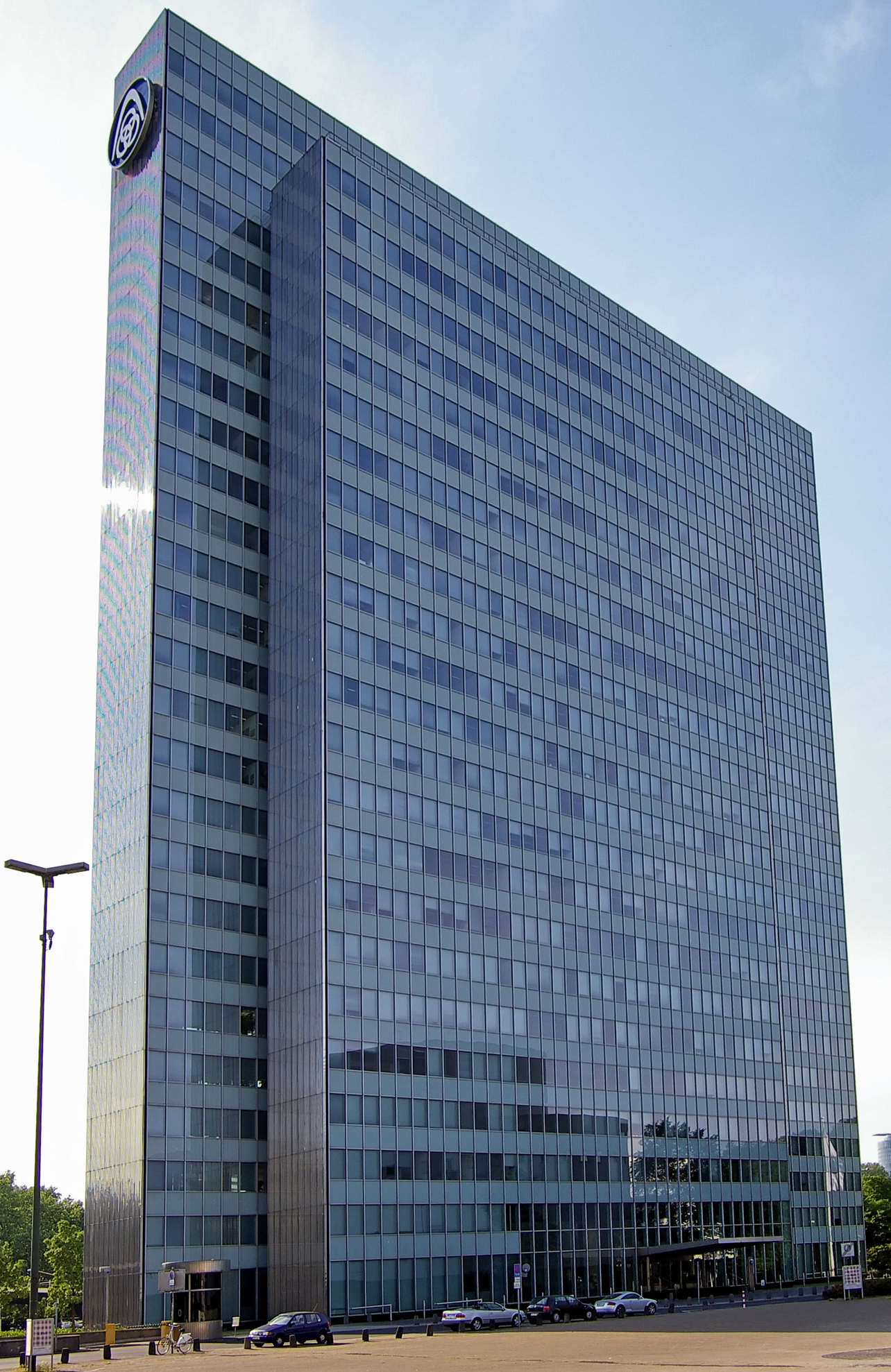
Dreischeibenhaus in Düsseldorf, geplant und errichtet von 1955 bis 1960, Symbol des Wirtschaftswunders

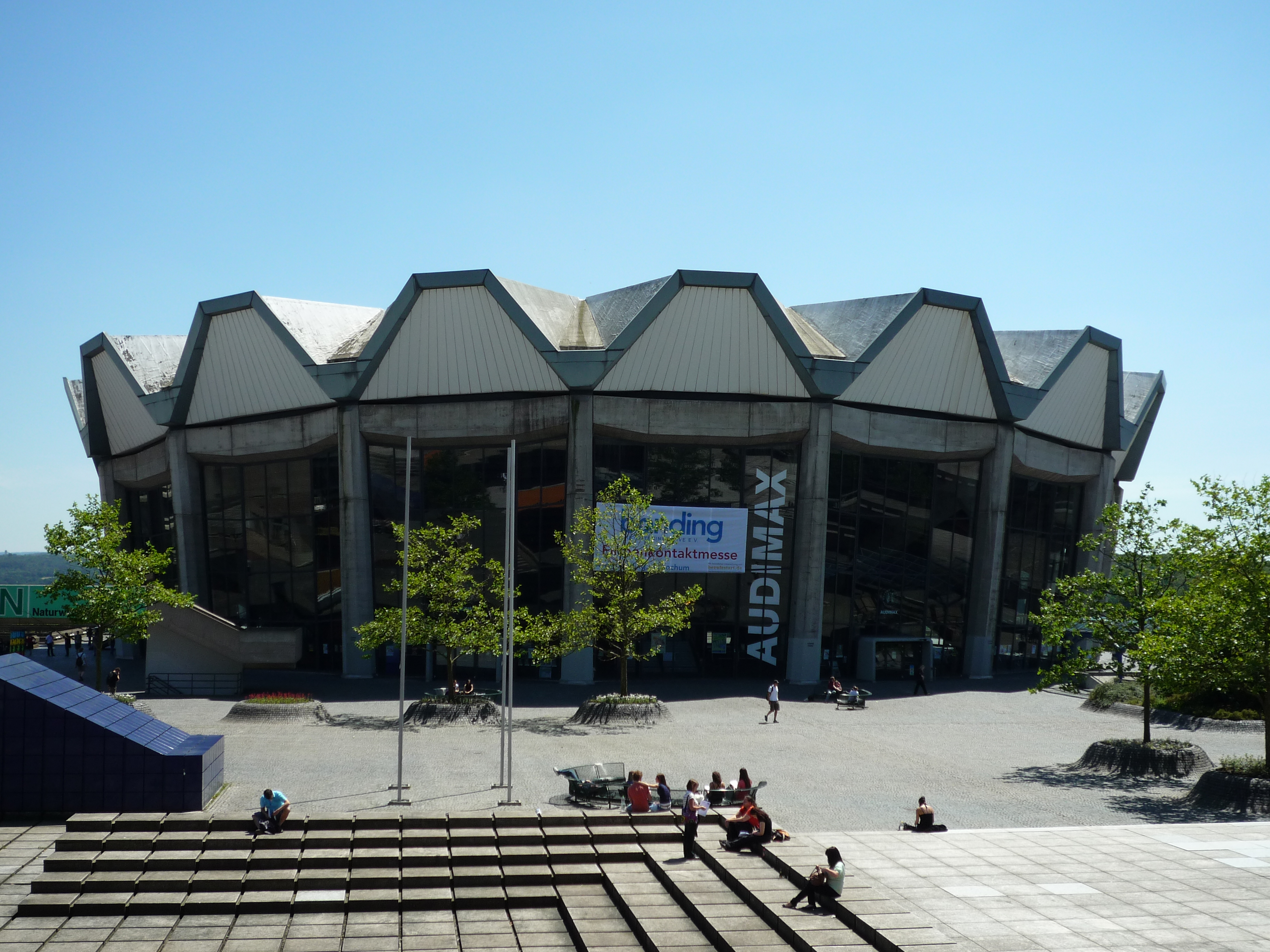
Audimax der Ruhr-Universität Bochum: die Ruhruni war 1962 die erste Universitätsneugründung der Bundesrepublik

Logo der EUREGIO, der ersten Europaregion, als deutsch-niederländischer Kooperationsverbund der Kommunen bereits 1958 initiiert, 1965 als Kommunalverband förmlich gegründet

Am 8. April 1960 wurde mit den Niederlanden ein Vertrag (Algemeen Verdrag) zur Regelung der Deutsch-Niederländischen Grenzfrage geschlossen, der die Rückgabe unter niederländischer Auftragsverwaltung stehender Gebiete an Deutschland bis 1963 vorsah und einen ersten Schritt zur Verbesserung der deutsch-niederländischen Beziehungen darstellte. Gebiete wie der Selfkant, Elten und Suderwick-West wurden im August 1963 wieder voll nordrhein-westfälisch, während der Wylerberg unter niederländische Souveränität fiel.
Bei der Landtagswahl 1962 verlor die CDU ihre absolute Mehrheit. Ministerpräsident Franz Meyers (CDU) gelang aber die Bildung einer Koalition mit der FDP. Nach der Landtagswahl im Juli 1966 konnte sich die Koalition mit einer Mehrheit von zwei Landtagssitzen gegenüber der SPD behaupten.
Nach dem Vorbild des Bundeskanzlers Kurt Georg Kiesinger, der im Dezember 1966 eine CDU/SPD-Regierung geformt hatte, entschied sich der zunächst im Amt bestätigte Franz Meyers (vorerst heimlich), eine große Koalition in Nordrhein-Westfalen anzustreben. Nachdem seine Pläne öffentlich geworden waren, entließ er seine FDP-Minister. Entgegen seinen Plänen bildete die SPD aber keine Regierung mit ihm. Neuer Ministerpräsident, der erste von der SPD, wurde Heinz Kühn fünf Monate nach der Wahl. Mit Stimmen der FDP kam er über ein Misstrauensvotum im Landtag ins Amt.
Im Jahr 1965 trat die ab 1958 vorbereitete EUREGIO offiziell in Kraft. Die EUREGIO war die erste Europaregion mit nordrhein-westfälischer Beteiligung. In den 1970ern folgten die Euregio Rhein-Waal, die Euregio Rhein-Maas-Nord und die Euregio Maas-Rhein.
1969 begann die Landesregierung mit der Durchführung umfangreicher Gebietsreformen, die ihren Abschluss erst 1975 fanden. Gegen teils heftige Proteste wurden Großgemeinden und größere kreisfreie Städte geschaffen und der Zuschnitt der Kreise und kreisfreien Städte neu geordnet, um leistungsfähigere Kommunen zu schaffen.
1962 nahm der Forschungsreaktor in Jülich seinen Betrieb auf. Damit ging eine Einrichtung in Betrieb, die heute eine der größten Forschungseinrichtungen des Landes ist und mittlerweile als Forschungszentrum Jülich bekannt ist.
In den 1960er Jahren begann eine Periode des Hochschulneubaus in Nordrhein-Westfalen, das bisher über nur wenige Einrichtung dieser Art verfügte. 1961 wurde der Bau der Ruhr-Universität Bochum beschlossen, deren erste Fachbereiche 1965 eröffnet werden konnten. Im selben Jahr wurde in Düsseldorf die bisherige Medizinische Akademie in die Universität Düsseldorf umgewandelt. 1968 eröffnete die Universität Dortmund, 1969 die Universität Bielefeld.
Um den Lehrerbedarf an den Schulen des Landes zu decken, wurden ab 1963 von Kultusminister Paul Mikat auch Seiteneinsteiger (sogenannte „Mikätzchen“) zum Lehramtsstudium zugelassen. Die Volksschulen wurden Mitte der 1960er Jahre gemäß dem Hamburger Abkommen durch ein Schulsystem mit Grundschulen ersetzt, auf denen die Hauptschulen neben den Realschulen und Gymnasien als weiterführende Schulen aufbauten. 1968 verständigten sich SPD und CDU auf die Einführung der Gemeinschaftsschule als Regelschule. Eine Konfessionsschule (Haupt- oder Realschule) kann nach dieser Verständigung in Nordrhein-Westfalen auf Wunsch der Eltern und bei ausreichend gewährleisteter Schulgröße gleichwohl weiter in staatlicher Trägerschaft eingerichtet bzw. beibehalten werden.
In Marl wurde 1964 der Grimme-Preis erstmals vergeben. 1967 fand in Köln die erste Art Cologne statt.
1964 verübte Walter Seifert den in der Geschichte des Landes schwersten Amoklauf in Köln-Volkhoven. Elf Menschen starben, acht Schüler, zwei Lehrerinnen und der Attentäter selbst.
Das 1961 mit der Türkei geschlossene Anwerbeabkommen führte, beginnend in den 1960er Jahren, zu einem Zuzug türkischer Arbeiter. Insbesondere die Industrien im Ballungsraum Rhein-Ruhr erhielten so die im Wirtschaftswunder händeringend gesuchten zusätzlichen Arbeitskräfte. Heute stellt die Bevölkerungsgruppe mit türkischem Migrationshintergrund die größte Gruppe der Migranten im Land.
Besonders die Schwerindustrie des „Wirtschaftswunderlandes Nordrhein-Westfalen“ erzeugte massive Umweltprobleme. Daher war die starke Umweltbelastung, die sich gerade im Ruhrgebiet zeigte, bereits 1961 ein wichtiges Thema im Bundestagswahlkampf Willy Brandts.
1962 eröffnete in Essen die erste Aldi-Filiale; als typischer Discounter gestaltet legte sie den Grundstein für das spätere Einzelhandelsimperium der Essener Albrecht-Brüder. Anfang der 1960er Jahre gelang in Bochum die Ansiedelung eines Opel-Werkes, in dem ab 1962 der Kadett gefertigt wurde. Neben den Ford-Werken in Köln wurde es das zweite große Automobilwerk im Land.
Das Zechensterben weitete sich 1966 mit der Stilllegung der Zeche Graf Bismarck auch auf bisher für rentabel gehaltene Zechen aus. Stilllegungen aus mutmaßlich rein ökonomischen Gründen, nämlich um hohe Stilllegungsprämien zu erhalten, waren besonders umstritten. Die Bundesregierung griff mit Bundeswirtschaftsminister Karl Schiller 1967 in die Krise des Bergbaus ein und initiierte eine konzertierte Aktion. Die Regierung drohte mit Streichung der Subventionen, falls sich Tarifpartner und Regierung nicht auf ein neues Kohlegesetz hätten einigen würden. Dieses Gesetz trat dann 1968 in Kraft. Auf den Druck der Bundesregierung hin schlossen sich die meisten der Bergbauunternehmen zur Ruhrkohle AG zusammen. Dieses Großunternehmen sollte im Wettbewerb mit ausländischer Kohle schlagkräftiger sein, konnte das Zechensterben letztlich aber nur verzögern.
In Köln erschien 1964 erstmals der Express als Konkurrenz zur Bild-Zeitung und behauptete sich bis heute im Rheinland gegen sie im Marktsegment der Boulevardzeitungen.

### 1970er Jahre

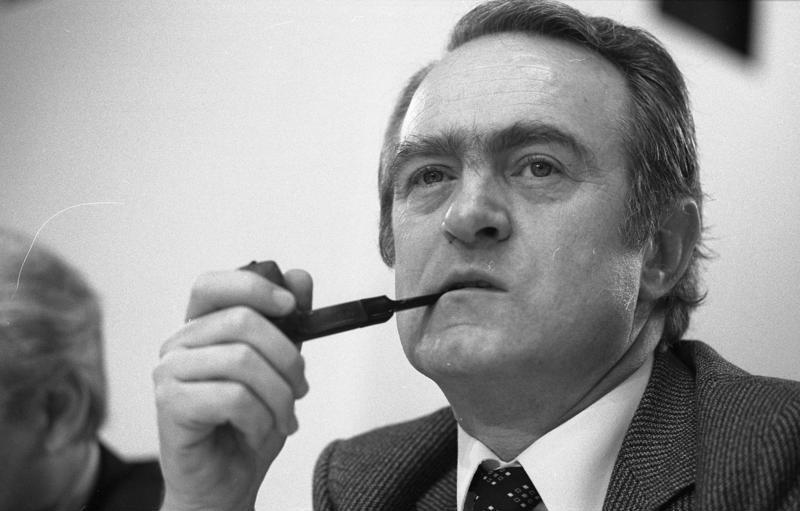
Johannes Rau, Nordrhein-Westfalens sechster Ministerpräsident von 1978 bis 1998, Deutschlands achter Bundespräsident von 1999 bis 2004

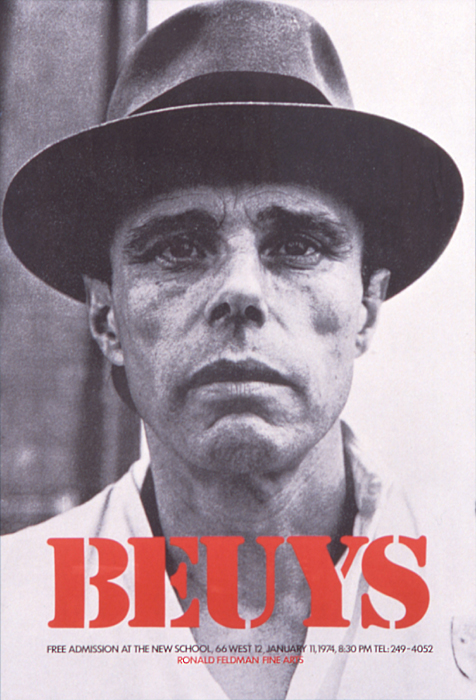
Der Niederrheiner Joseph Beuys, Aktionskünstler, Hochschullehrer an der Kunstakademie Düsseldorf und Schöpfer der Idee der Sozialen Plastik, gilt heute weltweit als einer der bedeutendsten Künstler des 20. Jahrhunderts.

Die Landtagswahl 1970 ermöglichte SPD-Ministerpräsident Heinz Kühn die Fortsetzung seiner Regierung. Sein Koalitionspartner FDP schaffte aber nur knapp den Einzug in den Landtag, und die CDU wurde stärkste Partei nach Anteil der Stimmen. Die Wahl war die erste Landtagswahl nach Senkung des Wahlalters von 21 auf 18 Jahre. Die SPD gründete 1970 als erste der großen Volksparteien einen Landesverband, der das ganze Nordrhein-Westfalen umfasste.
1974 scheiterte ein Volksbegehren gegen die heftig umstrittene kommunale Gebietsreform. Damit konnte auch die letzte Stufe der Gebietsreform 1975 wie geplant in Kraft treten. Aus über 2300 kreisangehörigen Gemeinden wurden rund 373 Gemeinden. Durch Kreisreform wurden aus 57 (Land-)Kreisen im Jahr 1966 bis 1975 31 Kreise; die Anzahl der kreisfreien Städte wurde von 38 im Jahr 1966 auf 23 im Jahr 1975 reduziert. Nordrhein-Westfalen ordnete damit in nur wenigen Jahren wie kein zweites Land seine Gemeindezuschnitte radikal neu. Im Bundesvergleich hat bis heute kein anderes Flächenland ähnlich bevölkerungsreiche Gemeinden. 1972 wurde auch der Regierungsbezirk Aachen aufgelöst und sein Gebiet dem Regierungsbezirk Köln zugeschlagen.
Nach der Landtagswahl 1975 konnte Ministerpräsident Kühn als Spitzenkandidat der SPD erneut eine SPD/FDP-Regierung formen. Stärkste Kraft wurde aber wiederum die CDU. Wegen der WestLB-Affäre trat Heinz Kühn 1978 zurück. Kühns Nachfolger wurde Johannes Rau.
Die Regierung kündigte 1976 die Einführung der Kooperativen Schule an und stieß damit auf großen Widerspruch in der Bevölkerung. Ein Volksbegehren gegen die Einführung wurde organisiert und erhielt die nötige Unterstützung der Bürger. Die Einführung der neuen Schulform wurde 1978 daraufhin gestoppt. Es sollte das einzige erfolgreiche Volksbegehren im Land bis heute bleiben.
Der deutsche Herbst des Jahres 1977 begann mit der Entführung Hanns-Martin Schleyers in Köln und erschütterte das deutsche und auch das nordrhein-westfälische Justiz- und Politiksystem.
Ab 1971 wurden die Fachschulen in Nordrhein-Westfalen in 15 Fachhochschulen umgewandelt; 1972 folgten fünf Gesamthochschulen. 1975 wurde die in Deutschland einzigartige Fernuniversität Hagen gegründet.
In der ehemaligen Landeshauptstadt Lippes wurde 1971 das Westfälische Freilichtmuseum eingeweiht. 1972 erhielt der Kölner Heinrich Böll den Nobelpreis für Literatur. Wegen einer angeblich amtspflichtwidrigen Kunst- und Protestaktion entließ der Bildungsminister Johannes Rau 1972 den damals schon weltberühmten Joseph Beuys aus seiner Anstellung an der Kunstakademie Düsseldorf. Rau löste damit einen Protest gegen die Entlassung aus, der von vielen Künstlern und Studenten sowie von einem Teil der Öffentlichkeit unterstützt wurde. 1974 gründete Pina Bausch ihr Tanztheater in Wuppertal und entwickelte sich zu einer Größe der internationalen Tanzszene.
Zur Fußball-Weltmeisterschaft 1974 wurden in den nordrhein-westfälischen Spielorten Düsseldorf (Rheinstadion), Dortmund (Westfalenstadion) und Gelsenkirchen (Parkstadion) „moderne“ Multifunktionsstadien mit Spielfeld und Leichtathletikbahn neu errichtet oder zu solchen modernisiert. Das zunächst auch als Austragungsort in Betracht gezogene Müngersdorfer Stadion in Köln wurde bis 1974 neu errichtet. Im nicht modernisierten Bökelberg-Stadion dominierte Borussia Mönchengladbach den Profifußball der 1970er Jahre. Zwischen 1970 und 1979 wurde die Mannschaft fünfmal deutscher Meister, gewann zweimal den UEFA-Cup, je einmal den DFB-Pokal und den Supercup. 1976 wurde das Spielcasino Aachen als erstes Spielcasino im Land eröffnet. Bis 2007 folgten drei weitere.
Der Prozess um das Verstümmelungen an ungeborenen Kindern verursachende Schlafmittel Contergan, das das nordrhein-westfälische Unternehmen Grünenthal produziert hatte, wurde 1970 durch einen Vergleich beendet.
1971 wurde Bertelsmann in eine Aktiengesellschaft umgewandelt. Dem zügigen Aufstieg zu einem der größten Medienunternehmen der Welt wurde damit ein Grundstein gelegt. 1977 brachte der Bertelsmann-Hauptaktionär Reinhard Mohn seine Anteile in die Bertelsmann Stiftung ein, die sich in der Folge zu einer der größten deutschen Stiftungen entwickelte.
1974 führten Spekulationsgeschäfte der Kölner Herstatt-Bank zur bis dahin größten Insolvenz im Bankwesen der Nachkriegsgeschichte.
Bis Mitte der 1970er Jahre war die Stahlindustrie konkurrenzfähig. Sie erzielte noch 1974 einen Rekordausstoß, geriet dann aber zunehmend, wie zuvor schon der Steinkohlenbergbau, in eine große Krise, die teils der aufkommenden ausländischen Konkurrenz teils der Ölkrise, die zu hohen Energiepreisen geführt hatte, geschuldet war. Die Milderung der Auswirkungen dieser Strukturkrise und die Gestaltung des Strukturwandels wurden ein zentrales Thema aller folgenden Landesregierungen. 1979 startete die Landesregierung das Aktionsprogramm Ruhr. Das Ruhrgebiet sollte sauberer werden und die Bewohner sollten durch Bildung in die Lage versetzt werden, Tätigkeiten jenseits der Montanindustrie auszuüben. Die Landesregierung verwandte dafür große Teile des Haushaltes. Dabei verschuldete sich das Land immer stärker. Die Ertragskraft des Landes war Ende der 1970er Jahre durch Stahl- und Kohlenkrise soweit gefallen, dass Nordrhein-Westfalen 1979 erstmals kein Geberland im Länderfinanzausgleich mehr war. Auch im folgenden Jahrzehnt sollte es unter den Nettoempfängern im Finanzausgleich bleiben. Den Höhepunkt erreichte die Stahlkrise rund ein Jahrzehnt später, als die Proteste gegen die Schließung des Rheinhausener Stahlwerks gewaltige Ausmaße annahmen. Ende der 1980er Jahre arbeiteten nur noch rund 4 % der Beschäftigten in der Montanindustrie.

### 1980er Jahre

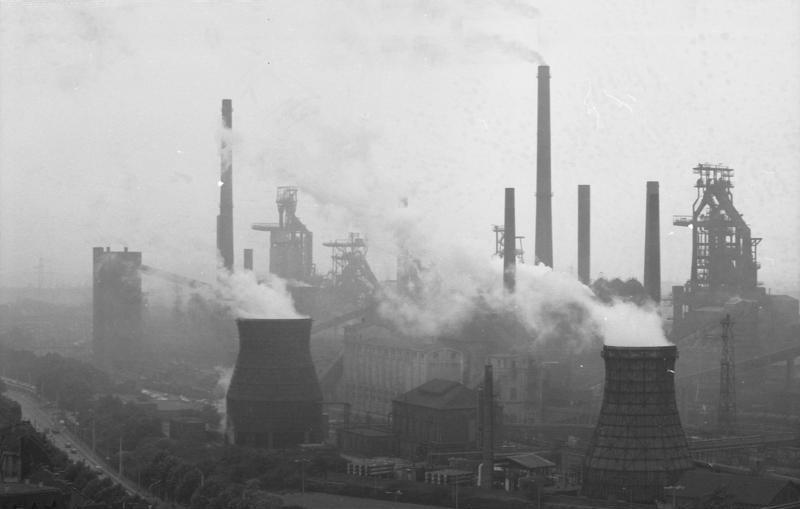
1988: Stahlwerk von Thyssen in Duisburg

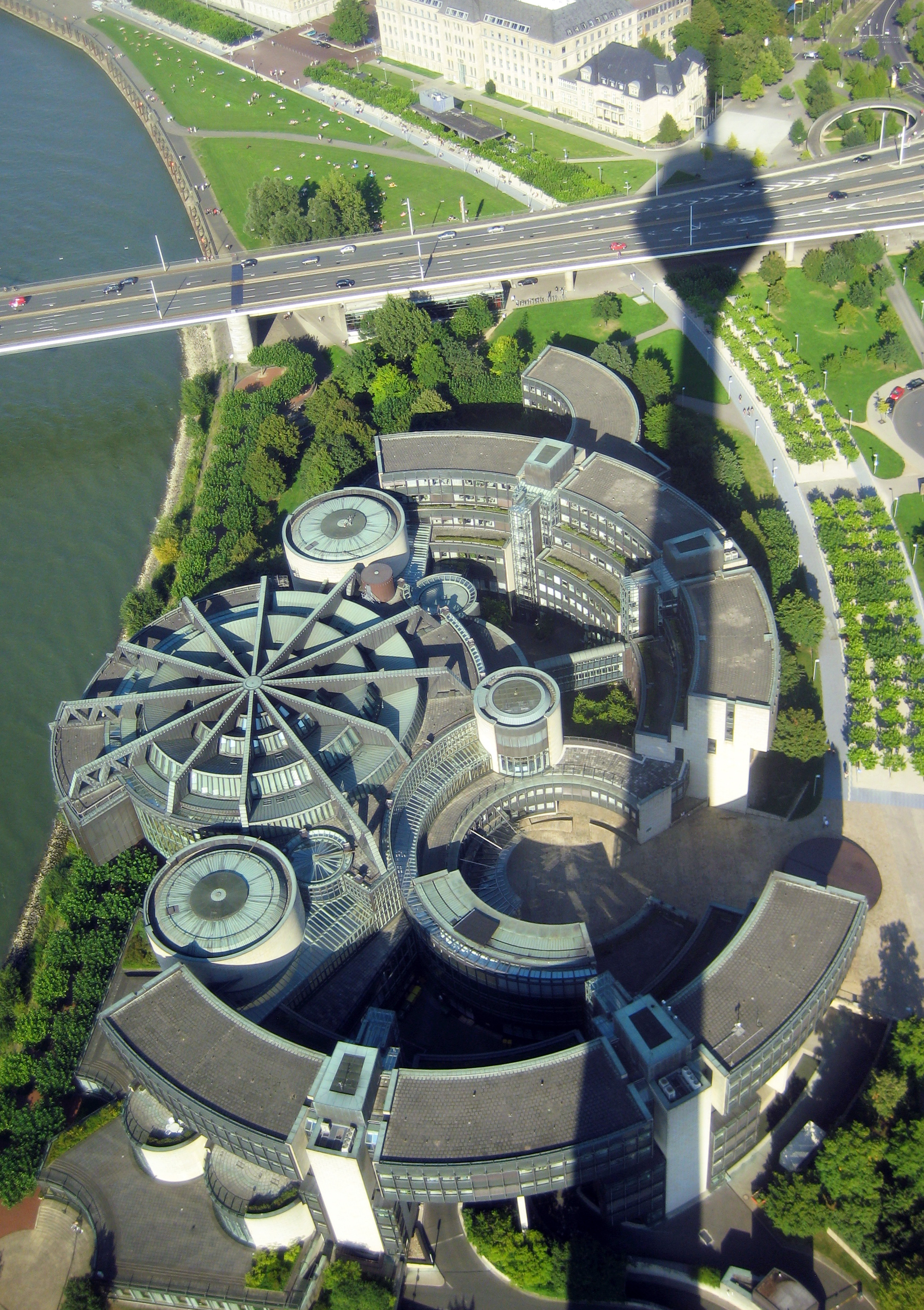
Landtag Nordrhein-Westfalen: seit 1988 ist der Neubau am Rheinknie der Mittelpunkt des Regierungsviertels in Düsseldorf

Bei der Landtagswahl 1980 verpasste die FDP ganz knapp die Fünfprozenthürde. Dadurch besaß die SPD als größere der beiden Fraktionen die absolute Mehrheit im Landtag. Zum Ministerpräsidenten wählte der Landtag mit den Stimmen der SPD-Fraktion Johannes Rau, der bereits seit 1978 Ministerpräsident war und es bis 1998 blieb. Seine Beliebtheit sicherte der NRW-SPD für die folgenden drei Legislaturperioden die absolute Mehrheit. Das Land wurde in der Folge von politischen Kommentatoren als „Herzkammer der Sozialdemokratie“ oder als „Stammland der SPD“ tituliert, deren Basis die Arbeitermilieus des Ruhrgebietes bildeten. 1988 wurde der neue Landtag des Landes am Rheinufer in Düsseldorf eingeweiht. Knapp 42 Jahre nach Gründung des Landes erhielt das Landesparlament ein erstmals für seine Bedürfnisse konzipiertes Gebäude. Mit ihm wurde auch der Grundstein für die Entwicklung eines Regierungsviertels am Düsseldorfer Rheinknie gelegt. 1986, 40 Jahre nach der Staatsgründung, fusionierten die beiden CDU-Parteiverbände für das Rheinland und für Westfalen-Lippe zur CDU Nordrhein-Westfalen.
1987 stimmte der Landtag dem Kauf von 37.000 Wohnungen aus dem nordrhein-westfälischen Bestand der überschuldeten Neuen Heimat zu.
1984 gründete Cemaleddin Kaplan in Köln eine radikale fundamentalistische Bewegung. Der selbst ernannte „Kalif von Köln“ starb 1995, sein Sohn Metin Kaplan folgte ihm als „Kalif“. Erst im Jahre 2001, nach langen juristischen Auseinandersetzungen, verbot der deutsche Rechtsstaat den Kalifatstaat und schob Kaplan in die Türkei ab.
1981 wurden die Gesamtschulen nach ausgiebiger Testphase endgültig ins nordrhein-westfälische Schulsystem integriert. 1983 eröffnete die erste Privatuniversität des Landes. Bald schon war die Universität Witten-Herdecke aber auf Staatszuschüsse angewiesen, die ab 2007 gewährt wurden.
1986 wurde in Köln das Museum Ludwig eingeweiht. Seit 1988 sendet RTL aus Köln und entwickelt sich im Folgenden zu einem der größten privaten Rundfunkunternehmen des Landes. 1989 fand in Köln die erste Musikmesse popkomm statt.
1985 wurde erstmals Smog-Alarmstufe III in Teilen des Ruhrgebietes ausgerufen. Der PKW-Verkehr und die Industrieproduktion wurden eingeschränkt; die Umweltbelastung im Ruhrgebiet hatte eine neue Qualität erreicht. Der 1980 unterzeichnete Jahrhundertvertrag sollte die heimische Steinkohle gegenüber importierter Steinkohle zur Verstromung bevorteilen. Der 1980 eingeführte Kohlepfennig diente der Finanzierung dieser Subvention heimischer Steinkohle. 1986 wurde der Kohlepfennig wegen verfassungsrechtlicher Bedenken wieder abgeschafft; die nordrhein-westfälischen Zechen wurden seitdem durch direkte staatliche Subventionen in die Lage versetzt, ihren Betrieb aufrechtzuerhalten. 1982 erreichte die Stahlkrise ihren symbolischen Höhepunkt. Die Krupp Stahl AG kündigte die Schließung des Stahlwerkes in Rheinhausen an, weil die heimische Stahlproduktion gegenüber ausländischer Importware nicht konkurrenzfähig sei. Anvisiert wurde eine Schließung für das Jahr 1988. Durch massive Proteste und Arbeitskämpfe im Jahr 1987 wurde das Überleben des Werkes verlängert, es wurde aber 1993 letztlich doch stillgelegt.
1989 wurden die Kernreaktoren in Jülich und der schnelle Brüter in THTR 300 in Hamm stillgelegt. Bei Letzterem kam es zu erheblichen Betriebsstörungen bis hin zu einem Austritt von Radioaktivität im Jahr 1986.

### 1990er Jahre

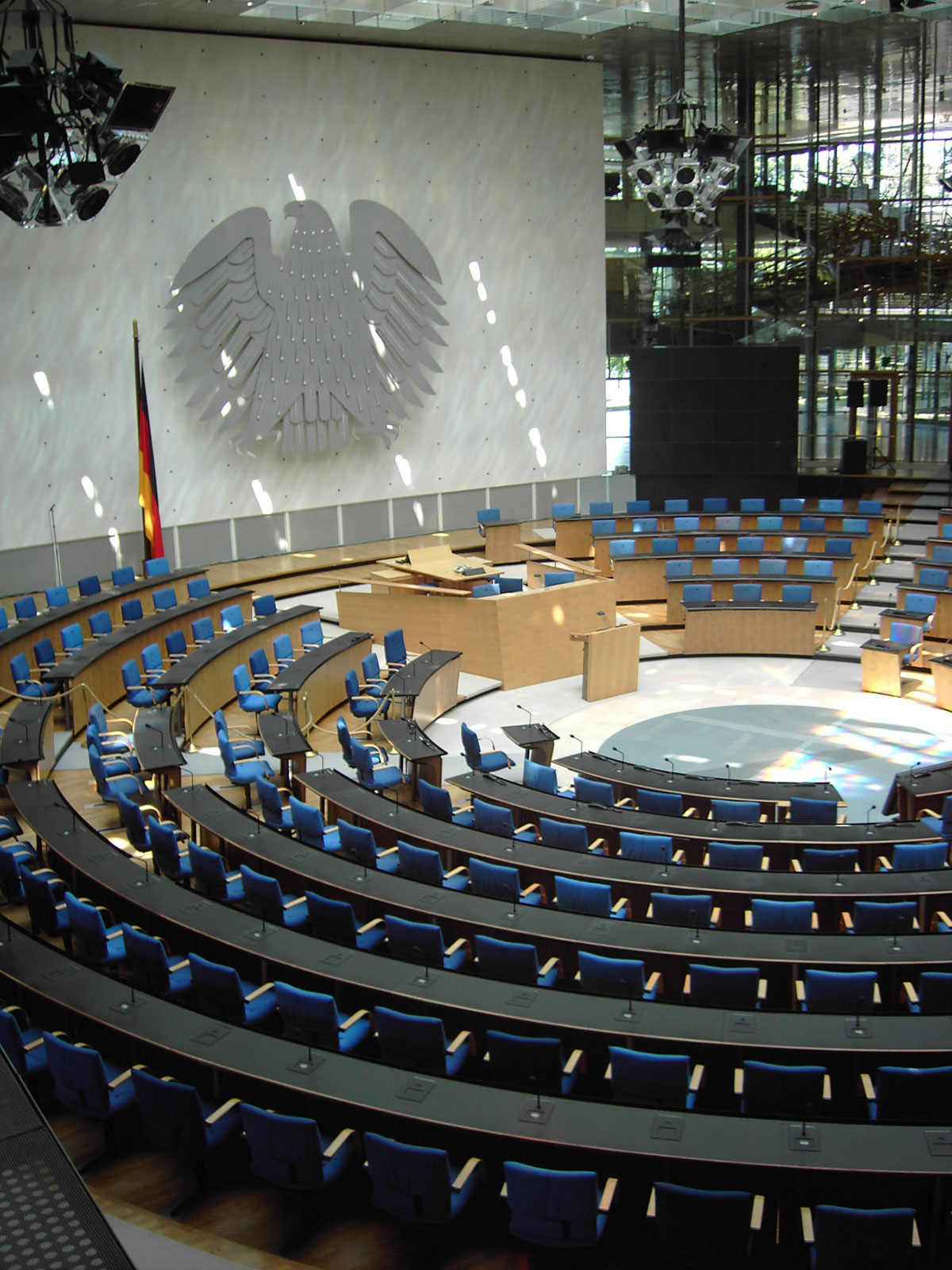
Neuer Plenarsaal des Deutschen Bundestages in Bonn: nur von 1992 bis 1999 genutzt, 1999 zog das Parlament nach Berlin

Die Landtagswahl 1990 brachte der SPD und ihrem Spitzenkandidaten Johannes Rau zum dritten Mal in Folge eine absolute Mehrheit. Die Grünen schafften erstmals den Einzug in das Landesparlament.
1991 beschloss der Bundestag den Umzug der Regierung und des Parlaments nach Berlin, das das „Provisorium“ als neue Bundeshauptstadt ablöste. Dennoch verblieben Teile der Regierung und andere Bundeseinrichtungen in Bonn, das für den Verlust seiner Hauptstadtfunktion den Titel Bundesstadt erhielt. Als Standort bedeutender (ehemaliger) Staatsunternehmen wie die Nachfolgeunternehmen der Deutschen Bundespost und durch den Zuzug wichtiger UN-Einrichtungen konnte der Wegzug der Regierung und des Parlaments weitgehend kompensiert werden. Neubauten bedeutender staatlicher Museen schufen im alten Regierungsviertel zusätzlich die landesweit einzigartige Museumsmeile.
1995 verfehlte die SPD erstmals seit 1980 die absolute Mehrheit. Johannes Rau konnte Ministerpräsident bleiben, war aber auf eine Koalition der Fraktionen SPD und Grüne angewiesen. Die Genehmigung des Tagebaus Garzweiler II führte die rot-grüne Koalition bereits 1996 an den Rand des Scheiterns. 1998 trat Johannes Rau als einer der am längsten amtierenden Ministerpräsidenten Deutschlands zurück. 1999 wählte ihn die Bundesversammlung zum Bundespräsidenten. Rau war nach Gustav Heinemann, Heinrich Lübke und Walter Scheel der vierte Nordrhein-Westfale in diesem Amt. Nachfolger als Ministerpräsident wurde Wolfgang Clement. Er verlegte die Staatskanzlei des Landes Nordrhein-Westfalen in das Bürohochhaus Stadttor. Die Entscheidung Clements, das Justiz- und Innenministerium zusammenzulegen, provozierte großen Widerspruch und hatte nur ein Jahr bestand, da der Verfassungsgerichtshof 1999 die Fusion beendete. Die Kommunalwahlen 1999 brachten gleich mehrere Neuerungen mit sich: Das Wahlalter sank auf 16 Jahre, die 5-Prozent-Hürde wurde für ungültig erklärt, und die Doppelspitze wurde abgeschafft, so dass die nun hauptamtlichen (Ober-)Bürgermeister und Landräte erstmals direkt zu wählen waren.
1992 ereignete sich das schwerste Erdbeben im nordrhein-westfälischen Rheingraben seit 1756. Das Erdbeben mit dem Epizentrum im niederländischen Grenzort Roermond verursachte in Nordrhein-Westfalen Schäden in Höhe von etwa 150 Millionen Euro.
1993 starben bei dem rechtsextremistisch motivierten Brandanschlag von Solingen fünf Menschen. Der Anschlag löste bundesweite Empörung aus. Bereits 1992 hatten rund 100.000 Menschen unter dem Motto Arsch huh, Zäng ussenander in Köln gegen rechtsextreme Gewalt demonstriert.
1994 wurde die Britische Rheinarmee aus dem Land abgezogen, offiziell endete damit die britische Besatzung des Landes. Nur wenige Truppen verblieben unter der Bezeichnung „Britische Streitkräfte in Deutschland“ im Land, vor allem in Ostwestfalen, wurden aber im Folgenden immer weiter reduziert.
1990 starteten die ersten lokalen Radioprogramme. Die meisten davon hatten sich im Verbund Radio NRW zusammengeschlossen. 1991 wurde die Filmstiftung Nordrhein-Westfalen gegründet. In den folgenden Jahren unterstützte die Filmstiftung zahlreiche erfolgreiche Filmproduktionen. In Köln wird 1993 eines der beliebtesten Museen des Landes eröffnet, das Schokoladenmuseum. 1993 starteten in Köln mit VIVA und VOX zwei weitere Fernsehsender, 1997 folgte dort noch der Sender Phoenix. 1998 wurde mit der Kölnarena die bisher größte Multifunktionshalle Deutschlands eröffnet.
1994 gewann der Rheinländer Michael Schumacher seine erste Weltmeisterschaft und begann damit eine der erfolgreichsten Karrieren eines nordrhein-westfälischen Sportlers. 1997 gewann mit Borussia Dortmund einer der Traditionsvereine des Ruhrgebiets die Champions League und den Weltpokal.
1999 endete die 1989 gestartete Internationale Bauausstellung Emscher Park (IBA), die vor allem die Bewältigung des Strukturwandels im Ruhrgebiet in städtebaulicher und kultureller Hinsicht zum Thema hatte.
1990 geriet Nixdorf Computer, bislang eines der innovativsten IT-Unternehmen des Landes – mit Sitz in Paderborn, in wirtschaftliche Probleme und musste mit Hilfe der Siemens AG zum Nachfolgeunternehmen Siemens Nixdorf umgeformt werden, um die meisten Arbeitsplätze zu erhalten.
Das bereits 1985 fast fertiggestellte Kernkraftwerk Kalkar wurde nicht in Betrieb genommen, 1991 wurde das Projekt endgültig aufgegeben. 1994 wurde mit dem Kernkraftwerk Würgassen auch das letzte nordrhein-westfälische Kernkraftwerk stillgelegt. Die von der anhaltenden Stahlkrise schwer angeschlagenen Stahlkonzerne des Landes konsolidierten in den 1990er Jahren ihre Unternehmen. Zunächst wurde aus der Hoesch AG und Krupp 1992 die Friedrich Krupp AG Hoesch-Krupp geformt, die ihrerseits 1997 mit Thyssen in der ThyssenKrupp AG aufging. Düsseldorf begann Ende des Jahrzehnts mit der Entwicklung des futuristisch anmutenden Medienhafens, der vor allem Dienstleistungs- und Medienunternehmen auf das ehemalige Industriehafenareal locken sollte.
In Oberhausen wurde ab 1992 das Gelände der früheren Gutehoffnungshütte zur Neuen Mitte umgeformt, als dessen Kern das Einkaufszentrum CentrO 1996 eröffnet wurde. Die Projekte in Düsseldorf und Oberhausen stehen exemplarisch für weitere Projekte zur Gestaltung des Strukturwandels wie der Mediapark und der Rheinauhafen in Köln oder der Innenhafen Duisburg, der wiederum im Rahmen der IBA initiiert wurde.

### 2000er Jahre

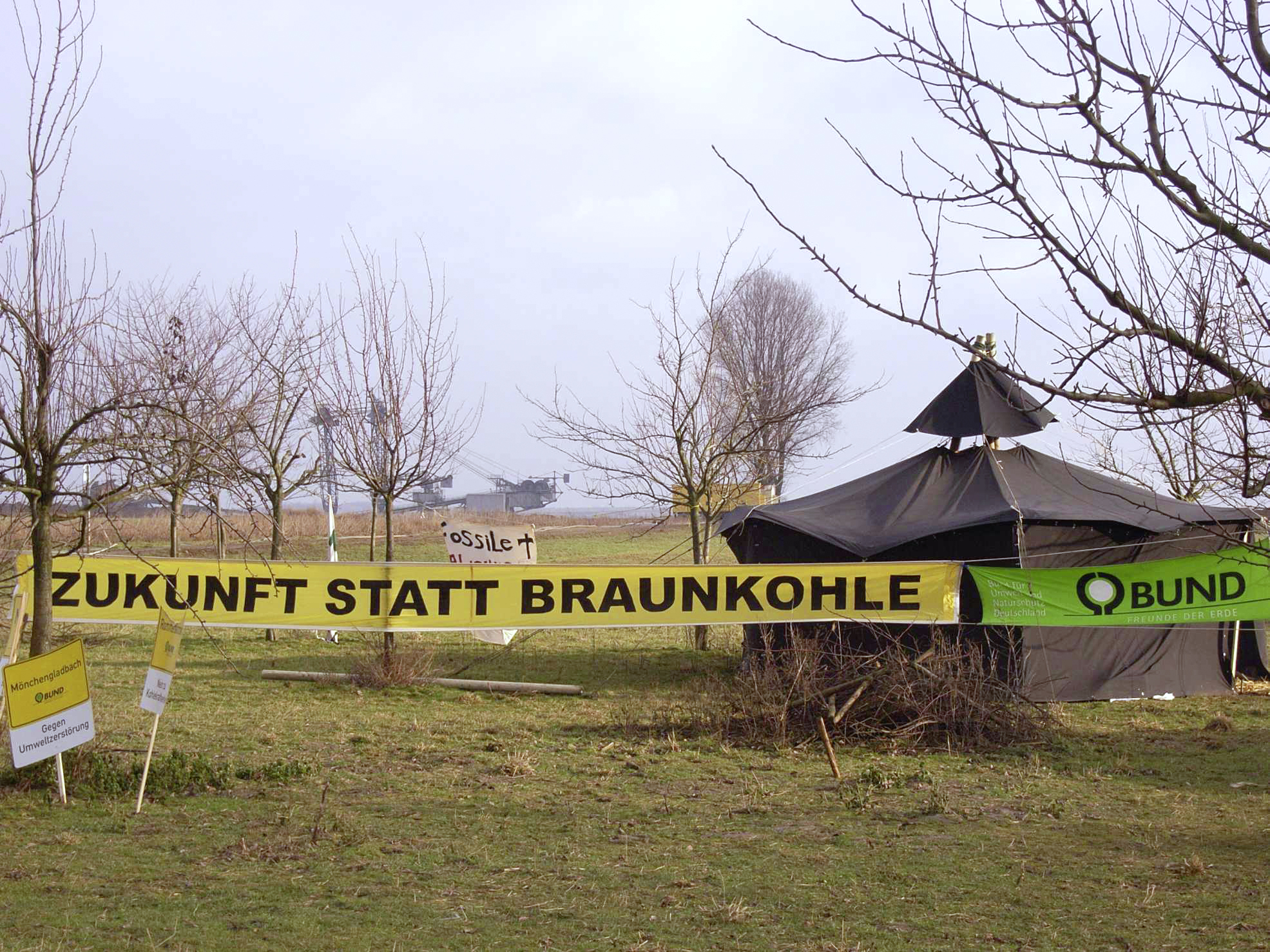
Protest der Anti-Kohlekraft-Bewegung gegen Garzweiler II

Die Landtagswahl 2000 führte zu einer Bestätigung Wolfgang Clements im Amt des Ministerpräsidenten, um für eine weitere Legislaturperiode die rot-grüne Landesregierung anzuführen. Bereits 2001 geriet seine Regierung im Zusammenhang mit dem Verkauf des Trickfilmstudios Oberhausen (HDO) unter erhebliche Kritik. Kern der Vorwürfe war eine Täuschung des Käufers durch geschönte Bilanzen des Studios und eine verfehlte Subventionspolitik der Landesregierung. 2002 wird Wolfgang Clement nach der Bundestagswahl Minister der Bundesregierung. Der Landtag wählte den bisherigen Landesfinanzminister Peer Steinbrück zu seinem Nachfolger als Ministerpräsidenten. Zur Landtagswahl 2005 trat Steinbrück erstmals als SPD-Spitzenkandidat an. Die Landtagswahl löste ein politisches „Erdbeben“ aus. Die Wähler ermöglichten ein schwarz-gelbes Bündnis und die Wahl Jürgen Rüttgers (CDU) zum Ministerpräsidenten. Damit war die SPD in ihrem bis dahin als Stammland angesehenen Nordrhein-Westfalen erstmals seit fast 40 Jahren nicht mehr an der Regierung beteiligt.
2003 wurden die Gesamthochschulen in reguläre Universitäten überführt. 2006 ermöglichte die neugewählte CDU/FDP-Regierung den Hochschulen des Landes die Erhebung von Studiengebühren. In mehreren ländervergleichenden PISA-Studien belegte Nordrhein-Westfalens Schulsystem in vielen Fächern nur hintere Plätze im Bundesvergleich, was hitzige Diskussionen um die Qualität des nordrhein-westfälischen Schulsystems auslöste. 2007 führte die Landesregierung erstmals das Zentralabitur im Land ein.
2009 wurde zum ersten Mal seit den 1970er Jahren wieder eine Kreisreform im Land durchgeführt. Die Stadt Aachen und der Kreis Aachen wurden in der Städteregion Aachen zusammengefasst, um damit ein neuartiges Regionsmodell in Nordrhein-Westfalen zu erproben.
2001 ernannte die UNESCO die 1986 stillgelegte Zeche Zollverein nach dem Aachener Dom, den Schlössern Augustusburg und Falkenlust und dem Kölner Dom zur vierten Weltkulturerbestätte des Landes. Der Industriekomplex, einst eine der größten Zechen der Welt, ist ein einzigartiges Zeugnis der Montanindustrie im Ruhrgebiet. Die Zeche und die Kokerei Zollverein wurden nach der Stilllegung als Industriedenkmal erhalten und als Kultur- und Museumsstandorte nutzbar gemacht.
2001 fand die erste lit.Cologne statt. Diese Veranstaltung entwickelte sich in den Folgejahren zum größten Literaturfestival in Nordrhein-Westfalen. 2001 erhielt das Wallraf-Richartz-Museum und seine überregional bedeutende Kunstsammlung in Köln einen neuen Museumsbau. Die zeitgenössische Sammlung des Kunsthauses war seit 2002 im ehemaligen Landtagsgebäude der Öffentlichkeit zugänglich. 2004 fand in Köln erstmals die c/o pop statt, die auch als Reaktion auf die Abwanderung der Popkomm nach Berlin, der bis dahin größten Musikmesse des Landes, ins Leben gerufen worden war. Im Gegensatz zur Popkomm in Berlin konnte sich die c/o pop seit 2004 einer steigenden Beliebtheit erfreuen. 2007 erfolgte in Köln die Eröffnung des Neubaus für das Museum Kolumba.
Die mittlerweile in Nordrhein-Westfalen heimisch gewordenen muslimischen Bürger planten ab etwa 2000 an vielen Orten im Land repräsentative Moscheen. Einige der Bauvorhaben in Nordrhein-Westfalen stießen dabei auf heftige Proteste. Vor allem gegen die DITIB-Zentralmoschee Köln wurde massiv protestiert. Im von Migranten geprägten Duisburg-Marxloh verlief der Bau der 2008 Mekrez-Moschee dagegen weitgehend reibungslos.
Bis Mitte des Jahrzehnts gaben die belgischen Streitkräfte ihre letzte Garnison im Land auf. 2004 wurde dadurch die Gründung des Nationalparks Eifel möglich. Der Nationalpark umfasst auch Teile eines bis dahin vom belgischen Militär genutzten Geländes und ist der erste Nationalpark des Landes.
2009 stürzte das Kölner Stadtarchiv infolge von Bauarbeiten an der U-Bahn ein. Unschätzbar kostbare Dokumente der Regional- und Landesgeschichte wurden dabei in den Trümmern verloren oder beschädigt.
2001 wurde die Arena AufSchalke in Gelsenkirchen, das modernste Stadion des Landes in Gelsenkirchen, gleich neben dem traditionsreichen Parkstadion eingeweiht. Im selben Jahr beschlossen die Düsseldorfer Ratsherren den Bau der Multifunktionsarena (LTU-Arena), die das traditionsreiche Rheinstadion ersetzen sollte und als Spielstätte für die Fußballweltmeisterschaft angedacht war. Als Spielstätten der Fußball-Weltmeisterschaft 2006 in Nordrhein-Westfalen wurden allerdings das bis 2003 grunderneuerte Müngersdorfer Stadion, die Arena in Gelsenkirchen und das bis 2003 ständig erweiterte Westfalenstadion in Dortmund als größtes Stadion des Landes ausgewählt.
Der Telekommunikationskonzern Vodafone übernahm im Jahr 2000 die Mannesmann AG in einer der bis heute größten und umstrittensten Fusionen der deutschen Wirtschaftsgeschichte. Mit der Übernahme verlor eines der größten Unternehmen der nordrhein-westfälischen Montanindustrie seine Unabhängigkeit. Die Abfindungszahlungen für den damaligen Vorstandsvorsitzenden Klaus Esser lösen bundesweite Empörung aus und führen zu einem der größten Wirtschaftsprozesse Deutschlands.
2003 wurden bei der sich weitgehend im Kommunal- und Landesbesitz befindlichen WestLB finanzielle Probleme offenkundig, die sich in den Folgejahren aus verschiedenen Gründen fortsetzten. Die Folgen der Finanzkrise verstärkten die finanzielle Schieflage der größten Bank des Landes. Die Landesregierung erwog spätestens seit der Finanzkrise eine Fusion mit einer weiteren Landesbank oder einen Verkauf der Bank. In der Finanzkrise geriet auch die Privatbank Sal. Oppenheim mit Sitz in Köln in erhebliche Schieflage, sie wurde 2009 von der Deutschen Bank übernommen. Dazu beigetragen hatte die Insolvenz von der Karstadt-Muttergesellschaft Arcandor, einem der größten nordrhein-westfälischen Handelsunternehmen.
2008 schloss der finnische Nokia-Konzern das Nokia-Werk Bochum und verlagerte die Produktion nach Rumänien. Empörung und Proteste provozierte die Entscheidung einerseits, weil das Werk in Bochum keine Verluste schrieb, und andererseits, weil das Nokia-Werk als Vorzeigeobjekt einer krisensicheren Nachfolgeindustrie für die Montanindustrie im Ruhrgebiet galt. Ab 2009 wurden die Probleme insolventen GM-Konzerns für Bochum bedrohlich, das dortige Opel-Werk des Konzerns wurde Ende 2014 geschlossen.
Im Jahre 2007 wurde die Einstellung des Steinkohlenbergbaus in Deutschland bis 2018 durch Schließung der noch arbeitenden Zechen, die sich alle im Besitz der RAG Deutsche Steinkohle AG befinden, vereinbart. Die neu gegründete RAG-Stiftung als Besitzer der Deutschen Steinkohle soll danach die Begleichung der Ewigkeitskosten sichern. Der „weiße Bereich“ der bisherigen RAG wurde als Evonik Industries ausgegliedert. Evonik, ebenfalls im Besitz der RAG-Stiftung, ist seit der Gründung eines der größten Unternehmen des Landes und soll durch seine Erträge die Stiftungsaufgaben stützen. Voraussichtlich wirtschaftlich weiter betrieben werden kann nach der Vereinbarung der Braunkohlenabbau im Tagebauverfahren im Rheinischen Braunkohlerevier. 2006 wurde mit der Förderung im jahrelang stark umstrittenen Revier Garzweiler II begonnen.

### 2010er Jahre

Förderturm Zeche Zollverein in Essen. Relikt des Steinkohlenbergbaus, Weltkulturerbe und Veranstaltungsort der RUHR.2010

Bei der Landtagswahl in Nordrhein-Westfalen 2010 verlor die CDU/FDP-Regierung ihre Mehrheit, SPD und Grüne bildeten unter Hannelore Kraft (SPD) eine Minderheitsregierung ohne eine Tolerierungsvereinbarung mit anderen Fraktionen zu schließen. Die rot-grüne Koalition schaffte im Februar 2011 die Studiengebühren zum folgenden Wintersemester ab. Erstmals in der Landesgeschichte erklärte der Verfassungsgerichtshof Nordrhein-Westfalen am 15. März 2011 den von der rot-grünen Koalition verabschiedeten Nachtragshaushalt für das Haushaltsjahr 2010 für verfassungswidrig. Auch der Haushalt für 2011 wurde im März 2013 für verfassungswidrig erklärt. Als Begründung führte das Gericht in beiden Urteilen die unzulässig hohe Verschuldung an.
Im Jahr 2012 wurde die Landtagswahl vorgezogen, nachdem sich der Landtag erstmals in seiner Geschichte selbst aufgelöst hatte, da der Haushaltsentwurf im Parlament keine Mehrheit gefunden hatte. Die Landtagswahl 2012 führte zu einer rot-grünen Mehrheit im Parlament, mit der die bisherige Koalition fortgesetzt wurde. Die Linke verfehlte den Einzug in den Landtag, wohingegen die Piratenpartei Nordrhein-Westfalen den erstmaligen Einzug in den Landtag schaffte.
Das Ruhrgebiet war 2010 Kulturhauptstadt Europas. Unter dem Motto RUHR.2010 – Kulturhauptstadt Europas stand die Entwicklung einer der größten Industrieregionen der Welt zu einer kulturell lebendigen Metropolregion im Vordergrund. Der Kulturhauptstadttitel war erstmals nach Nordrhein-Westfalen vergeben worden. In diesem Zusammenhang erhielt das Museum Folkwang einen Neubau. Das Ruhrlandmuseum zog auf das Gelände der stillgelegten Zeche Zollverein. Die Ausstellung wurde völlig neu konzipiert und das Haus führt seither die Bezeichnung Ruhr Museum. Im Zusammenhang mit der RUHR.2010 wurden 60 km der Bundesautobahn A40 von Dortmund bis Duisburg für einen Tag für ein Kulturevent gesperrt und genutzt. Bei der an die RUHR.2010 angelehnten Loveparade in Duisburg wurden bei einem Unglück, ausgelöst durch die drangvolle Enge, 21 Besucher getötet und mindestens 652 weitere teils schwer verletzt.
Bis Mitte 2011 konnte die sich spätestens seit der Finanzkrise ab 2007 in existenzbedrohenden Turbulenzen befindliche zum Teil landeseigene WestLB nicht saniert werden. Ein angestrebter Verkauf oder eine in Erwägung gezogene Fusion mit einer anderen Landesbank scheiterten. Im Juni 2011 entschlossen sich die Eigentümer daher, die WestLB – als erste Landesbank in Deutschland – aufzulösen. Die seit 2002 zur Stützung der Bank aus dem Landeshaushalt geflossenen Mittel in Milliardenhöhe sind damit weitgehend verloren.
Mit der Schließung der Zeche Prosper-Haniel endete die Ära des Steinkohlenbergbaus im Land. Im Zuge der Diskussion um den Kohleausstieg kam es ab 2018 im rheinischen Braunkohlerevier zu teils gewalttätigen Protesten im Hambacher Forst und im Tagebau Garzweiler.

### Chronik
| 21. Juni 1946      | Britisches Kabinett beschließt in Whitehall in London die Gründung des Landes Nordrhein-Westfalen |
| 17. Juli 1946      | Auf einer Pressekonferenz beim Alliierten Kontrollrat in Berlin wird die Zusammenlegung des nördlichen Rheinlands mit Westfalen bekannt gegeben. |
| 24. Juli 1946      | Ernennung von Rudolf Amelunxen zum Ministerpräsidenten durch die britische Besatzungsbehörde |
| 23. August 1946    | Gründung des Landes Nordrhein-Westfalen durch die Verordnung Nr. 46 der britischen Militärregierung |
| 2. Oktober 1946    | Konstituierende Sitzung des Landtags Nordrhein-Westfalen |
| 21. Januar 1947    | Verordnung Nr. 77 der britischen Militärverwaltung zur Eingliederung des Landes Lippe nach Nordrhein-Westfalen tritt vorläufig in Kraft. |
| 20. April 1947     | Erste Landtagswahl. Karl Arnold (CDU) wird erster gewählter Ministerpräsident. |
| 5. November 1948   | Der Landtag in Düsseldorf beschließt das „Gesetz über die Vereinigung des Landes Lippe-Detmold mit dem Land Nordrhein-Westfalen“, Gründung des Landesverbandes Lippe |
| 23. April 1949     | Die Niederlande besetzen einige westliche Gebiete Nordrhein-Westfalens. Erst am 1. August 1963 werden die Gebiete zurückgegeben. |
| 23. Mai 1949       | Das Grundgesetz für die Bundesrepublik Deutschland tritt in Kraft. Nordrhein-Westfalen wird ein Land der Bundesrepublik Deutschland. |
| 10. Mai 1949       | Der Parlamentarische Rat bestimmt Bonn zur vorläufigen Bundeshauptstadt. |
| 18. Juni 1950      | Annahme der Landesverfassung durch Volksentscheid |
| 10. März 1953      | Das Landesgesetz über die Landesfarben, -flagge und -wappen wird verabschiedet. |
| 12. Mai 1953       | Die Landschaftsverbände Rheinland und Westfalen-Lippe werden gegründet. |
| 11. Mai 1954       | Die Gründung des Westdeutschen Rundfunks in Köln wird beschlossen. |
| 20. Februar 1956   | Durch erfolgreiches konstruktives Misstrauensvotum gegen Ministerpräsident Karl Arnold (CDU) wird Fritz Steinhoff (SPD) mit Unterstützung der FDP-Fraktion neuer Ministerpräsident. |
| 21. Juli 1958      | Franz Meyers (CDU) wird neuer Ministerpräsident und Nachfolger von Fritz Steinhoff (SPD). |
| 1960               | Die Schließung der Zeche Prinz Regent ist symbolischer Auftakt für die Kohlekrise. Bereits beginnend in den 1950er Jahren verlor der Steinkohlenbergbau immer mehr seiner einstigen dominierenden Stellung in der nordrhein-westfälischen Wirtschaft.                                                                                              |
| 30. Juni 1965      | Die Landesregierung eröffnet die Ruhr-Universität in Bochum. |
| 8. Dezember 1966   | Heinz Kühn (SPD) löst mit Hilfe der FDP-Fraktion Franz Meyers (CDU) durch ein konstruktives Misstrauensvotum als Ministerpräsident ab. |
| 12. Dezember 1968  | Die Landesregierung eröffnet die Universität Dortmund. |
| 1. Juli 1969       | Die erste Stufe der Neugliederung der Gemeinden und Kreise tritt in Kraft. Hierdurch wird zunächst die Zahl der Gemeinden im Land reduziert. |
| 1. August 1971     | Das Bildungsangebot in Nordrhein-Westfalen wird um 15 Fachhochschulen in Aachen, Bielefeld, Bochum, Dortmund, Duisburg, Düsseldorf, Essen, Hagen, Köln, Krefeld, Lemgo, Münster, Paderborn, Siegen und Wuppertal erweitert. |
| 16. Mai 1972       | Es folgen die Gesamthochschulen in Duisburg, Essen, Paderborn, Siegen und Wuppertal sowie 1975 die einzige deutsche Fernuniversität in Hagen. |
| 1. Januar 1975     | Die zweite Stufe der Neugliederung der Gemeinden und Kreise tritt in Kraft. Hierdurch wird nochmals die Zahl der Gemeinden reduziert und alle Kreise im Lande werden neu geordnet. |
| 20. September 1978 | Johannes Rau (SPD) löst den rund zwölf Jahre amtierenden Heinz Kühn (SPD) als Ministerpräsident ab. |
| 1987               | Massive Arbeitskämpfe wegen der Schließung des Stahlwerks Rheinhausen markieren den symbolischen Höhepunkt der Stahlkrise, die sich bereits seit Mitte der 1970er Jahre andeutete. Die Stahlindustrie ist spätestens seit den 1980er Jahren in einer existentiellen Krise. Ihre Bedeutung für Wirtschaft des Landes schrumpft.                     |
| 20. Juni 1991      | Der Bundestag beschließt den Umzug von großen Teilen der Regierung und des Parlaments nach Berlin. Bonn ist nicht mehr Hauptstadt der Bundesrepublik. Das Parlament und viele Regierungsstellen verlegen bis 1999 nach Berlin. |
| 17. Oktober 1994   | Die neue Kreisordnung und die neue Gemeindeordnung treten in Kraft, nach der die kommunale Doppelspitze abgeschafft wird. Gleichzeitig wird die Direktwahl der Landräte und der Oberbürgermeister bzw. Bürgermeister eingeführt. |
| März 1994          | Die Britische Rheinarmee wird aus Nordrhein-Westfalen abgezogen. Offiziell endet damit die britische Besatzung des Landes. Nur wenige Truppen verbleiben als „Britische Streitkräfte in Deutschland“ im Land |
| 27. Mai 1998       | Wolfgang Clement (SPD) löst den fast zwanzig Jahre amtierenden und bald darauf zum Bundespräsidenten gewählten Johannes Rau (SPD) als Ministerpräsident in der rot-grünen Koalition ab. |
| 6. Juli 1999       | Der Verfassungsgerichtshof des Landes Nordrhein-Westfalen erklärt die Fünf-Prozent-Hürde bei Kommunalwahlen für verfassungswidrig. Die Klausel wird daraufhin im Kommunalwahlgesetz gestrichen. |
| 6. November 2002   | Peer Steinbrück (SPD) löst Wolfgang Clement (SPD) als Ministerpräsident in der rot-grünen Koalition ab. |
| 1. Januar 2003     | Alle Gesamthochschulen werden in Universitäten überführt. |
| 1. Januar 2004     | Der Nationalpark Eifel wird als erster Nationalpark des Landes ausgewiesen |
| 22. Mai 2005       | Die SPD unter Führung von Ministerpräsident Peer Steinbrück verliert bei der Wahl des 14. Landtages nach 25 Jahren den Status als stärkste Fraktion und wird nach 39-jähriger Regierung (seit 1995 mit den Grünen) von den Wählern in die Opposition geschickt. Am 22. Juni 2005 wählen CDU und FDP Jürgen Rüttgers (CDU) zum Ministerpräsidenten. |
| 21. Oktober 2009   | Erste Kommunalreform seit den 1970ern: Die Stadt Aachen und der Kreis Aachen wurden in der Städteregion Aachen zusammengefasst. Erstmals wird damit ein neuartiges Regionsmodell in Nordrhein-Westfalen erprobt. |
| 1. Januar 2010     | Das Ruhrgebiet ist für ein Jahr Kulturhauptstadt Europas. |
| 14. Juli 2010      | Hannelore Kraft (SPD) wird zur ersten weiblichen Ministerpräsidentin des Landes gewählt. Sie führt eine rot-grüne Koalition. Erstmals wird in Nordrhein-Westfalen eine Minderheitsregierung gebildet. |
| 13. Mai 2012       | Die rot-grüne Koalition unter Hannelore Kraft (SPD) erhält bei den vorgezogenen Landtagswahlen 2012 eine eigene parlamentarische Mehrheit. Vorausgegangen war die Selbstauflösung des Landtags. |
| 9. Mai 2014        | Ein Unwetter an Pfingstmontag hat zahlreiche Schäden in NRW verursacht. Am heftigsten wütete es in Düsseldorf mit Windgeschwindigkeiten von 142 km/h. Es war das schlimmste Unwetter in NRW seit dem Orkan Kyrill. |
| 14. Mai 2017       | Nach der Landtagswahl 2017 wählt eine CDU-FDP-Koalition Armin Laschet (CDU) zum neuen Ministerpräsidenten. |
| 31. Dezember 2018  | Ende des Steinkohlenbergbaus im Land |

### Nordrhein-Westfalen-Tag
Bis 2006 feierte das Land seine runden Geburtstage mit Veranstaltungen in der Landeshauptstadt Düsseldorf. Ab 2007 finden diese Nordrhein-Westfalen-Tage jährlich in wechselnden Städten des Landes statt.

### Gesamtdarstellungen
- Jörg Engelbrecht: Nordrhein-Westfalen in historischer Perspektive. In: Werner Künzel, Werner Relleke (Hrsg.): Geschichte der deutschen Länder. Entwicklungen und Traditionen vom Mittelalter bis zur Gegenwart. Münster 2005, S. 255–278.
- Uwe Knüpfer: Wir im Westen. Wie wir wurden, was wir sind; ein historischer Wegweiser nach Nordrhein-Westfalen. Klartext, Essen 2010, ISBN 978-3-8375-0180-3.
- Christoph Nonn: Geschichte Nordrhein-Westfalens. C. H. Beck, 2009, ISBN 978-3-406-58343-8.

### Einzelne Epochen
- Hein Günter Horn (Hrsg.): Die Römer in Nordrhein-Westfalen. Konrad Theiss, Stuttgart 1987, ISBN 3-8062-0312-1.
- Wilhelm Ribhegge: Preußen im Westen. Kampf um den Parlamentarismus in Rheinland und Westfalen 1789–1947. Aschendorff Verlag, Münster 2008, ISBN 978-3-402-05489-5.
- Rolf Steininger: Ein neues Land an Rhein und Ruhr: die Ruhrfrage 1945/46 und die Entstehung Nordrhein-Westfalens. W. Kohlhammer, Köln 1990, ISBN 3-17-011113-2. (unveränderter Nachdruck: Ein neues Land an Rhein und Ruhr. die Entstehungsgeschichte Nordrhein-Westfalens 1945/46. W. Kohlhammer, Stuttgart 2016, ISBN 978-3-17-030732-2.)

### Einzelne Themen
- Landschaftsverband Rheinland, Landschaftsverband Westfalen-Lippe (Hrsg.): Handbuch der historischen Stätten Nordrhein-Westfalen. 3., völlig neu bearbeitete Auflage. Alfred Kröner, Stuttgart 2006, ISBN 3-520-27303-9.
- Detlef Briesen, Gerhard Brunn, Rainer S. Elkar, Jürgen Reulecke: Gesellschafts- und Wirtschaftsgeschichte Rheinlands und Westfalens. In: Landeszentrale für politische Bildung (Hrsg.): Schriften zur politischen Landeskunde. Band 9. W. Kohlhammer, Köln 1995, ISBN 3-17-013320-9.
- Georg Cornelissen: Kleine Sprachgeschichte von Nordrhein-Westfalen. Greven-Verlag, Köln 2015, ISBN 978-3-7743-0654-7.